# Бароко в Генуї
Бароко в Генуї (італ. Barocco genovese) — спадщина барокового мистецтва Генуї та регіону Лігурія, що була створена з кінця XVI до кінця XVIII століття, тобто до появи італійського класицизму й ампіру.

## Передісторія

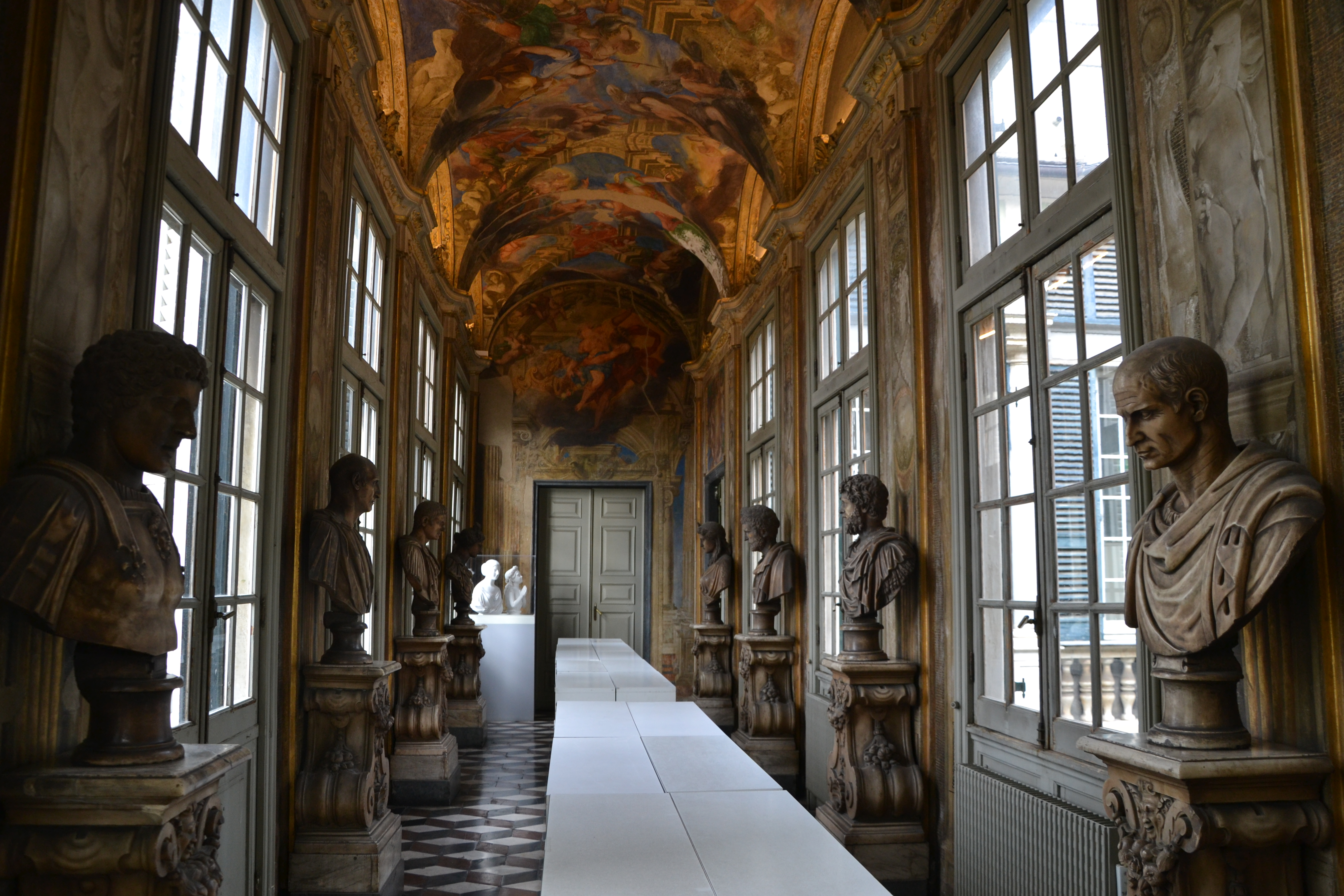
Генуя. Палаццо Бальбі-Сенарега, галерея з фресками роботи Валеріо Кастелло. (1654—1659 рр.)

Скульптор Леоне Леоні. Медаль на честь Андреа Доріа.

Пожвавлення художнього життя та розквіт художньої генуезької школи пов'язують з адміністративною діяльністю адмірала Андреа Доріа.
Він прибув у Геную у 1528 р., де ініціював містобудівні та адміністративні роботи, бо відбився від французьких вояків. Андреа Доріа первісно був союзником короля Франциска І, а потім став з політичних міркувань союзником іспанського монарха Карла V. 1528 р в Генуї навіть прийняли власну конституцію, де оголосили правління патриціату. А Генуезький університет був заснований ще 1470 року.
Розпочато створення нових церков, приватних палаців, будівель громадського призначення, банків. Поселення швидко перетворилося на цікаве місто з кам'яною забудовою та значимим портом. До складу республіки приєднали острів Корсика (до 1553).
Всі ці зміни вимагали наявності архітекторів, художників, скульпторів, військових та цивільних інженерів. Для художнього оздоблення палацу резиденції самого Доріа запросили художника з Риму — Періно дель Вага, послідовника художньої манери Рафаеля Санті. Місто прикрасила нова центральна вулиця — Страда Нуова. Саме там і виникли нові палаци та будівлі, прикрашені мармуром, картинами та фресками. В другій половині XVI ст. перше місце в мистецтві міста перейшло до талановитого Луки Камб'язо, що виборов міжнародну славу і буде запрошений на працю у тодішню супердержаву Іспанію. Геную прикрасили розкішні храми, заміські резиденції, барокові сади за новою бароковою модою для заможних містян, котрі ставали патронами та меценатами для архітекторів, садівників, художників, ювелірів.

## Барокова архітектура Генуї

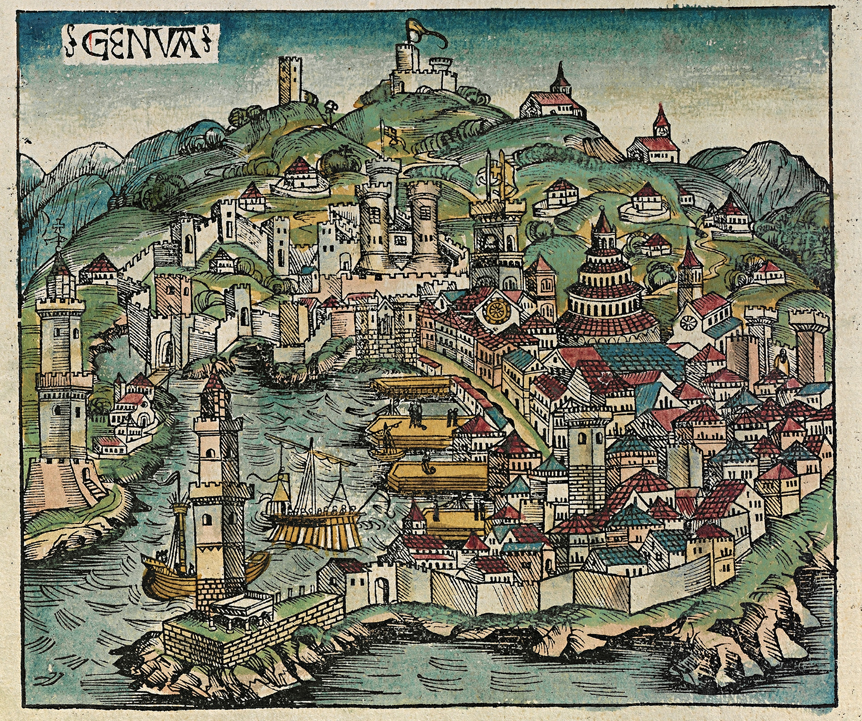
Зображення центру Генуї та порту 1493 року

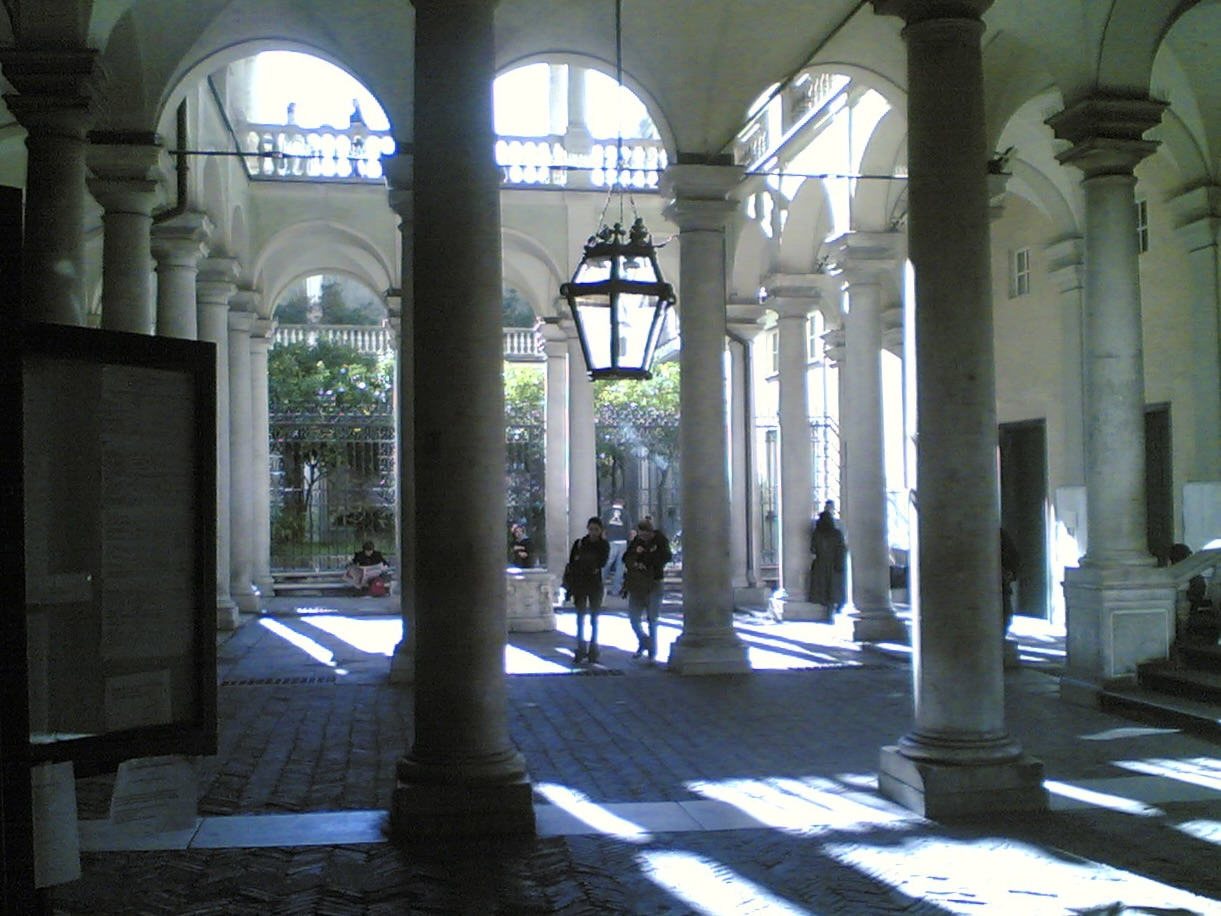
Палаццо Бальбі Сенарега, нині літературний факультет

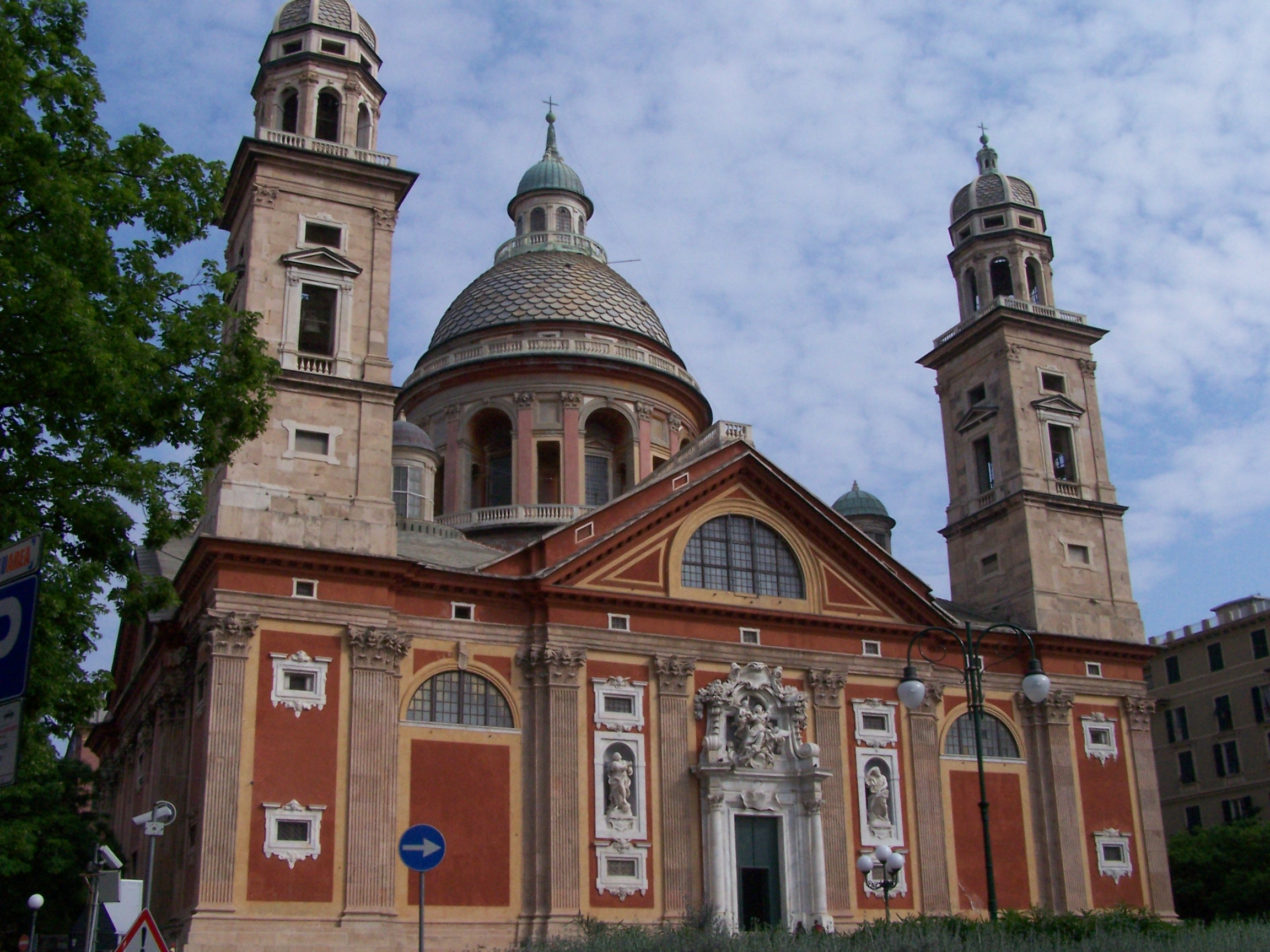
Санта-Марія-Ассунта-ди-Каріньяно, Генуя

Вже в XVI ст. Генуезька республіка вступила в пору економічного піднесення. Сприяла цьому і активно проведена колонізація різних територій, включаючи Левант і узбережжя Криму — Кафа (нині Феодосія, Судак, Тана, Тамань та інші.). Андреа Доріа зробив ставку на союз з тодішньою супердержавою Іспанією, що дозволило генуезцям «збирати вершки» з іспанської колонізації Америки, пускаючи до торговельного обігу здобуте іспанськими колонізаторами золото.
Все це сприяло пожвавленню місцевої архітектури та забудові міста і передмість. Практично два сторіччя аристократична республіка залишалася однією з найуспішніших економічно регіонів тодішньої Італії та вела велике будівництво. Генуя розташована в гірській місцевості, де схили гір амфітеатром спускаються до затоки. Саме тут і розташовані історична частина міста та порт. Центральною вулицею міста стала Страда Нуова, де зосереджена більшість барокових палаців. Так звані Палацці де Роллі, побудовані в добу маньєризму та бароко, виявилися настільки художньо вартісними, що були 2006 р. оголошені пам'яткою Світової спадщини ЮНЕСКО. Але барокова архітектура присутня і в низці заміських палаців-вілл, оточених садами бароко з фонтанами, парковою скульптурою, парковими павільйонами. Особливістю історичного міста стануть також непроїжджі вулиці зі сходами на схилах пагорбів.
Католики міста подбали і про головний собор Св. Лаврентія. Його будували як місцеві майстри, так і архітектори, запрошені з Франції. Французи і намагалися створити собор за французькими зразками, звідси три строкаті портали на його головному фасаді. Але поліхромія фасаду цілком притаманна храмам Генуї. Якщо катедральний собор зберіг риси готичної архітектури, то чотири інші великі храми міста мають риси бароко (церква Іль-Джезу, церква Сан Сіро, Сантіссіма-Аннунціата-дель-Вастато, Санта-Марія-Ассунта-ди-Каріньяно). Головний тоді банк зберіг назву палаццо Сан Джорджо, він рясно прикрашений на фасадах фресками з золоченими скульптурами та зображенням самого Св. Георгія. Барокову стилістику має й скульптурний вівтар Івана Хрестителя в церкві святих Вітторіо і Карла в каплиці Францоні.
В 17 ст. тут плідно попрацював архітектор Бартоломео Бьянко. Саме він вибудував Єзуїтський коледж (парадну споруду Генуезького університету), церкву Святих Вітторіо і Карла, фасад палацу Дураццо-Паллавічіні, палац Бальбі-Сенарега тощо. Місцеві архітектори вдало обігрували схили пагорбів, прикрасивши барокові споруди відкритими галереями, залами сходів, досягаючи рідкісних, майже сценічних ефектів з освітленими та затемненими частинами. Вони настільки вразили чужинця Пітера Пауля Рубенса, що той присвятив цим бароковим палацам Генуї окреме видання, повернувшись у Антверпен.

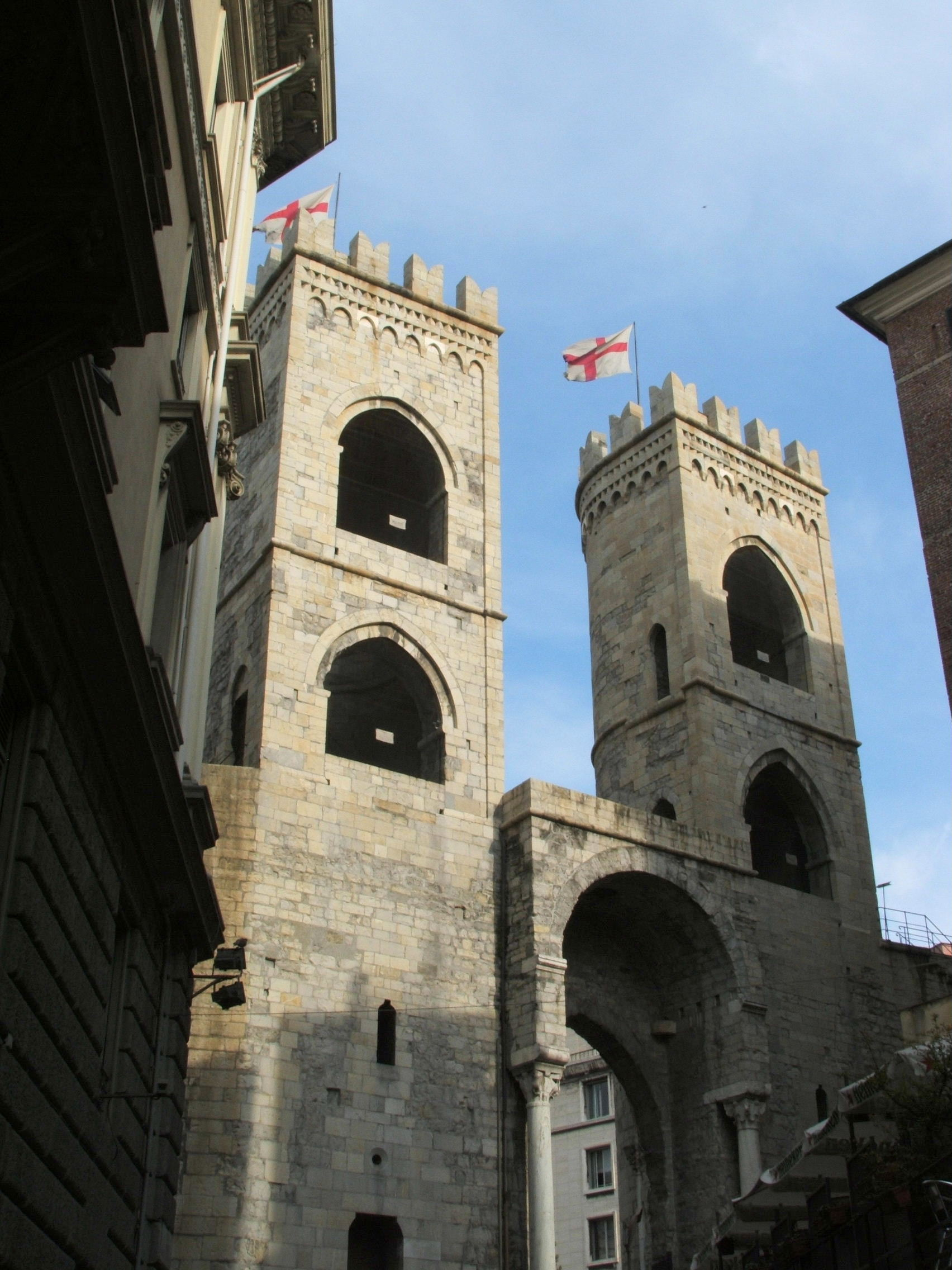
Середньовічна брама Генуї.Порта Сопрана.
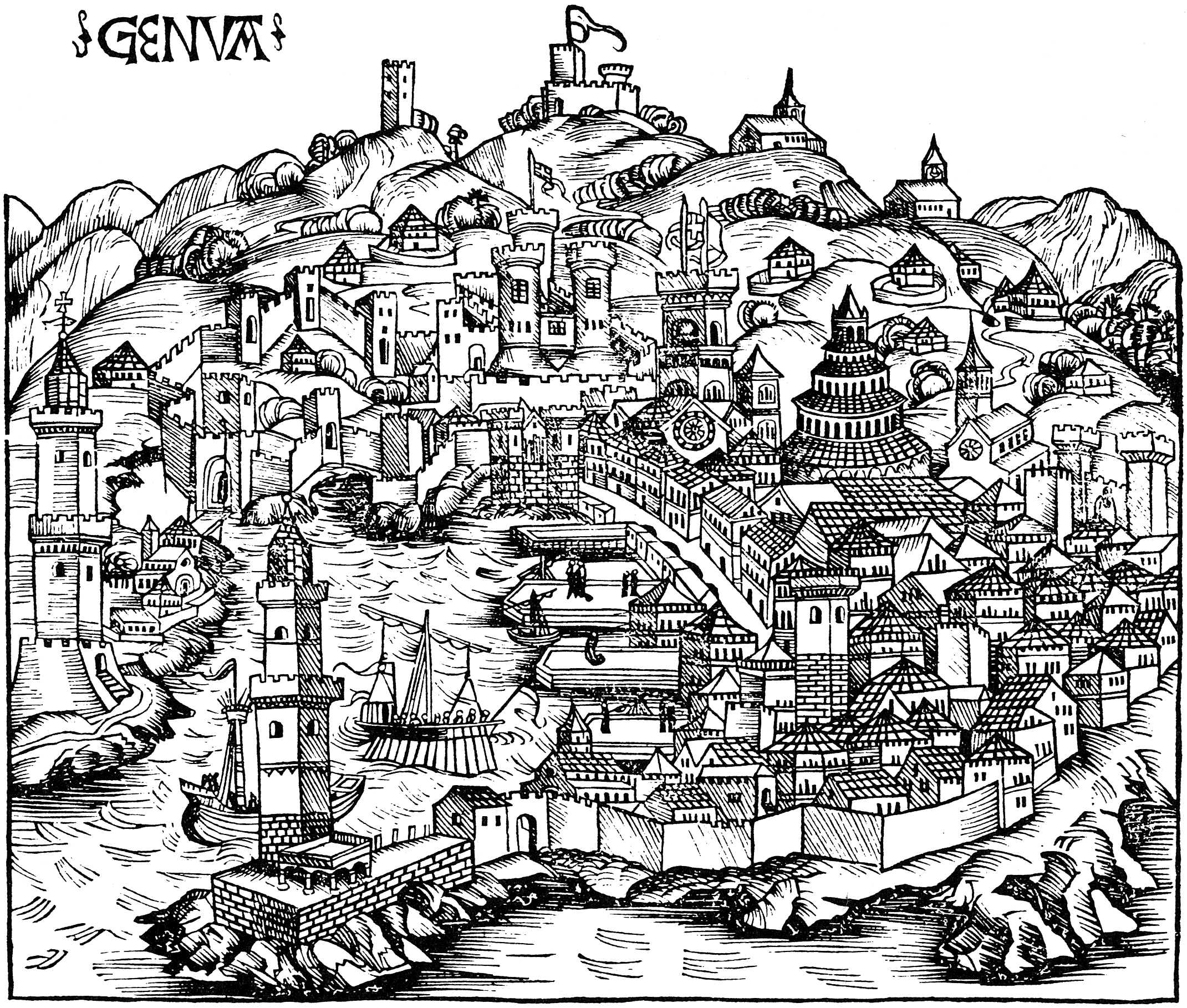
Стародавня мапа Генуї. 1493 рік.
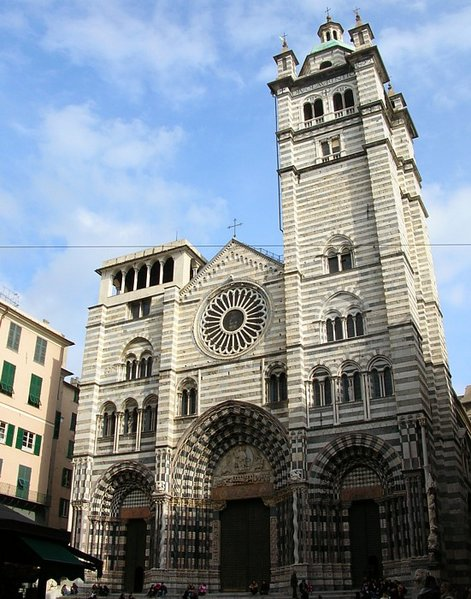
Кафедральний собор в Генуї, головний фасад.
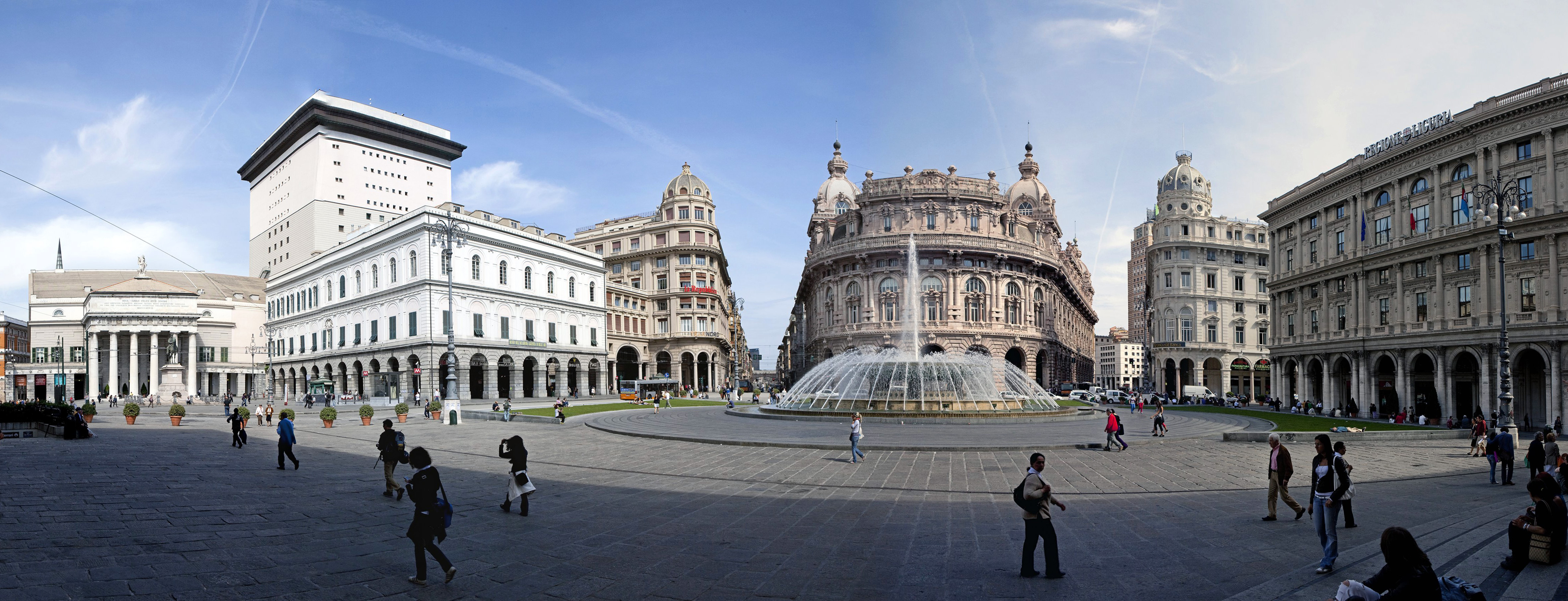
Генуя, п'яцца Феррарі
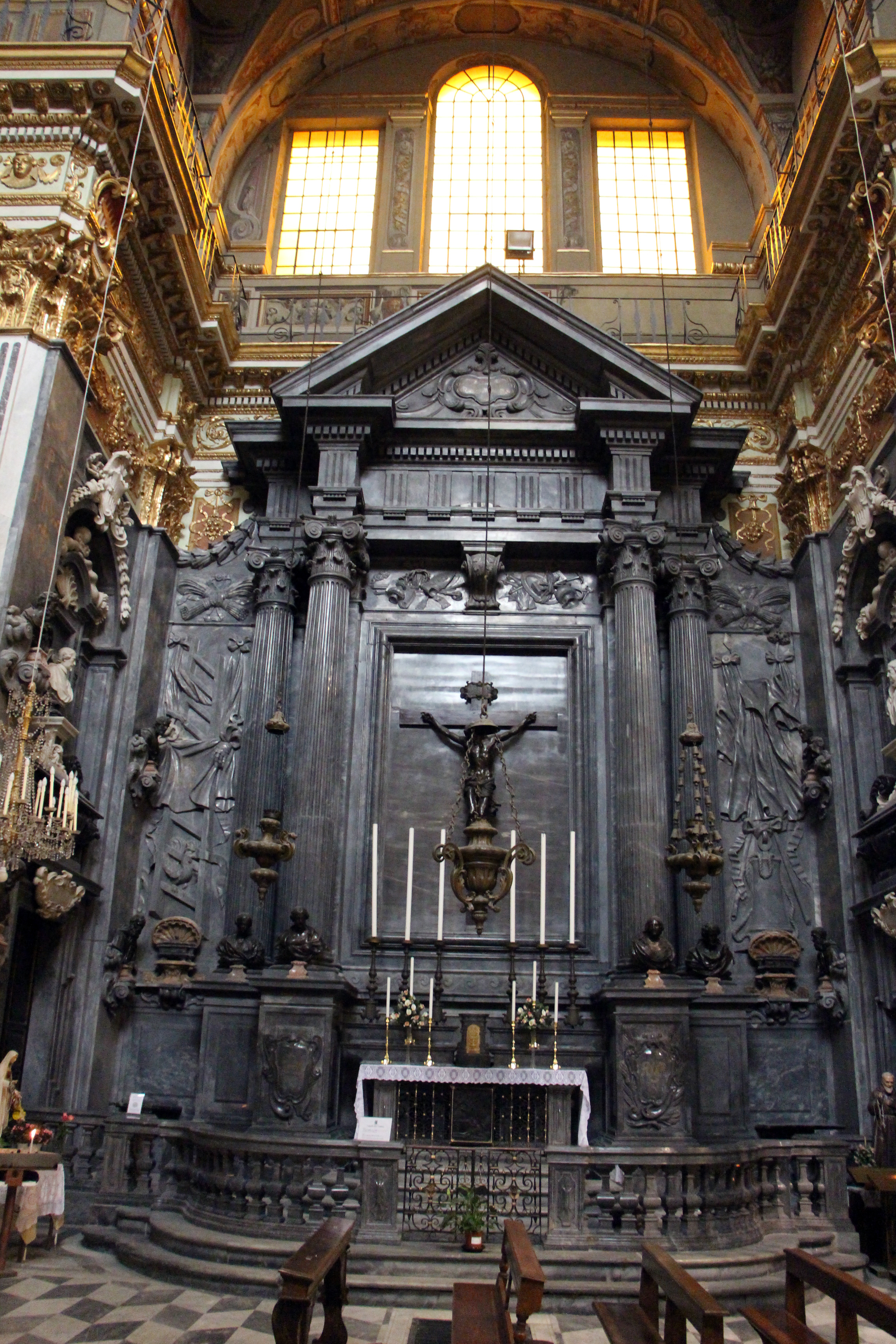
Генуя, скульптурний вівтар Івана Хрестителя в церкві святих Вітторіо і Карла, каплиця Францоні.
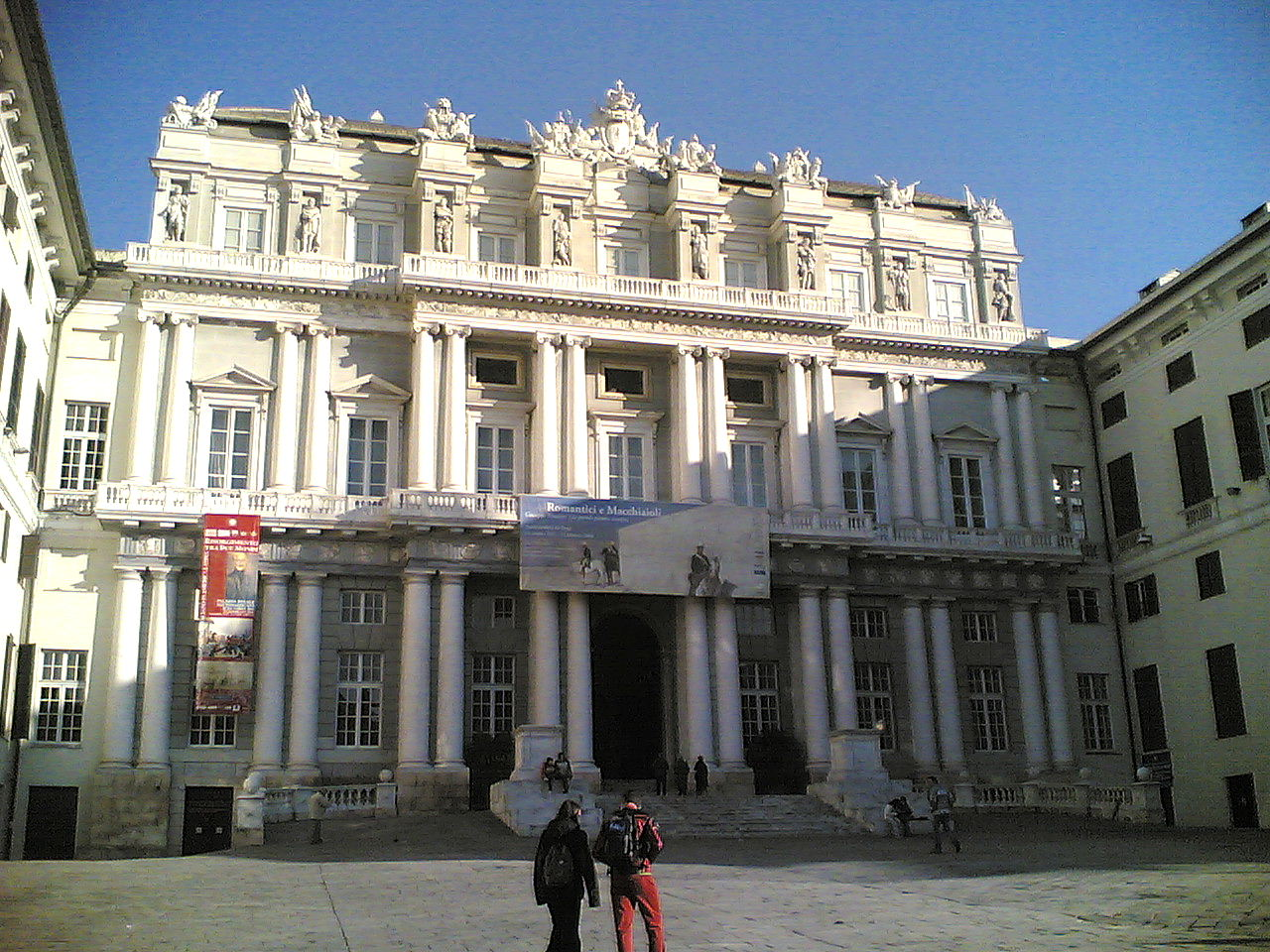
Гненуя, палац дожів, курдонер і головний фасад.
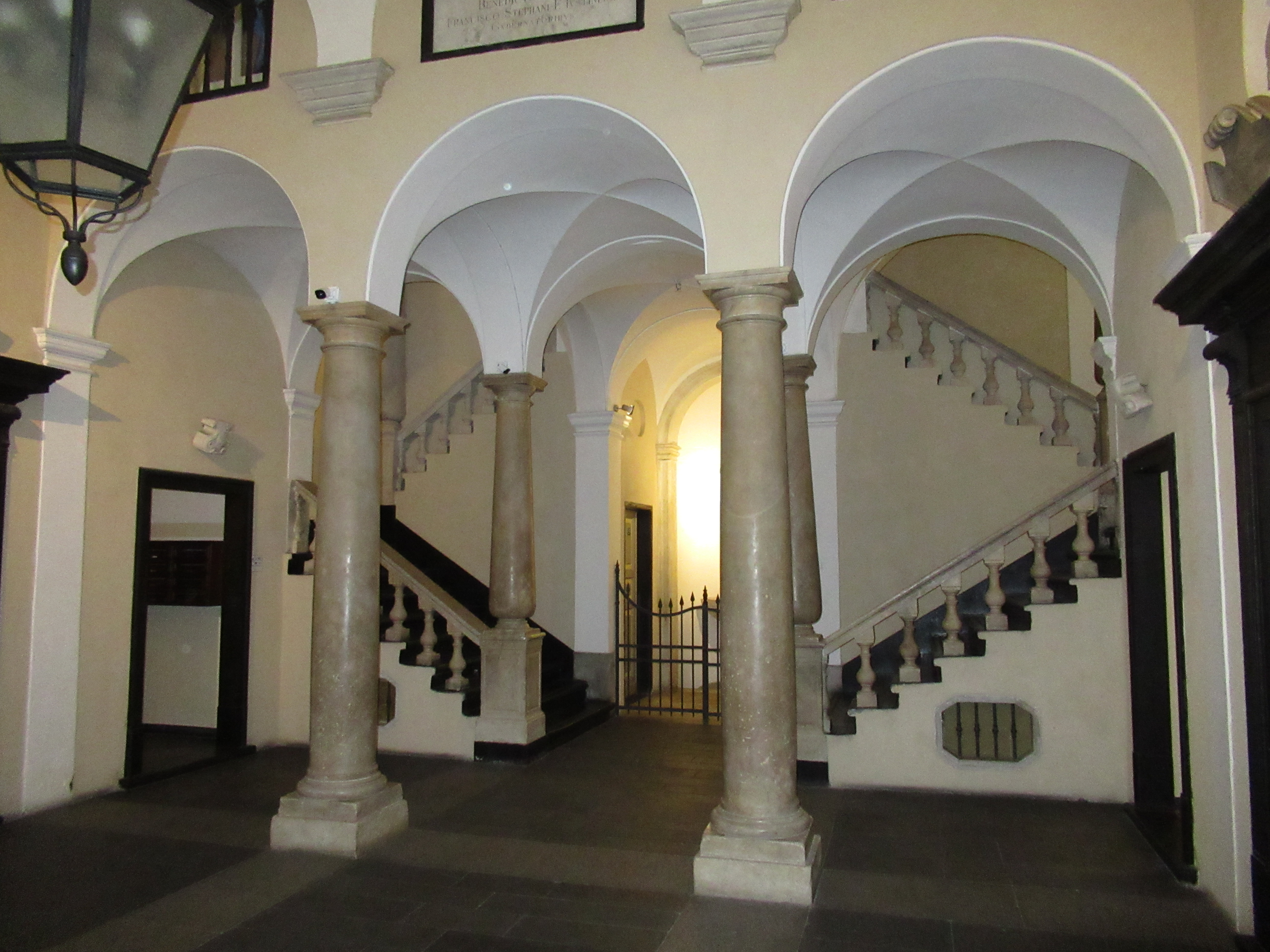
Палаццо Маркантоніо Джустініані, сходова зала
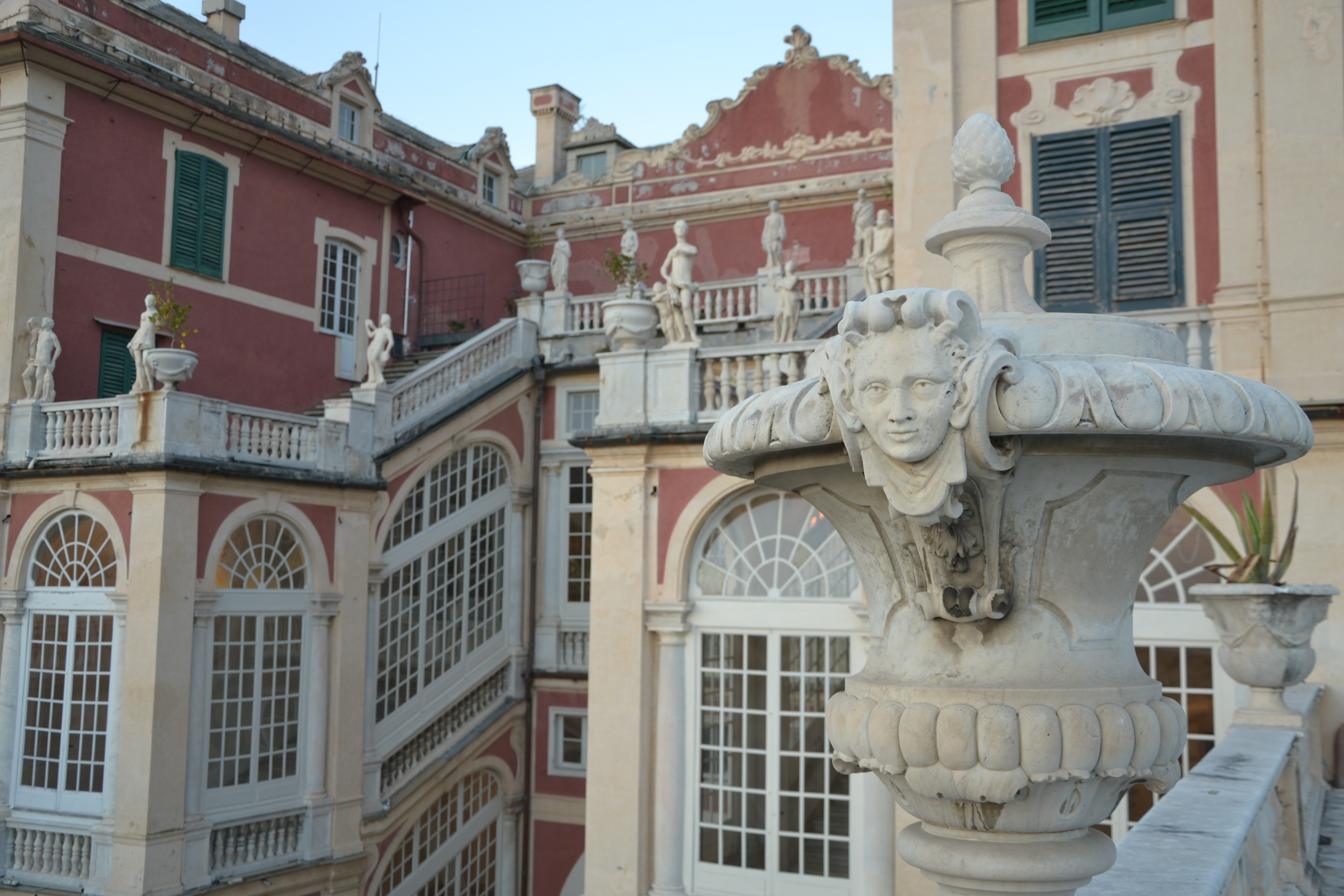
Палаццо Реале, парковий фасад
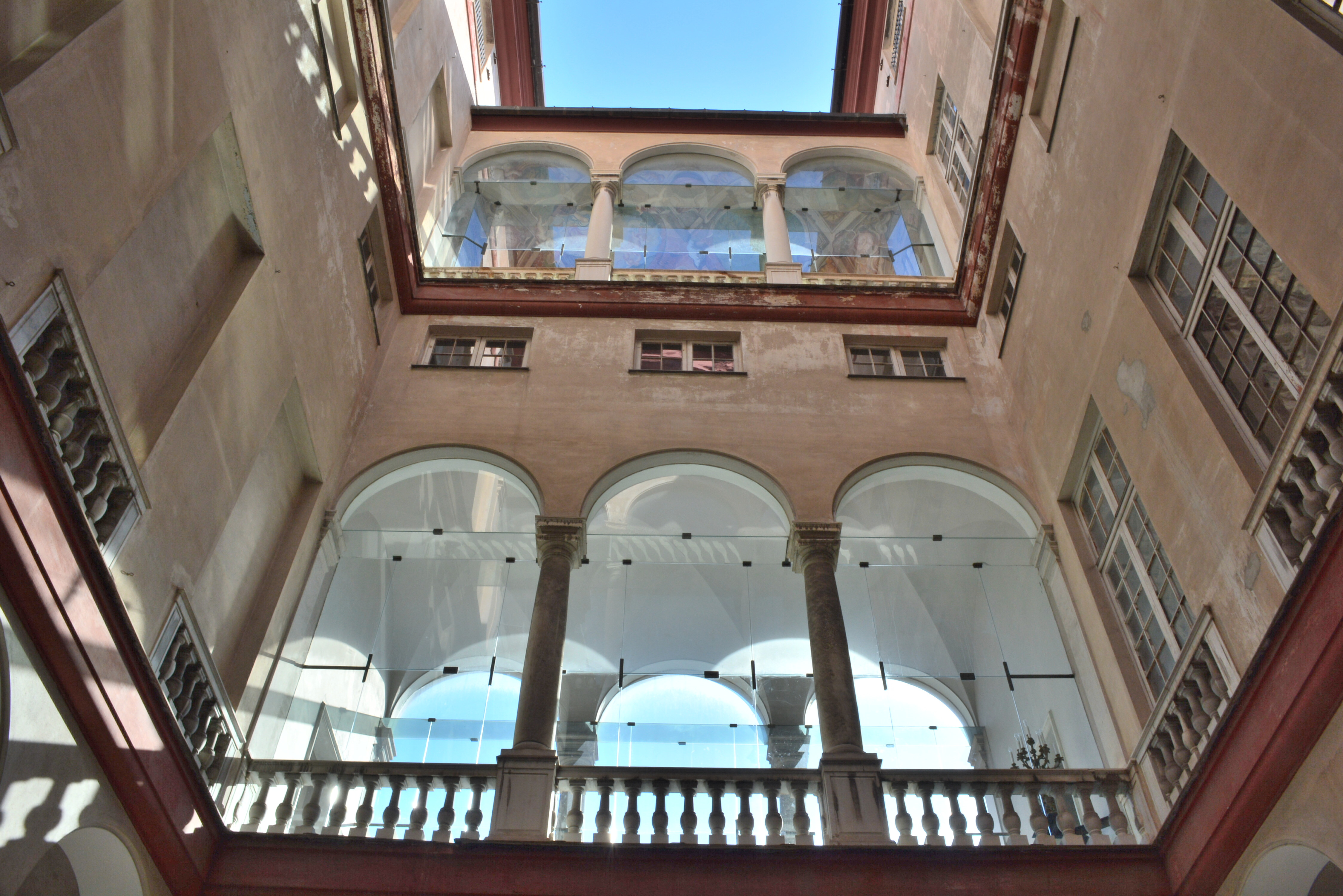
Генуя, Палацо Россо.
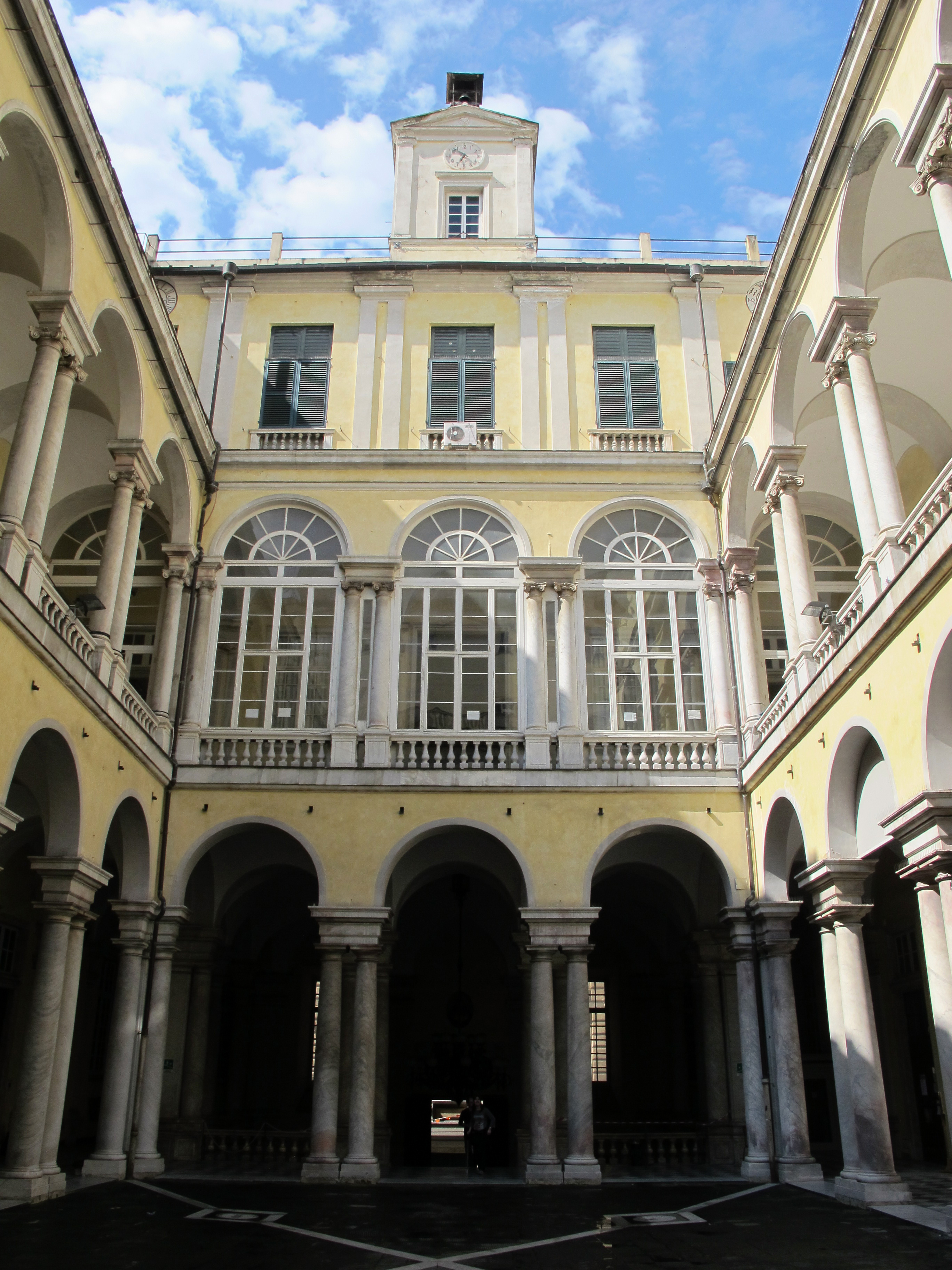
Арх. Бартоломео Бьянко. Колишній Єзуїтський коледж (парадна споруда Генуезького університету)
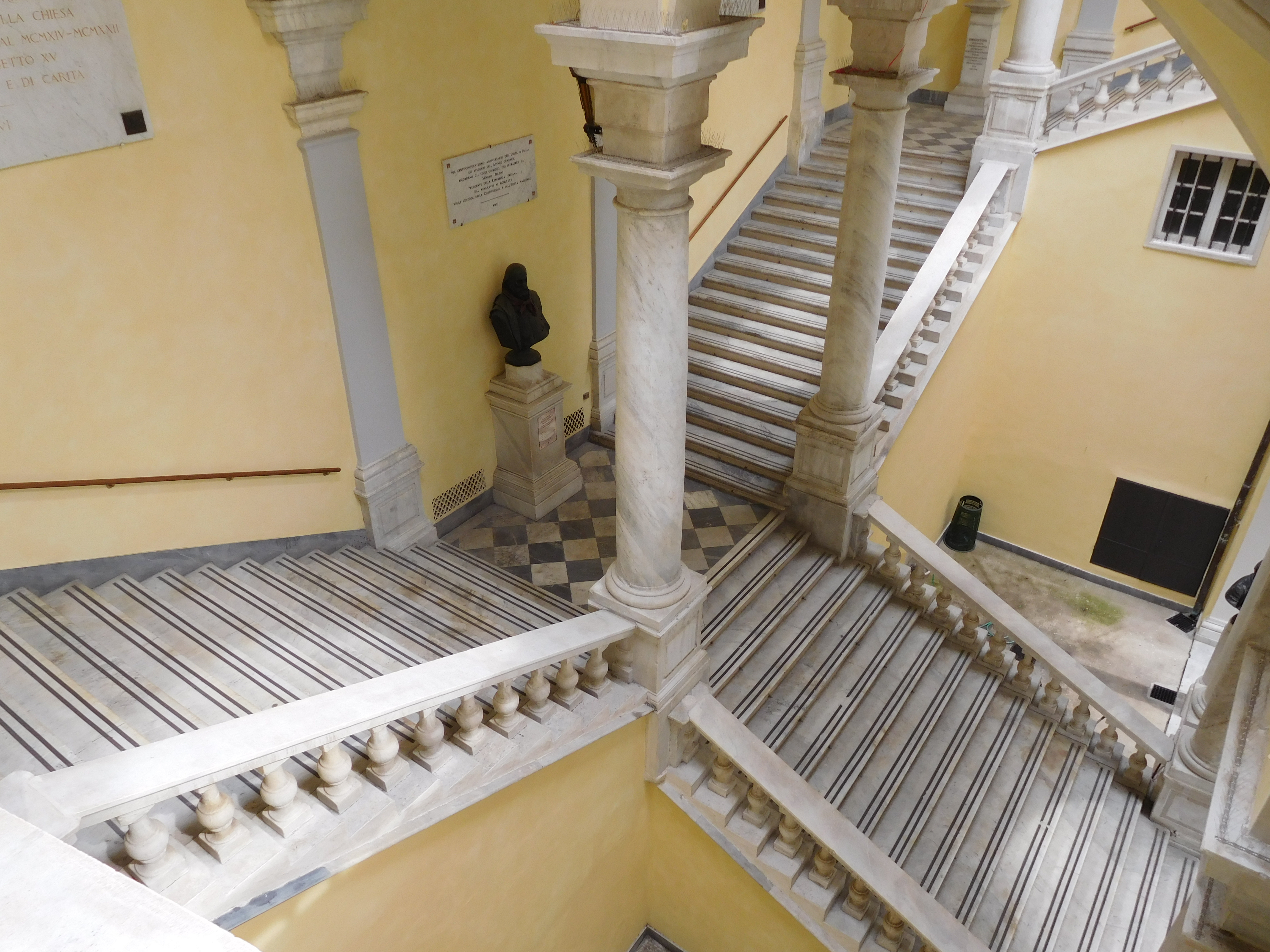
Арх. Бартоломео Бьянко. Колишній Єзуїтський коледж, сходова зала з внутрішнього дворика

## Плани генуезьких палаців та храмів за виданням П.П.Рубенса (1622р.)

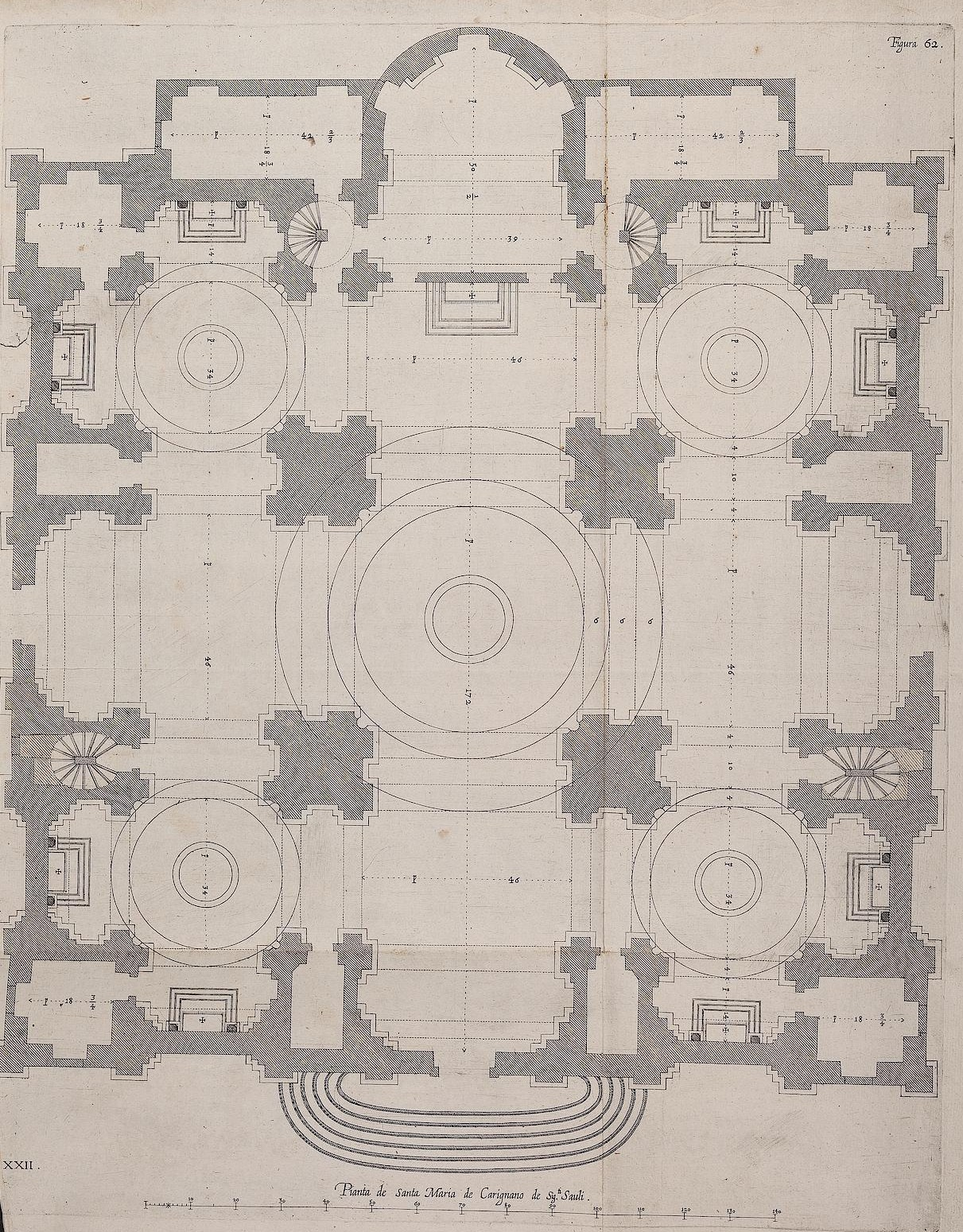
Видання П.П. Рубенса. Базиліка Санта Маріа Ассунта (Нанебовзяття Богородиці), Генуя
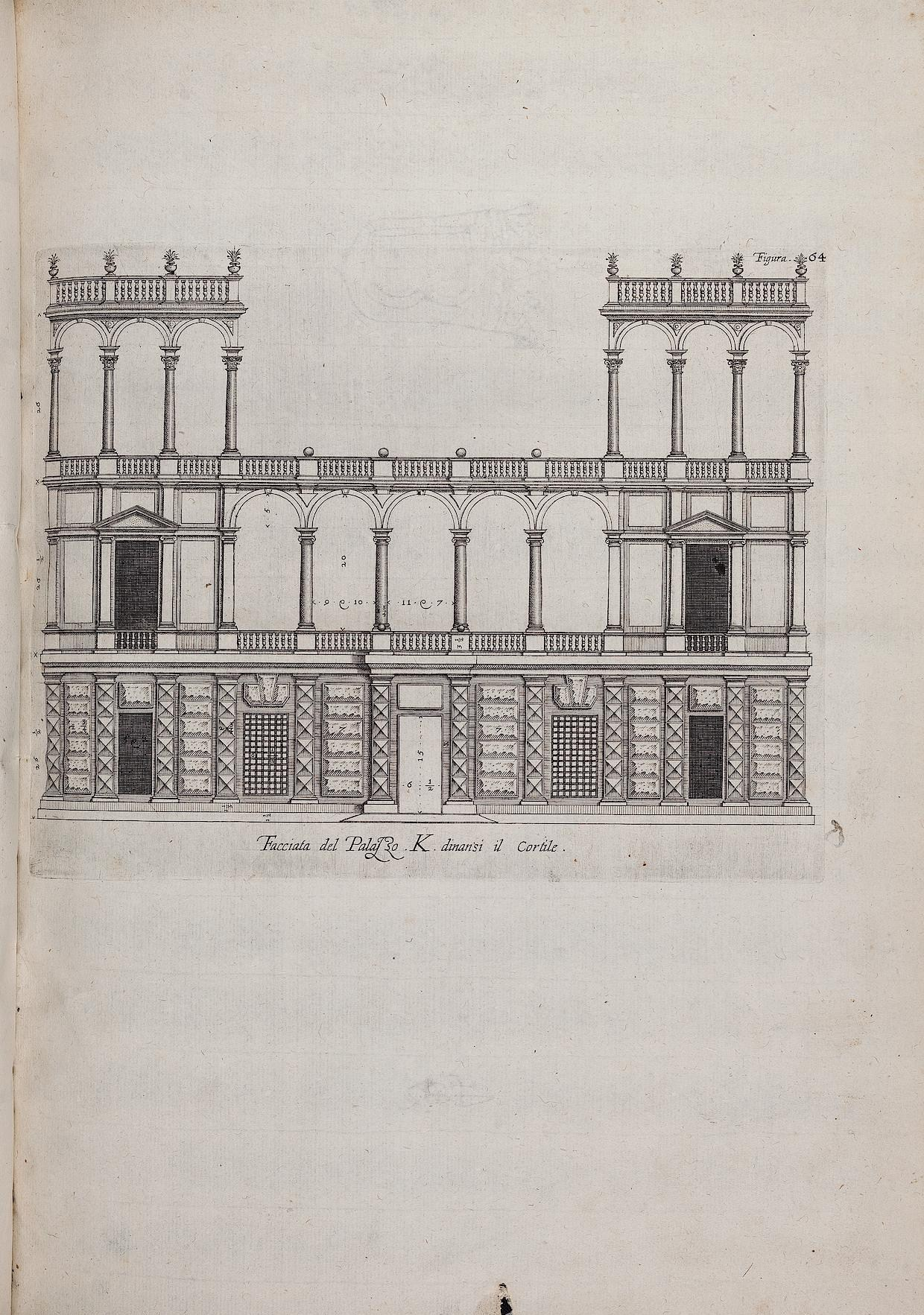
Видання П.П. Рубенса. Палаццо Леркарі-Пароді, галереї
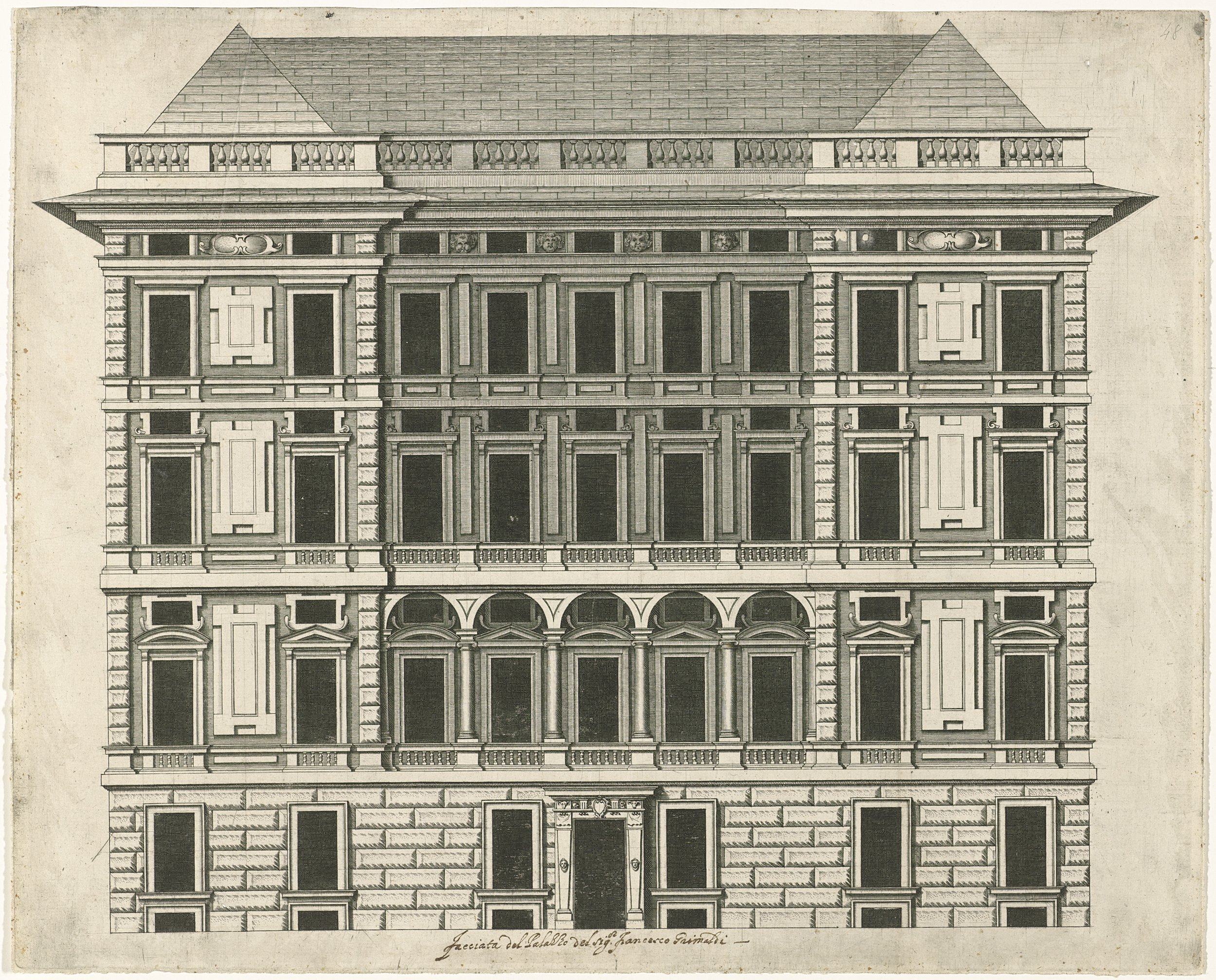
Видання П.П. Рубенса. Палаццо Спінола, головний фасад
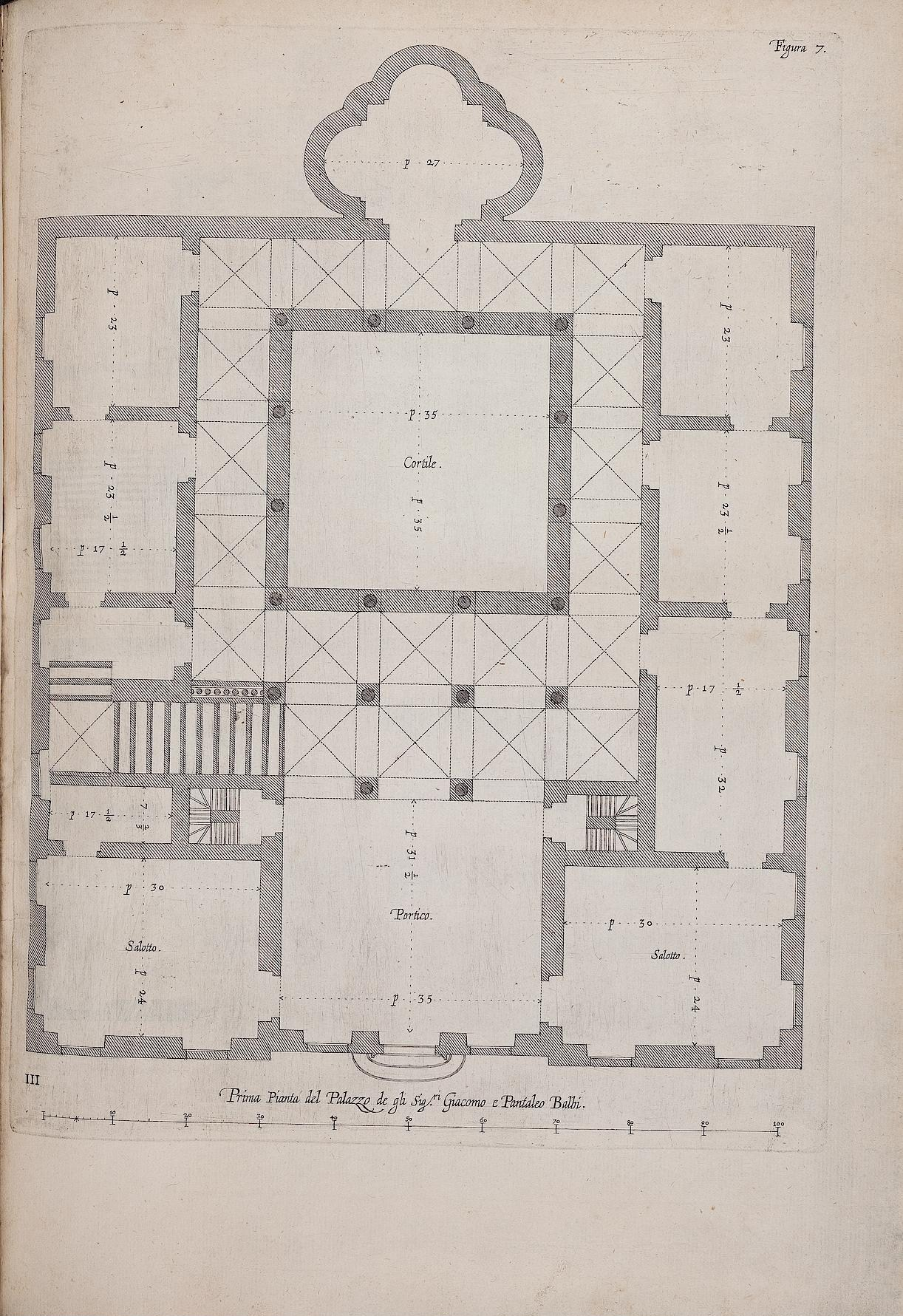
Видання П.П. Рубенса. План палацу Бальбі-Сенарега
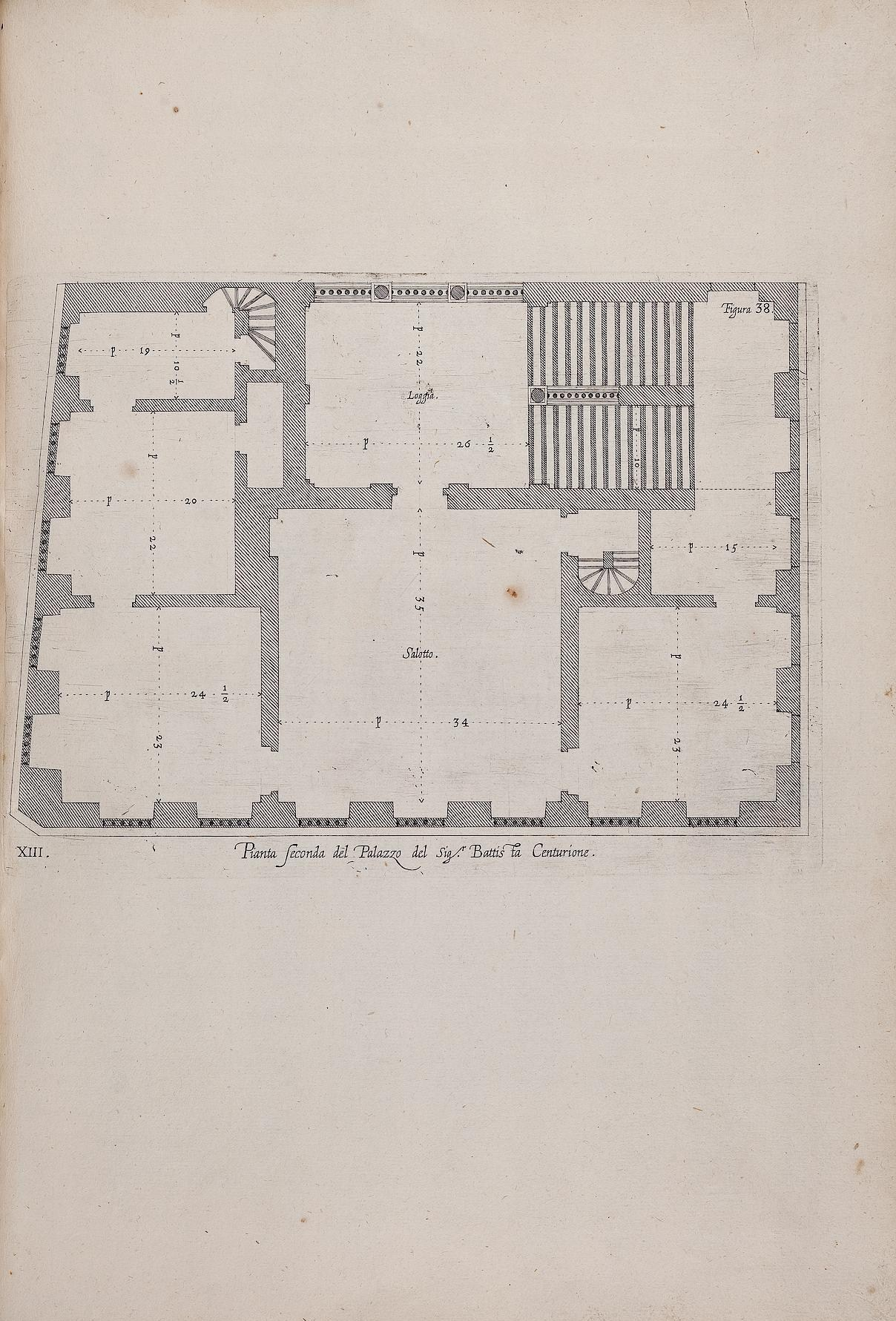
Видання П.П. Рубенса. План палацу Джио Баттіста Чентуріоне
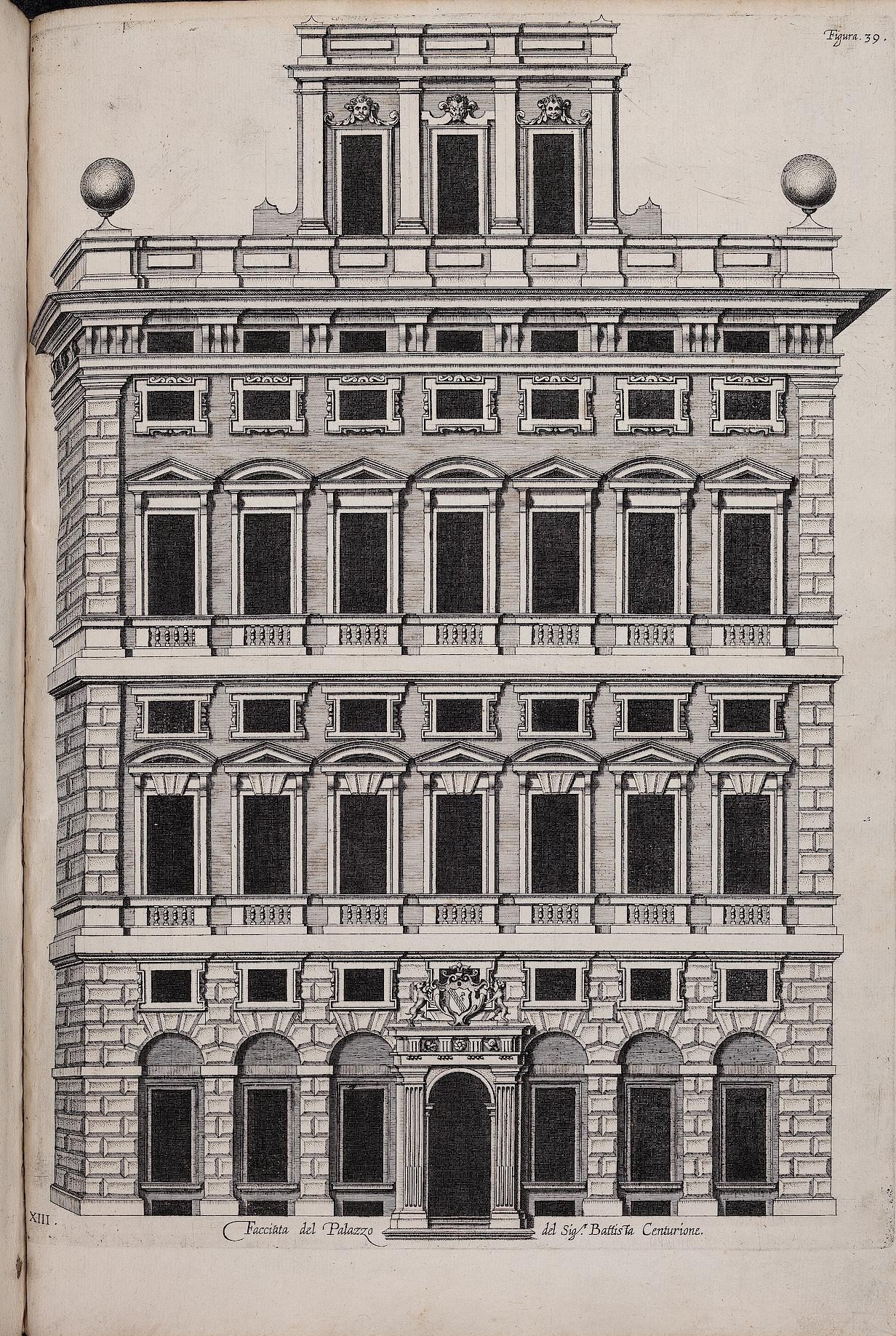
Видання П.П. Рубенса. План палацу Джио Баттіста Чентуріоне, головний фасад

## Барокові художники Генуї (місцеві)

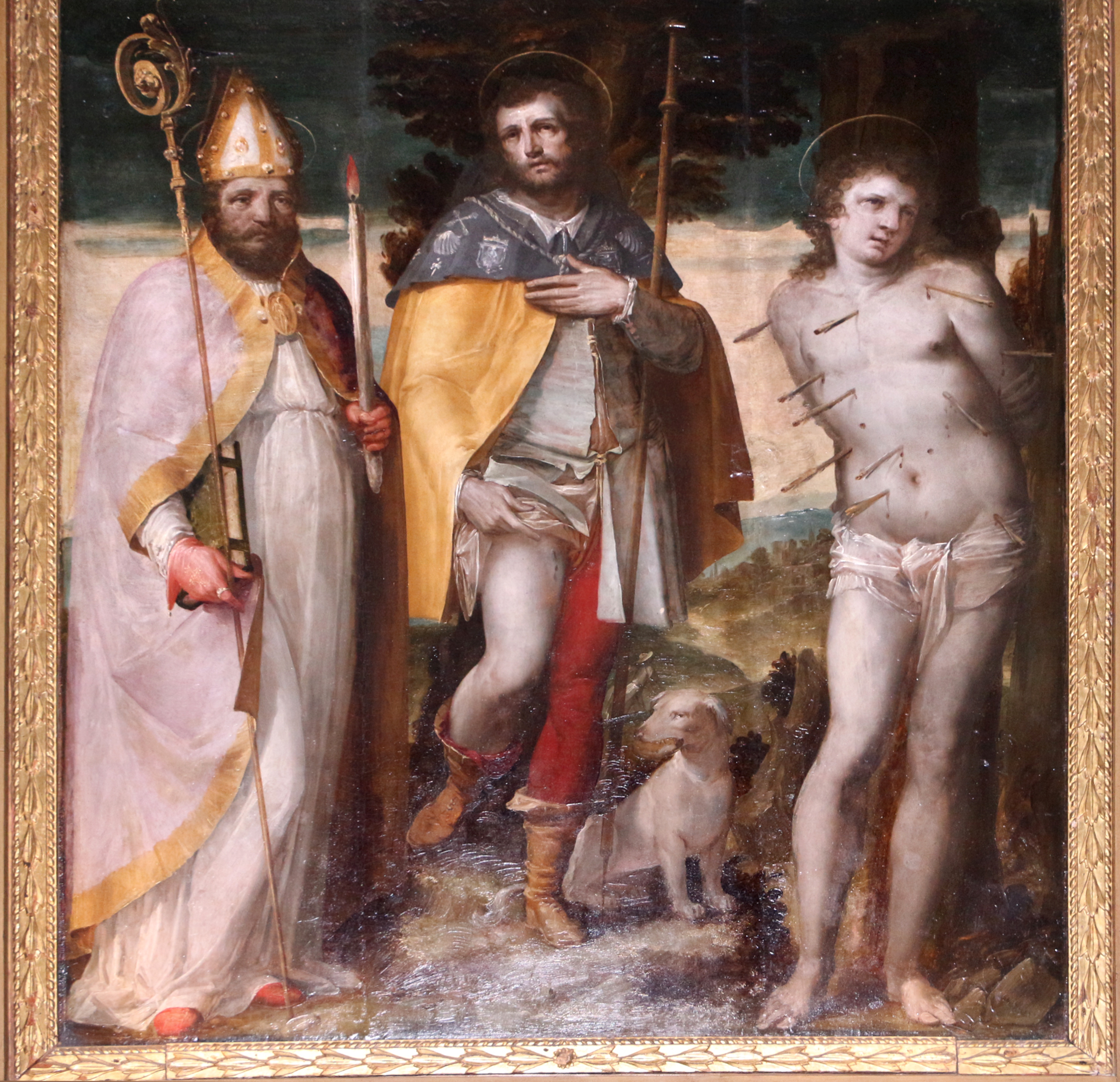
Лука Камб'язо. Святі Еразм, Рокко та Себастьян. Церква Санта Марія делла Кастанья

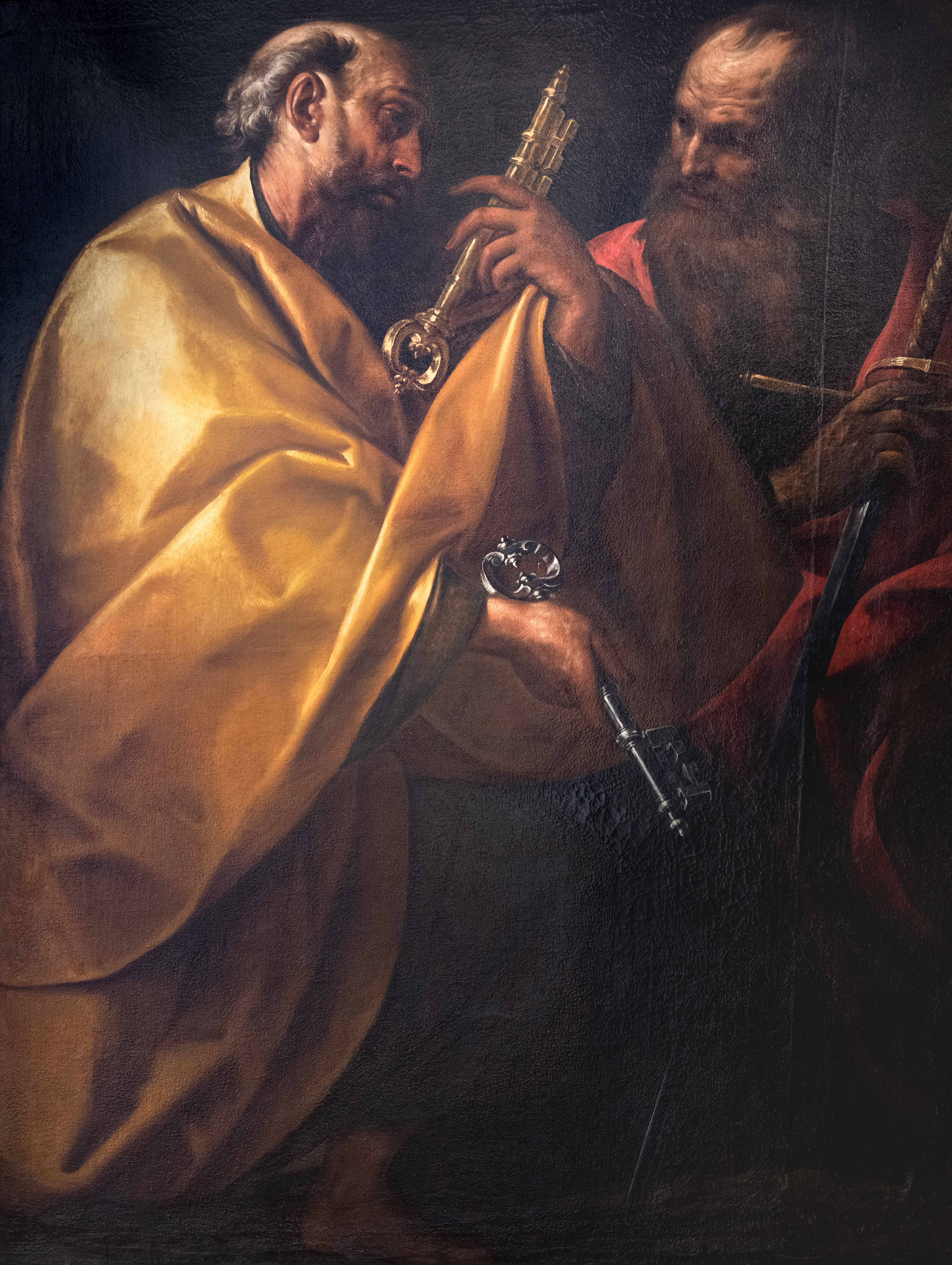
Джоакіно Ассерето. Св. Петро та Павло. Фонд Бемберг, Нарбонн

Досить рано митці Генуї познайомилися зі знахідками Караваджо та мистецтвом його послідовників (караваджизм). Це збіглося з усвідомленням величі власної республіки, з бажанням надати їй блиску і пишноти, що не поступалися б іншим мистецьким центрам Італії.
Першим місцевим майстром, що дав значущі зразки, притаманні саме місцевій художній школі, став Бернардо Строцці (1581—1644), хоча він працював не тільки в Генуї. Сам священик, особа авантюрна і активна, він працював як в галузі релігійного живопису, так і побутового жанру. Частка його біблійних композицій відрізняється натуралізмом і пишнотою деталей, споріднених з фламандською манерою чутливості, декоративності, стихії життєвих сил природи і людини. Менше він звертався до створення портретів та алегорій, притаманних мистецтву бароко. Філософські аспекти побуту, існування людини в цьому світі приваблювали художників генуезької школи значно менше (Б.Строцці «Стара кокетка», Москва).
Навпаки, філософські аспекти побуту, напружені пошуки змісту існування та його мети, страшні втрати на шляху цих пошуків стануть головною темою картин Алессандро Маньяско (1667—1749). Герої його полотен — носії містичних настроїв католицизму, зневіри і пригніченості, розчарування і навіть абсурду. Персонажі його картин — біднота селянська і міська, ченці, що ледь животіють у власних занедбаних монастирях, бандити, нікому не потрібні цигани, натовп цілком декласованих людей, викинутих на узбіччя життя. Сум і загубленість притаманні навіть тим персонажам картин Маньяско, що наче зберігли дахи над головою, якусь їжу, мешкають у занедбаних кімнатах і в побуті ще можуть дозволити собі музикування («Квартет зі співачкою», «Лютнист і жінка біля каміну»)
А його художня манера, швидка, рішуча, емоційно напружена, буде попередницею знахідок європейських майстрів 19-20 ст. (представники експресіонізму, фовізму). Як мажор і мінор в музиці, відрізнялись художні манери Джованні Бенедетто Кастільйоне (1609—1664) та його учня Маньяско. На відміну від Маньяско, художника трагічного, манера Кастільйоне спрямована на радісні сторінки життя, на насолоди, на красу природи і людини в ній. Сильною стороною обдарування Кастільйоне стане колористичний дар, що перевищував колористичні характеристики багатьох генуезьких майстрів.
Престижність жанру історичний живопис, зрозуміло, головувала в живопису та фресках Генуї, але цей жанр втрачав індивідуальну складову. Її реалізм та індивідуальні риси старанно повертали місцеві караваджисти та митці Генуї (художники Лука Сальтарелло, Джованні Баттіста Мерано, Паоло Джиролами Піола, маестро Монтічеллі д'Онджина), що не дуже рахувались з теоретичними настановами барокових схоластів. Звідси увага до непрестижних жанрів — натюрмортів, портретів, пейзажей. Не був забутий у Генуї і побутовий жанр. Як престижних персонажів давньоримських міфів писали митці Генуї живих тварин, поважно і реалістично (картини Джованні Агостіно Кассана). До непоодинаких натюрмортів звертилась і Агостіно Кассана, і Пейрано Дженовезе, і Сінібальдо Скорца, і Стефано Камольї. Серед ранніх пейзажистів Генуї — Карло Антоніо Тавела, Сінібальдо Скорца. Вони наче прокладали шлях до творів прихильників місцевого класицизму (ідеальні пейзажі Джузеппе Бачігалупо 1744—1821) або майстрів побутового жанру 20 сторіччя — серйозного Альберто Геліоса Гальярдо (1893—1987) або бадьорого весельчака Маттіо Траверсо (1885—1956). Відгуки генуезького бароко перейшли в твори місцевих майстрів на новому етапі (Маттіо Траверсо «Побудка солдата, що заснув за столом, хильнувши зайвого в таверні під сміх служниці»)

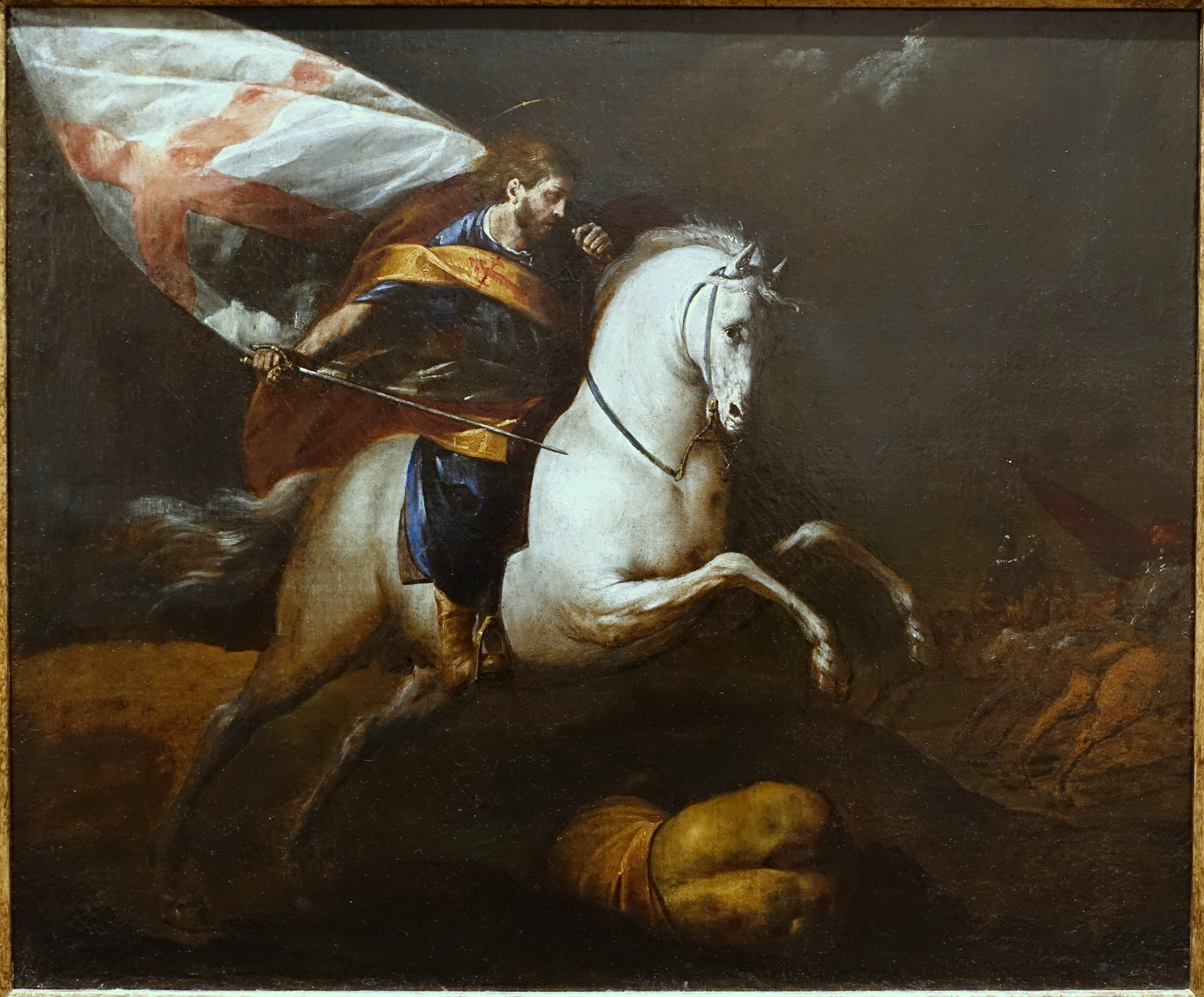
Джоакіно Ассерето. Св. Яків, Техас, Художній музей Блантона
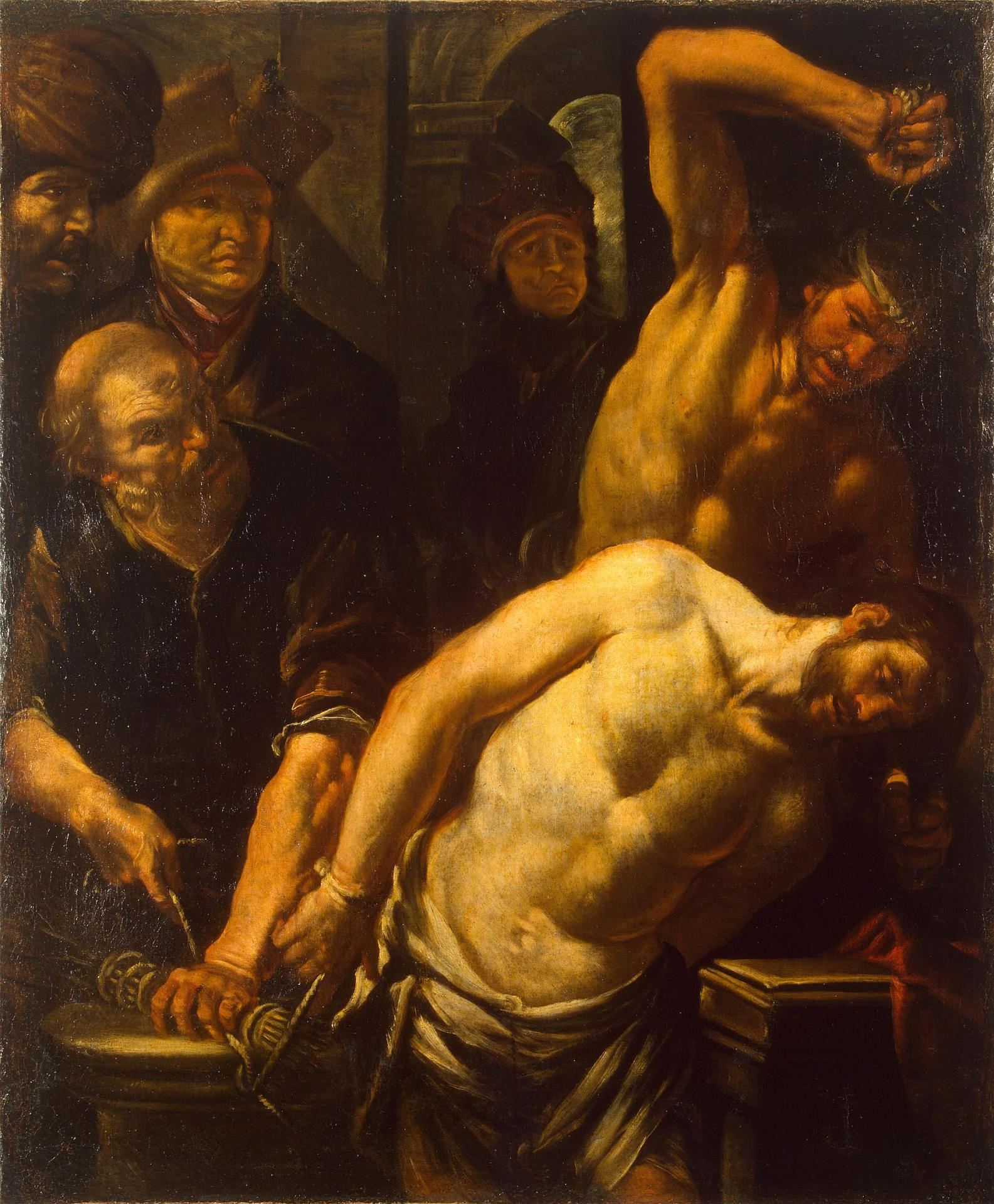
Джоакіно Ассерето. Коронування Христа терновим вінцем, Ермітаж, Санкт-Петербург
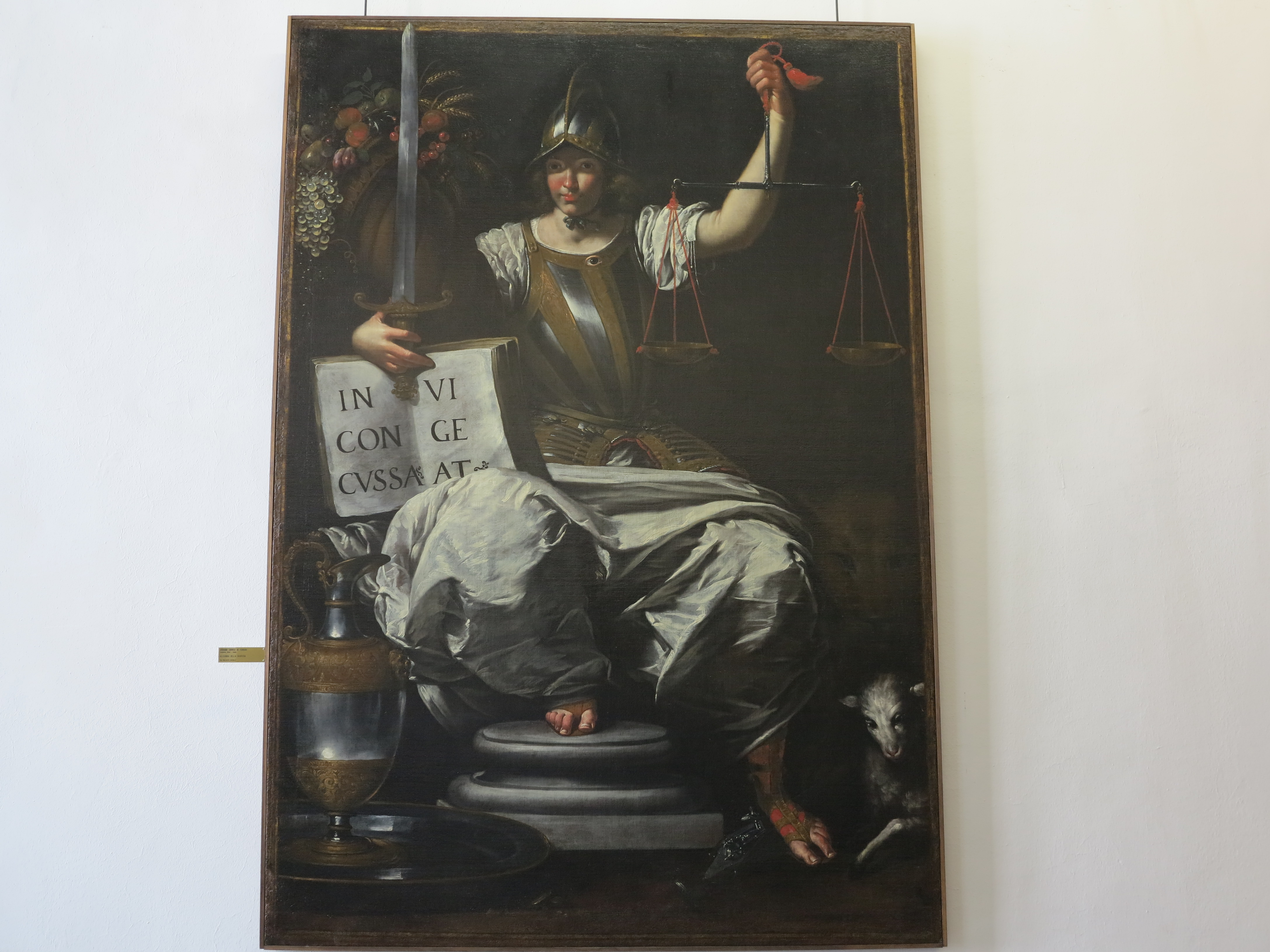
Джованні Андреа де Феррарі. Алегорія Юстиції.
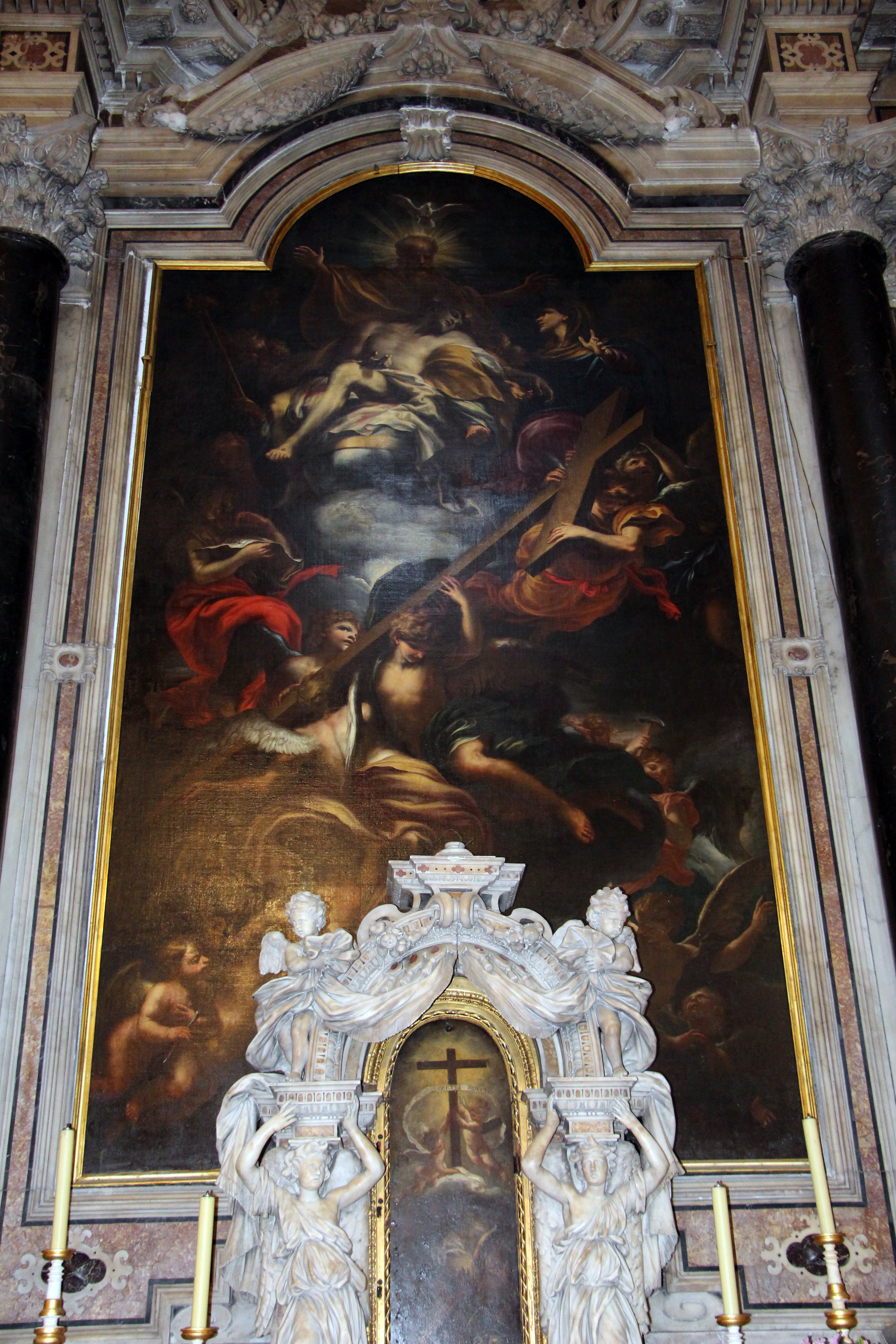
Доменіко Піола. Тріумф св. Хреста
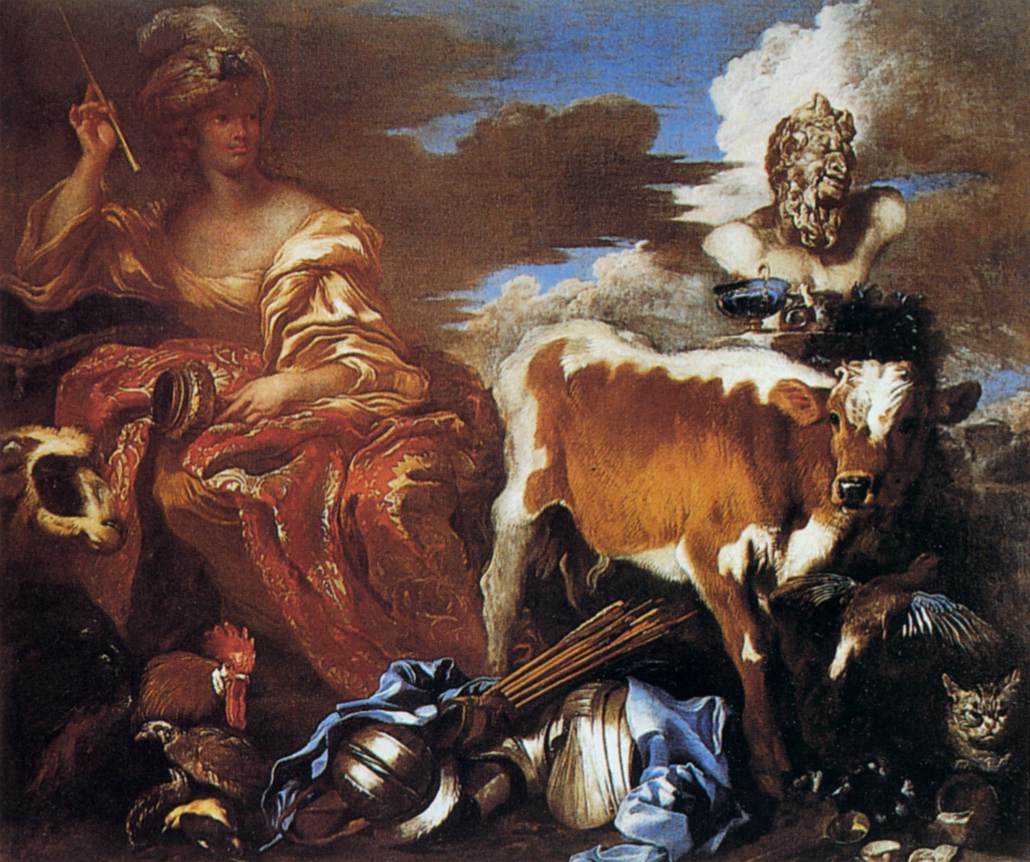
Дж. Б.Кастільйоне. Чарівниця Цирцея. Уффіці, Флоренція.
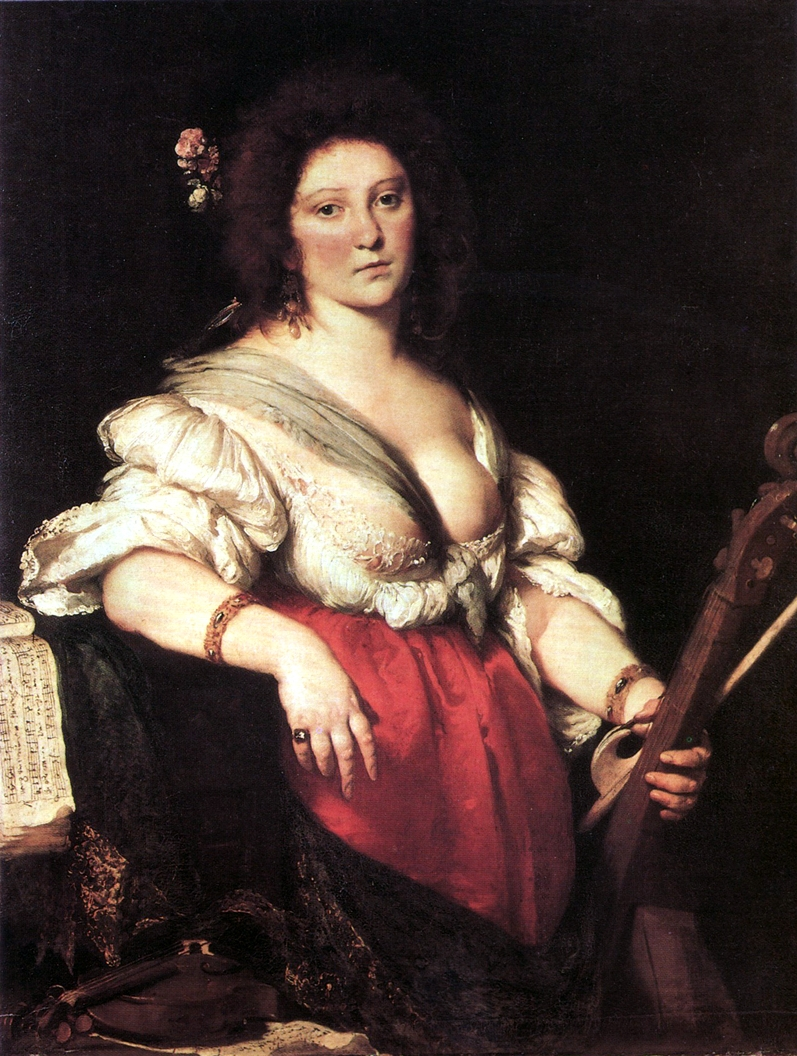
Бернардо Строцці. Жінка музикантка. Галерея старих майстрів, Дрезден.Німеччина.
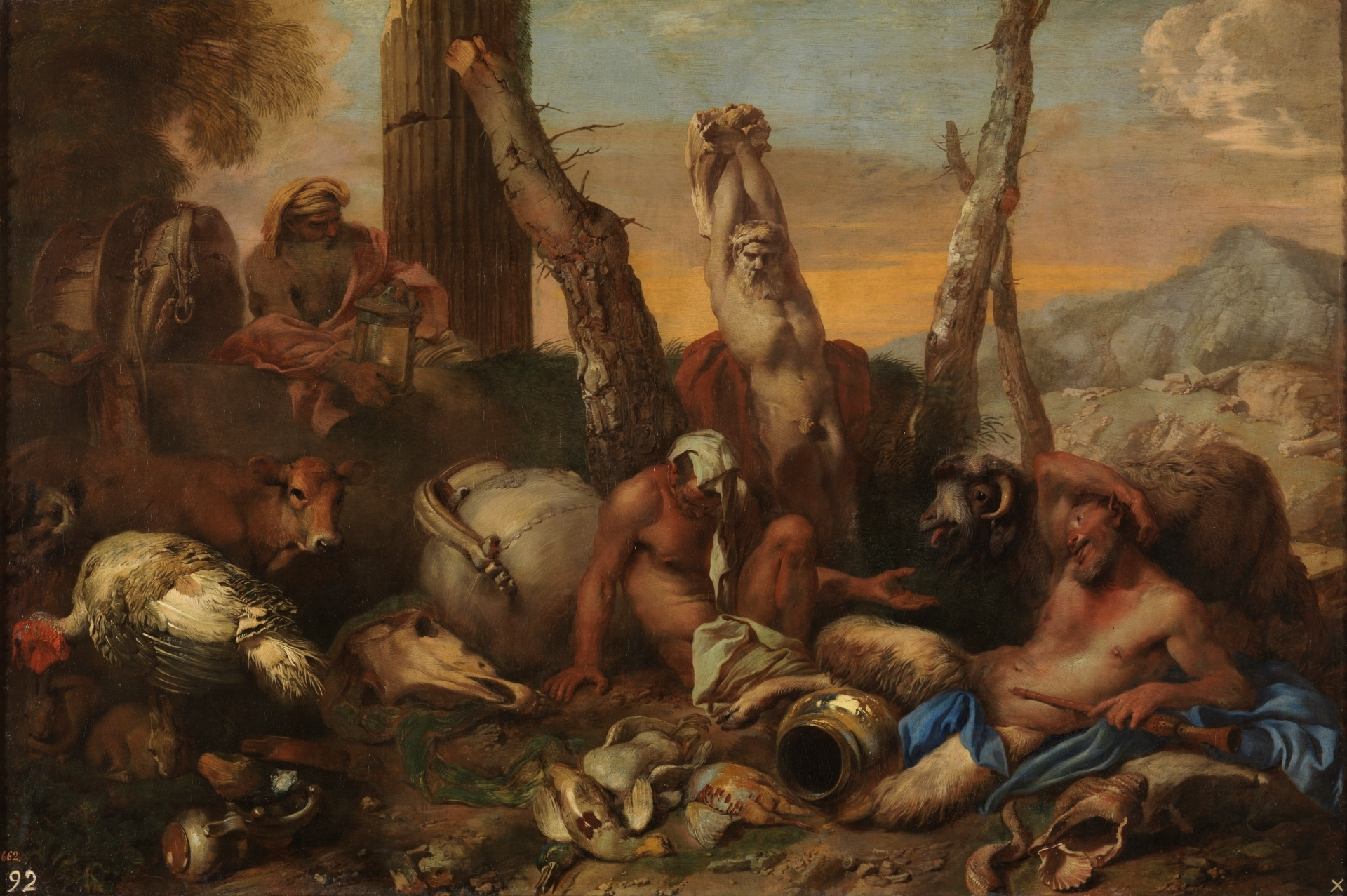
Кастільйоне. Філософ Діоген шукає справжню людину. Прадо, Мадрид.
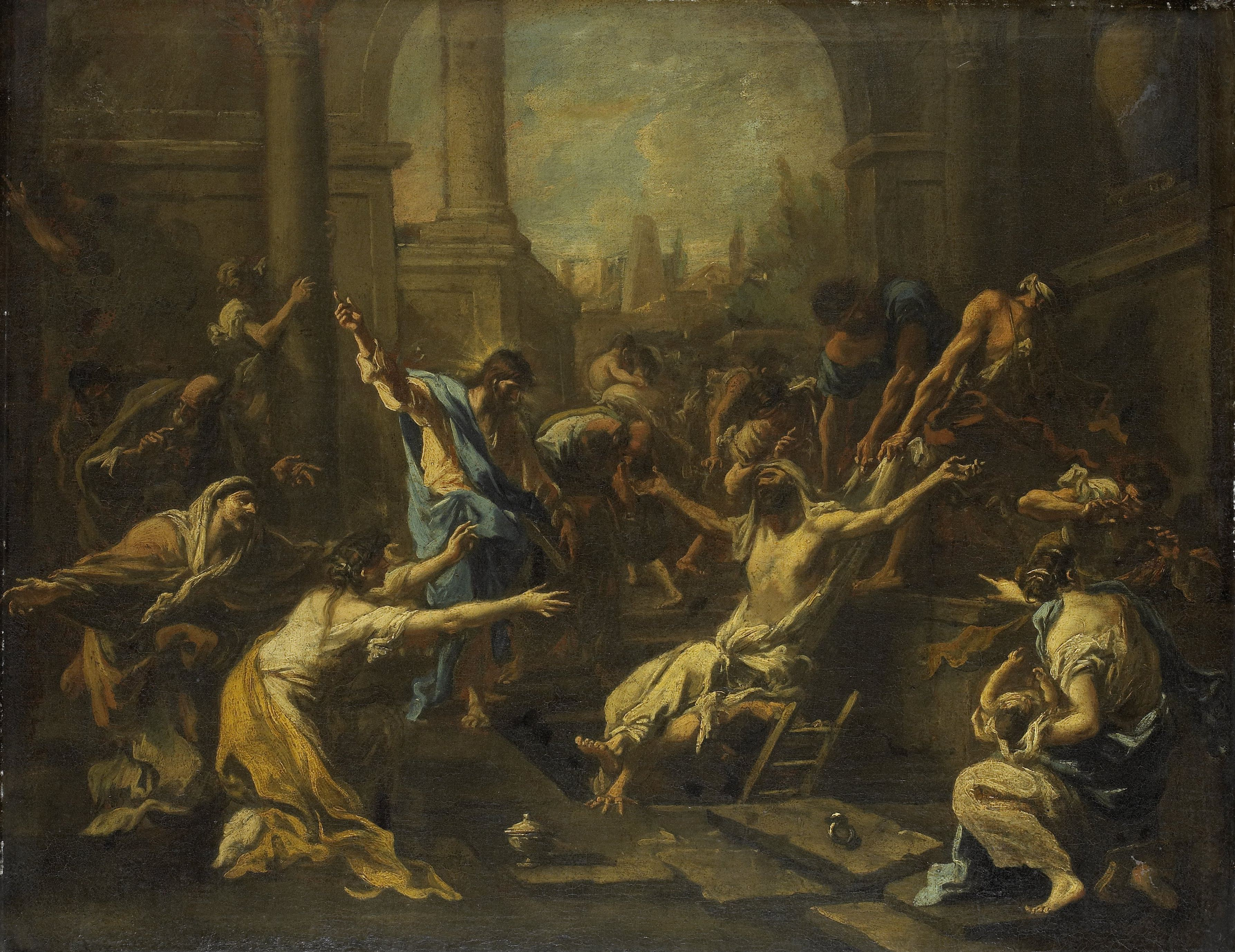
Алессандро Маньяско, «Христос воскрешає померлого Лазаря», Риксмузей, Амстердам.
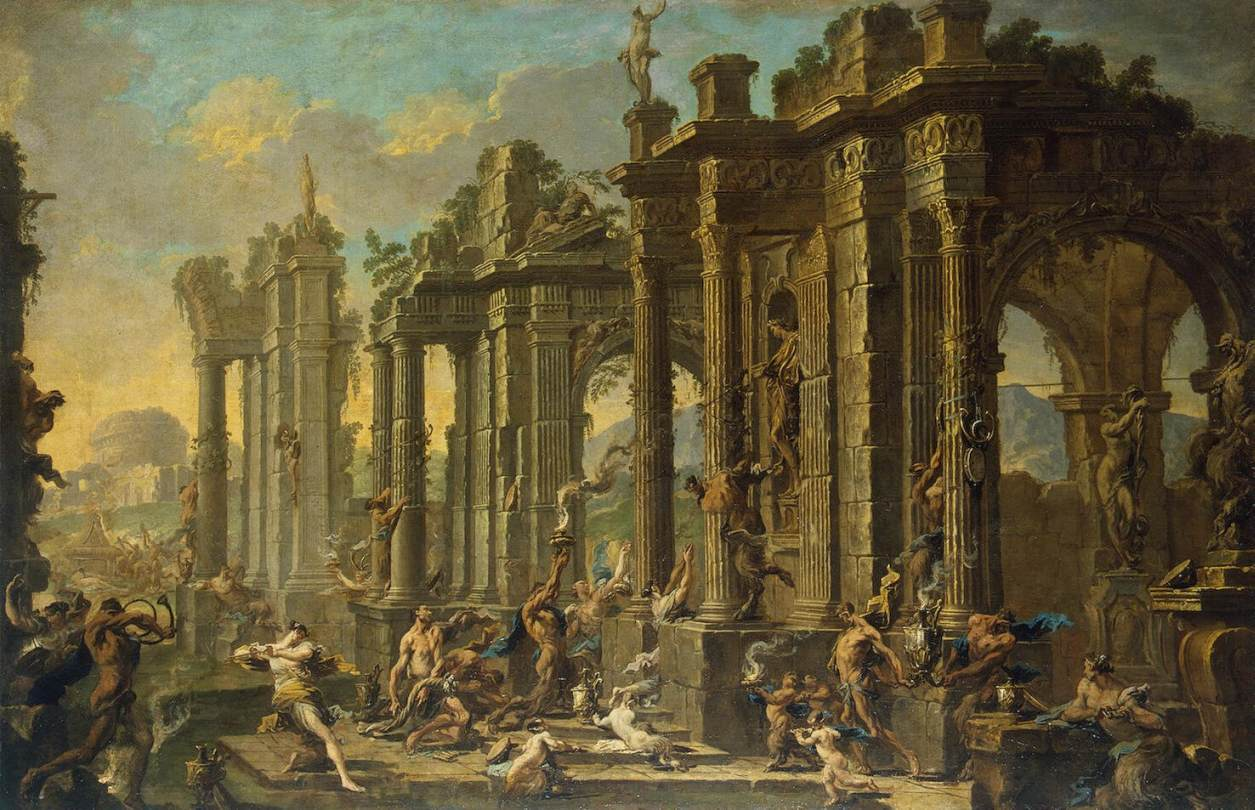
Алессандро Маньяско. «Вакханалія», Ермітаж, Петербург.

## Барокові художники Генуї (іноземці)
Космополітичний центр, котрим стала Генуя, не міг обмежуватись лише місцевою художньою практикою. Відкриті до всього Середземномор'я з його різноманітними державами і релігіями, місцеві багатії використовували природні і культурні ресурси з усії усюд. Вільні гроші почали вкладати не тільки в розкішні резиденції, а й в твори мистецтва. Як свої генуезька верхівка визнавала картини і портрети митців Іспанії, Фландрії, інших художніх центрів подрібненої тоді Італії. Географічно найближчими художніми центрами до Генуї були Мілан (захоплений тоді Іспанією) та Венеція. Практино всі відомі майстри барокового Мілану попрацювали в Генуї — грубуватий П'ер Франческо Маццукеллі, чутливий Джуліо Чезаре Прокаччіні, надзвичайно обдарований Джованні Баттіста Креспі (за прізвиськом Черано).

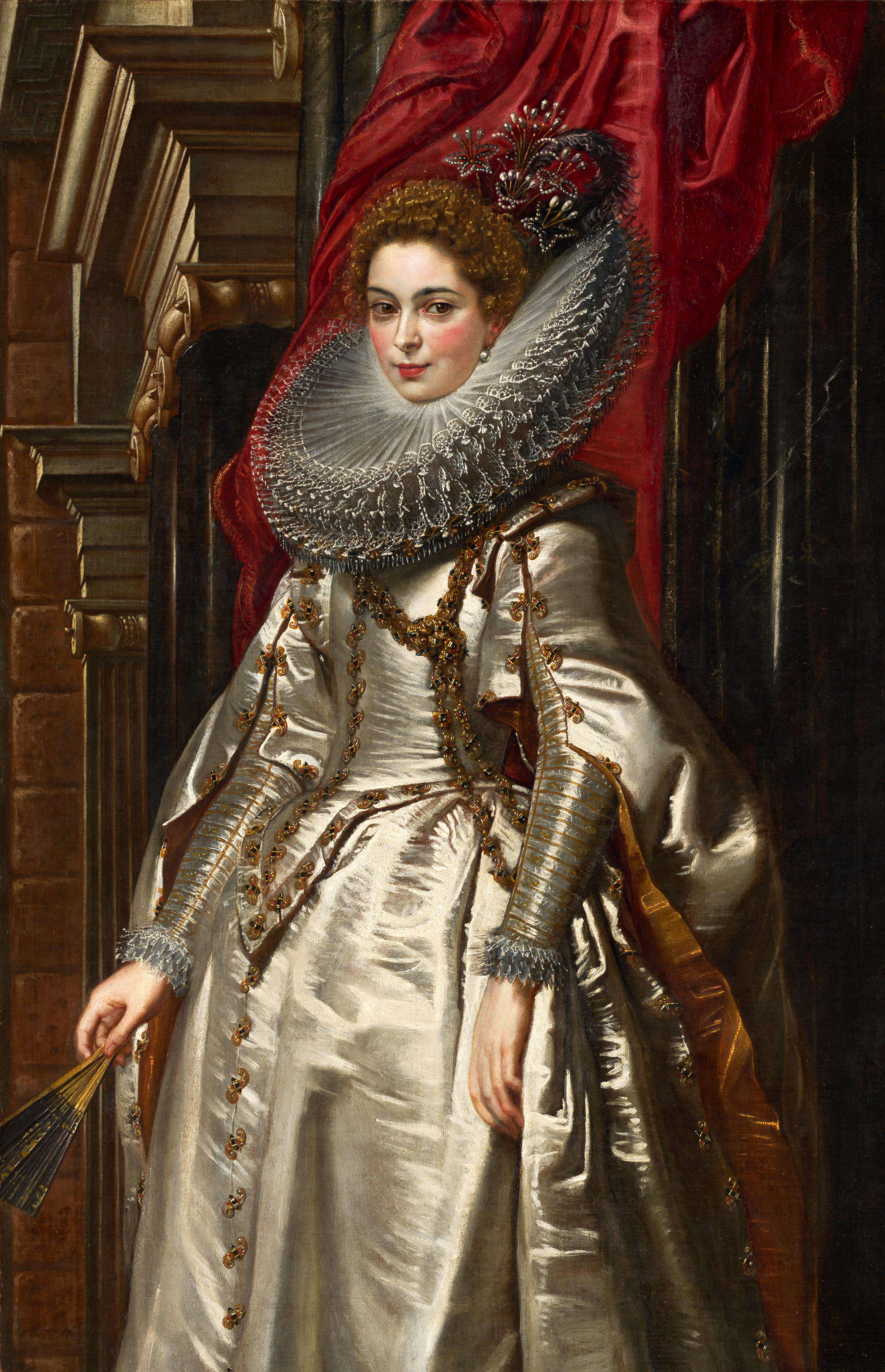
П. П. Рубенс. Парадний портрет маркізи Бригіти Спінола-Доріа

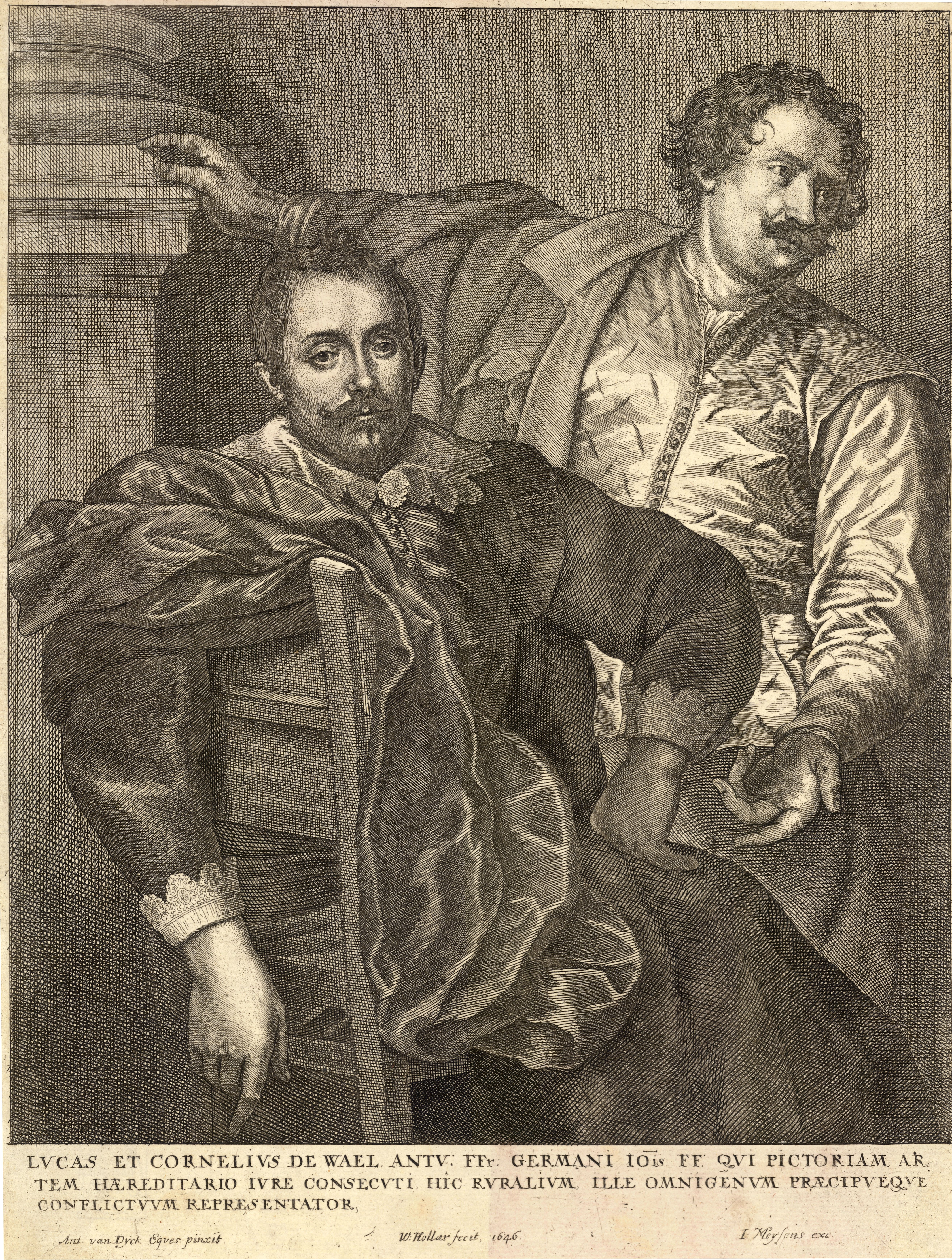
Гравер Венцеслав Холлар. Брати Лукас та Корнеліс де Валь

В Генуї доволі теплі стосунки склалися з митцями Фландрії. Їх поєднували як ділові, культурні та релігійні переконання. Відносно багата республіка трохи з запізненням приєдналася до культурних зрушень в італійських князівствах, особливо помітних в добу пізнього відродження та маньєризму. Помітний вплив на мистецьку практику мали як адміністративна підтримка генуезького уряду, так і наявність вільних грошей, котрі ділки і аристократи міста залюбки витрачали на розкоші. Це сприяло доволі швидкому запрошенню у місто іноземних художників, переважно з Фландрії та її мистецького центру і порту Антверпен. Так, в Генуї попрацювали фламандці Пітер Пауль Рубенс та відомий портретист Антоніс ван Дейк. Два брати фламандці Лукас та Корнеліс де Валь взагалі перебралися на житло і працю в Геную. де відкрили власну майстерню. А Корнеліс де Валь передав власну майстерню Антонісу ван Дейку під час його візиту у місто, сам же став його помічником.
Серед фламандських художників, що роками працювали в Генуї, також Вінсент Мало (після 1585—1649), що працював для релігійних громад, Ян Роос (1591—1638), творець біблійних сцен, портретист та майстер натюрмортів, не гірших за картини його послідовника з Риу Мікеланджело дель Кампідольйо (1625—1669).
Проміжні позиції між іноземцями та місцевими майстрами посів художник і портретист Джио Енріко Ваймер (1665—1738), що створював релігійний живопис, парадні портрети, німець по батьку, сам послідовник Антоніса ван Дейка, померлого на той час. Ваймер працював вже по смерті ван Дейка, тому генуезькі вельможі, набалувані компліментами фламандця, залюбки замовляли Джио Енріке власні портрети.
Художник Джоакіно Ассерето — уродженець міста Генуя. Художню освіту здобував у майстерні Лучано Бонцоне, потім перейшов у майстерню Джованні Андреа Ансальдо. У Генуї існувала Академія деї нуді (гурток і художня школа для підвищення освіти молодих художників), заснована Джан Карло Доріа. Відомо, що малювати у Академії деї нуді приходив і молодий Джоакіно Ассерето.
На художню манеру молодого митця суттєво вплинули твори караваджистів другого покоління, твори генуезького художника Бернардо Строцці і колористичні знахідки венеціанських та фламандських митців, твори котрих були у збірках магнатів міста Генуя. Але Ассерето був відкритий до драматичних сцен бароко римського зразка з його мучеництвами католицьких святих і сценами їх убивств чи смерті(«Побиття камінням св. Стефана до смерті», «Смерть св. Йосипа, земного батька Христа»,). Ассерето наблизився до кращих здобутків у мистецтві, що притаманні творам Валантена де Булонь чи Трохима Біго.

## Фрески в Генуї, старовинні й сучасні

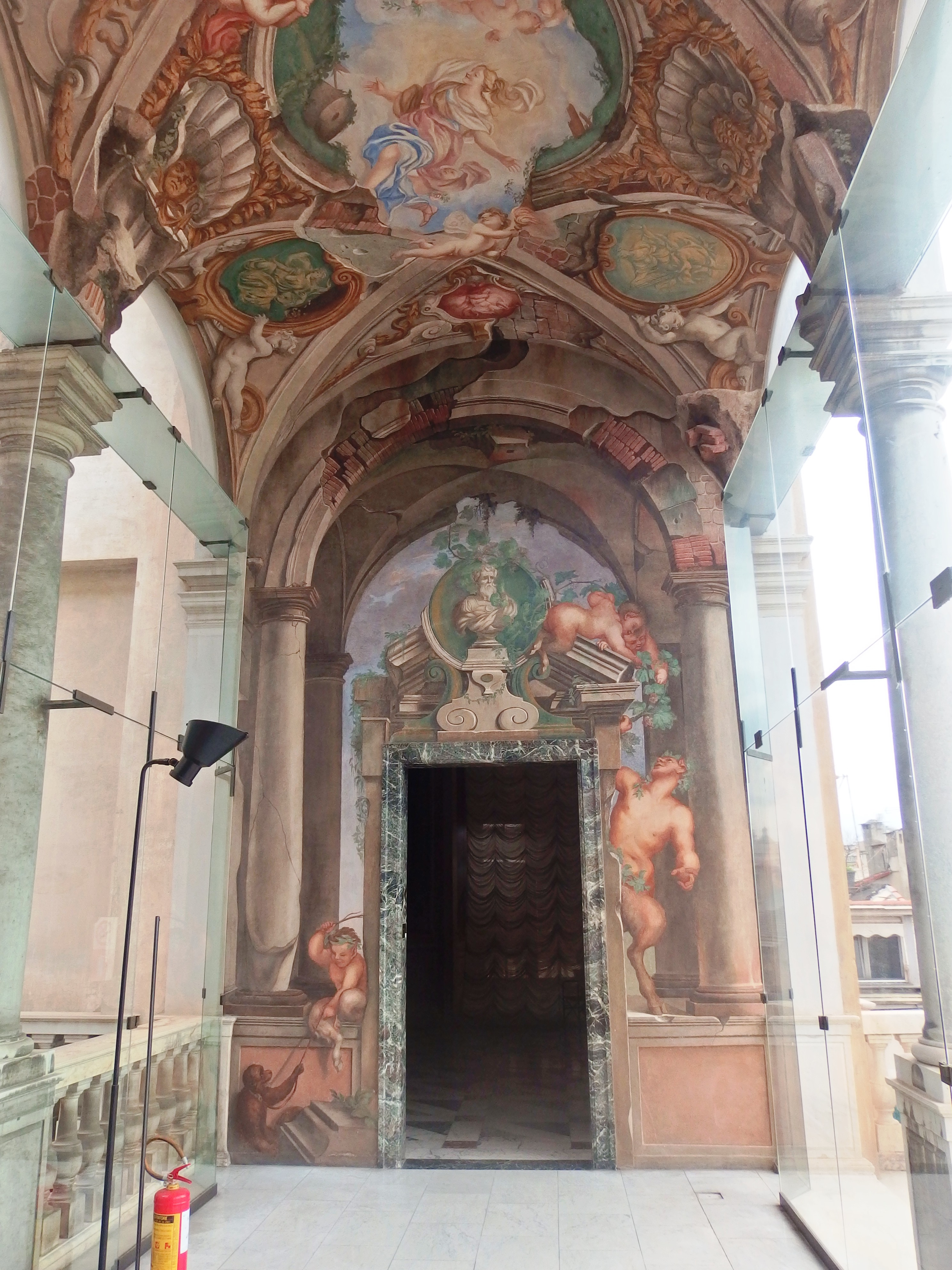
Генуя, Палацо Бьянко, галерея з фресками

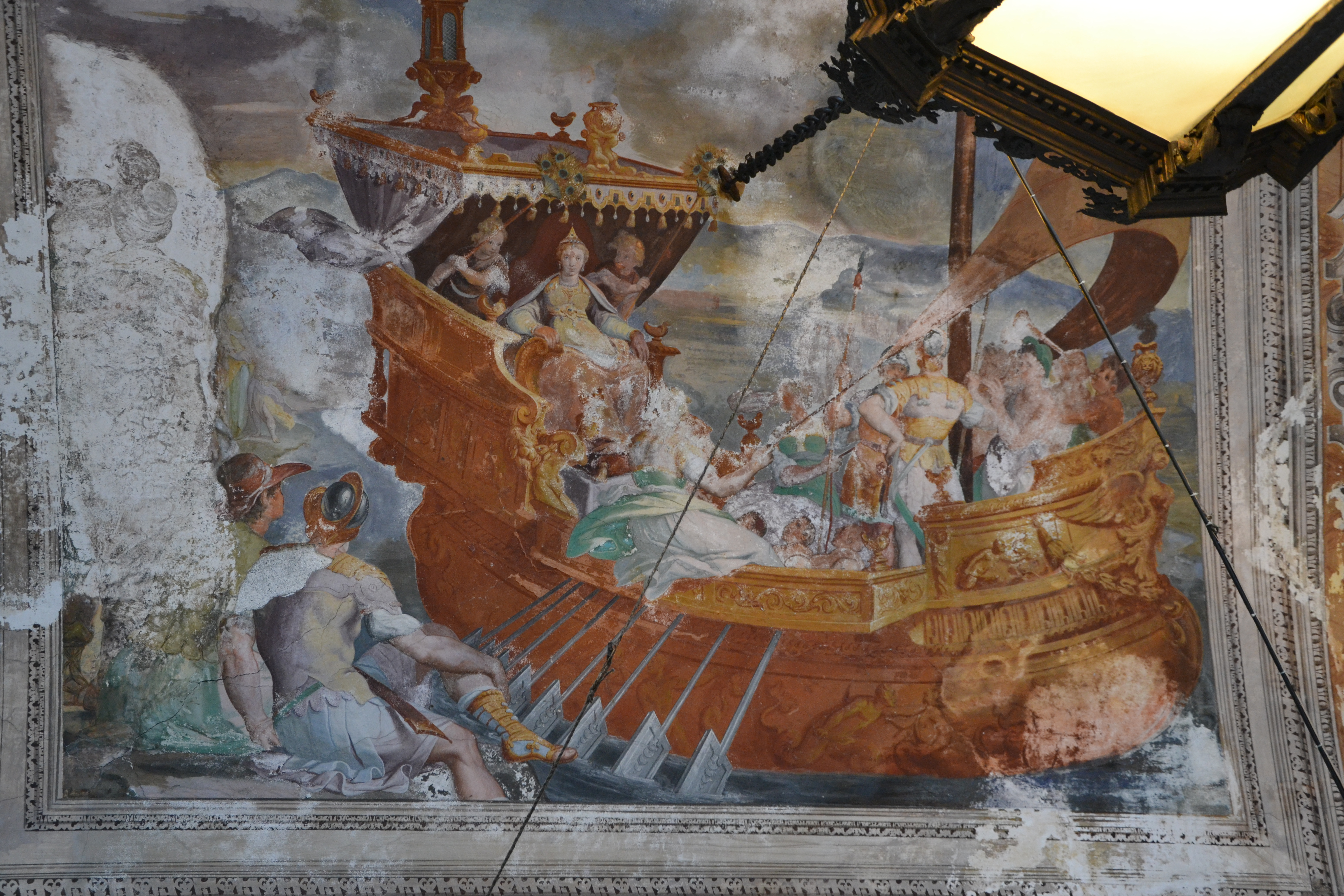
Лаццаро Тавароне. Фреска з зораженням вітрильника як нагадування про могутній флот Генуї, палаццо Белімбау. Генуя, фото 2016 р.
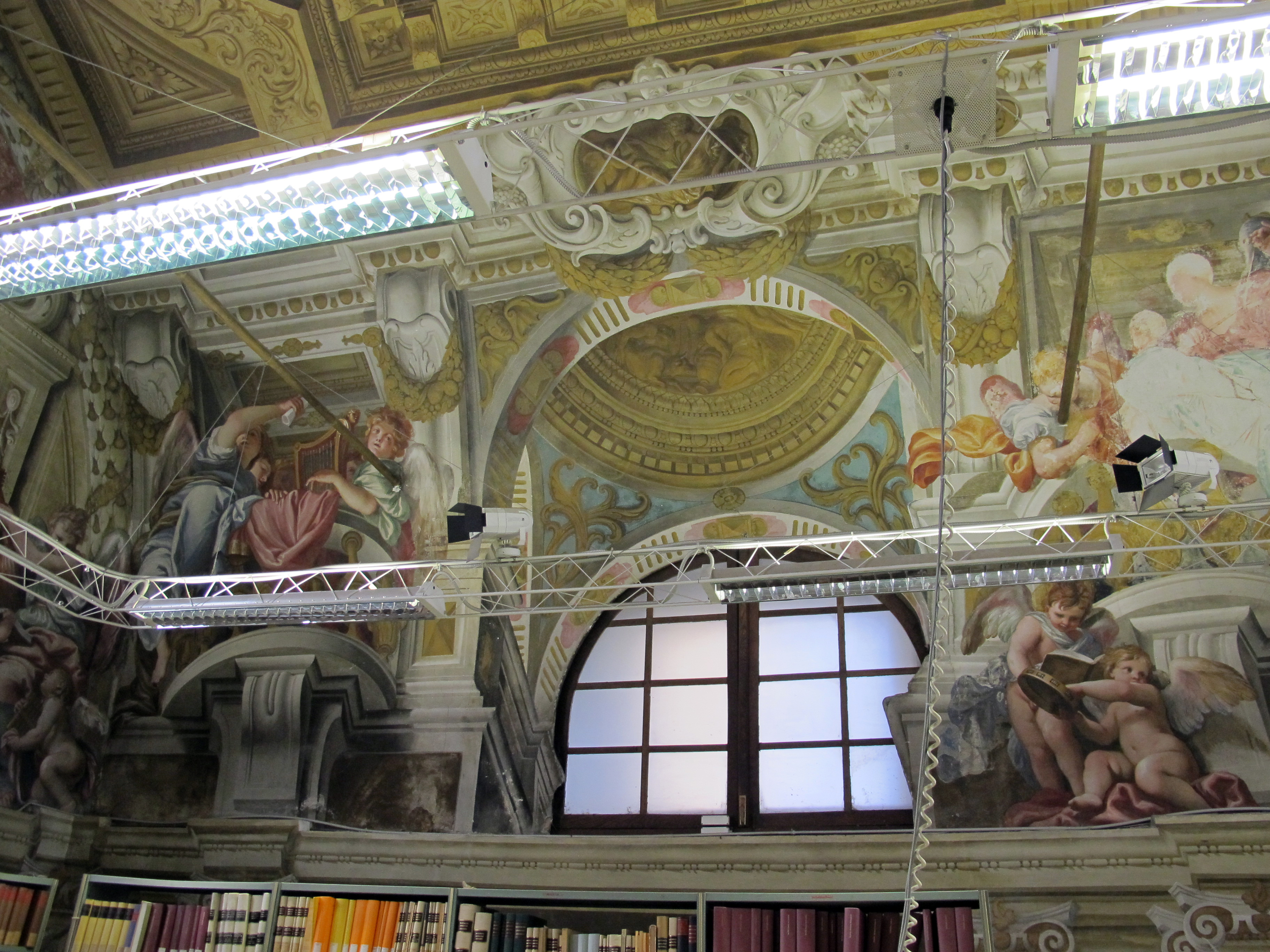
Генуя, університет, колишня бібліотека єзуїтського коледжу, фото 2014 р.
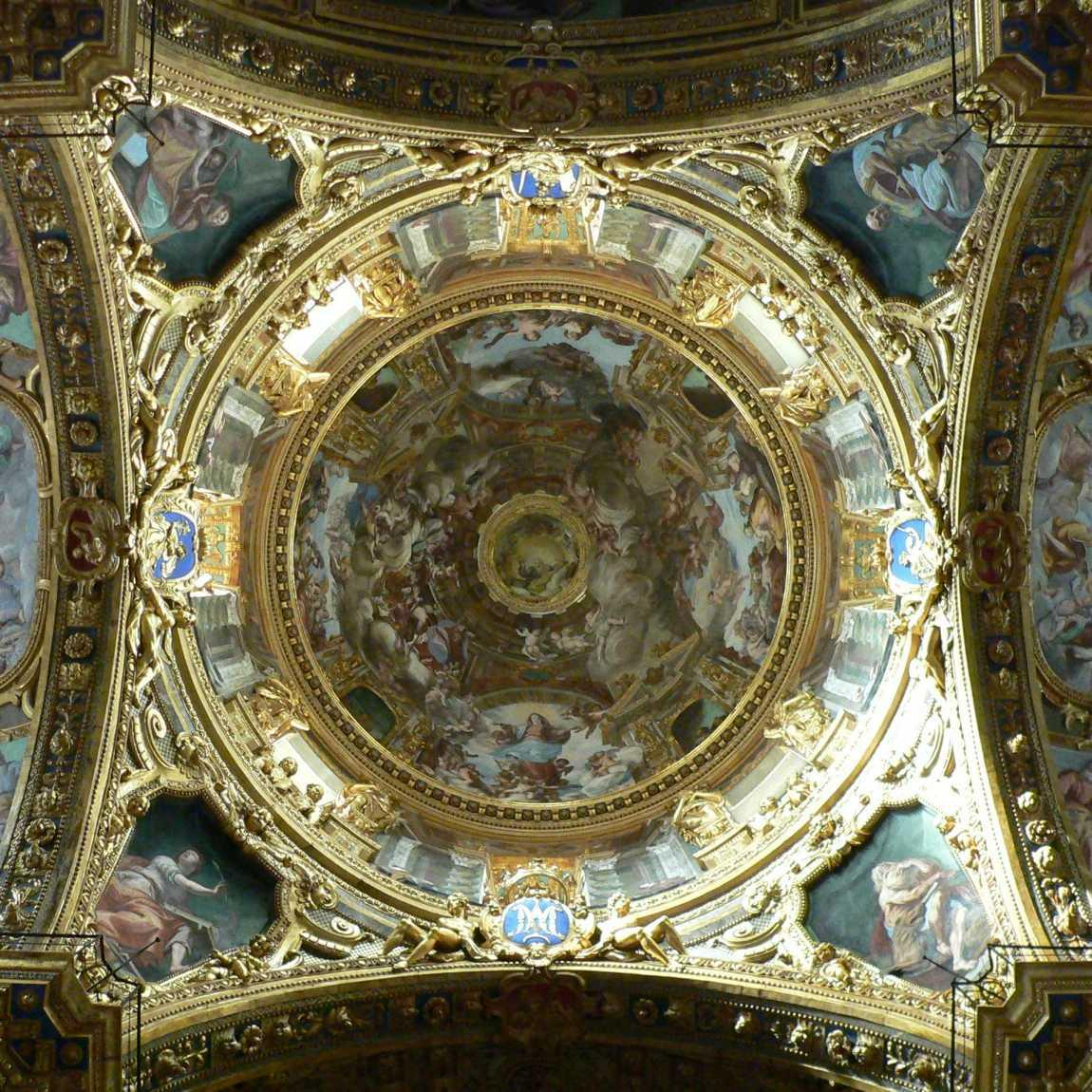
Генуя, церква Сантіссіма Аннунціата дель Вастато, фреска в куполі
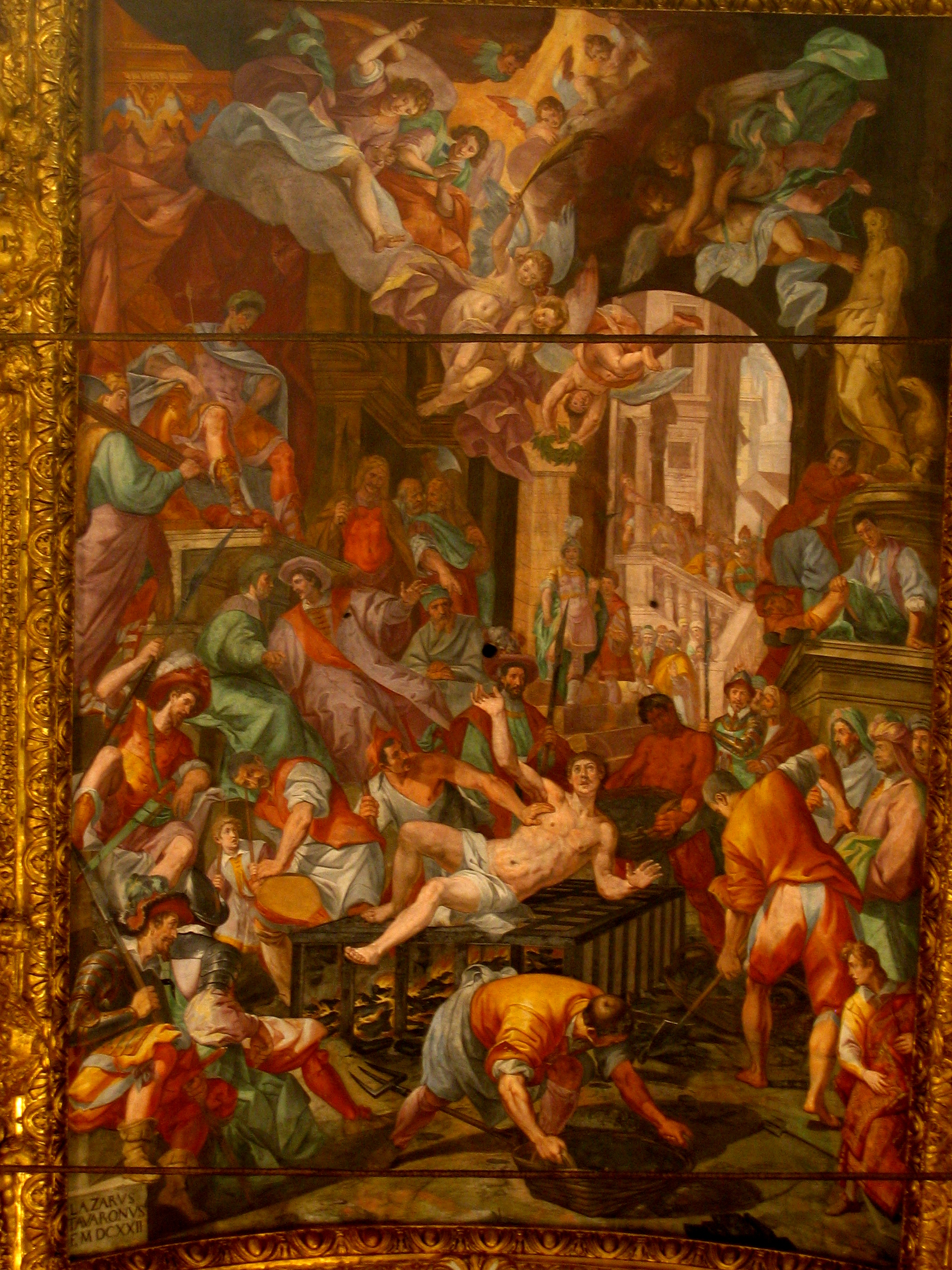
Лаццаро Тавароне. Мучеництво св. Лаврентія, фреска в катедральному соборі Св. Лаврентія в Генуї.
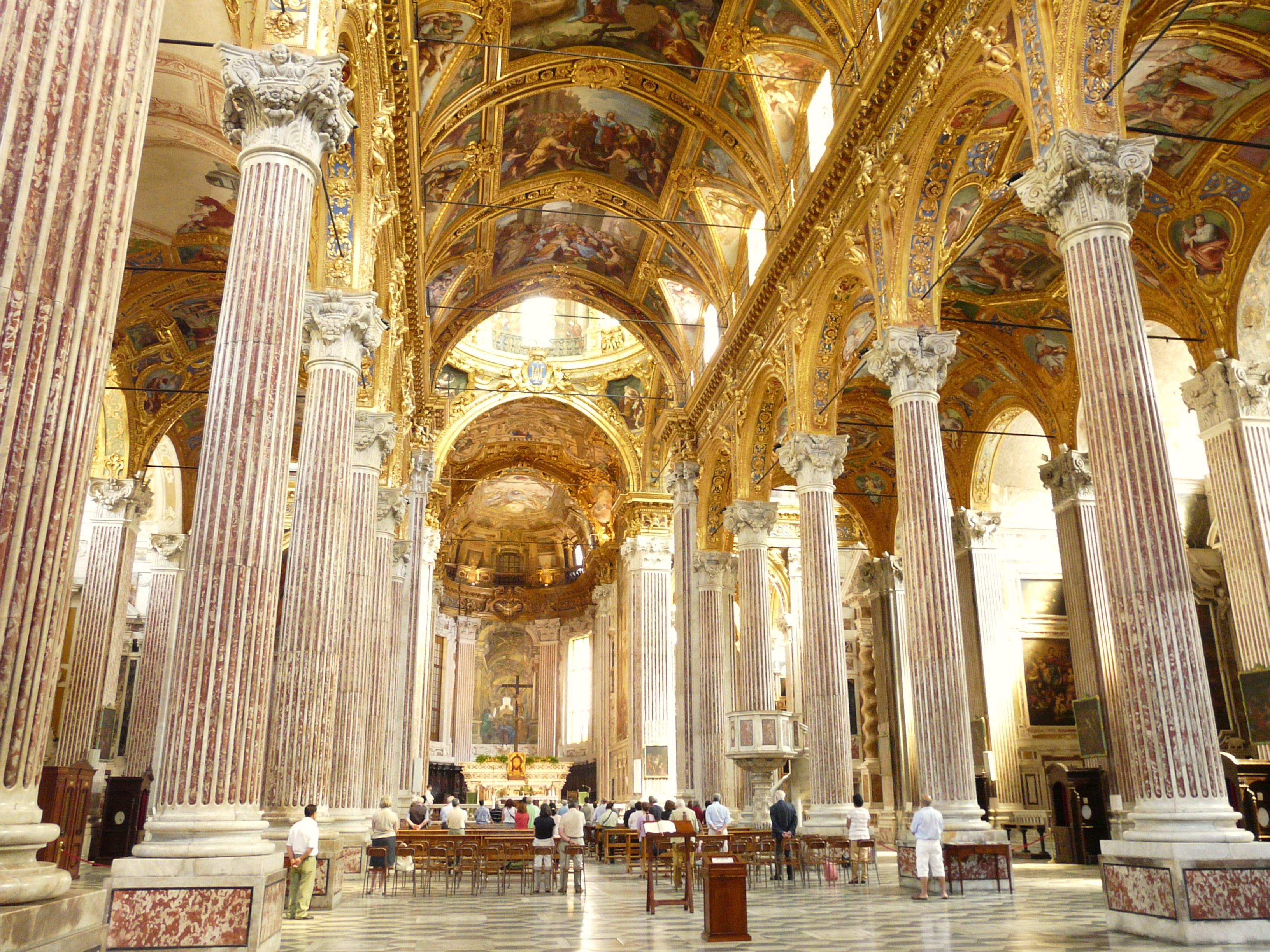
Генуя, церква Сантіссіма Аннунціата дель Вастато, декор в трьох навах храму
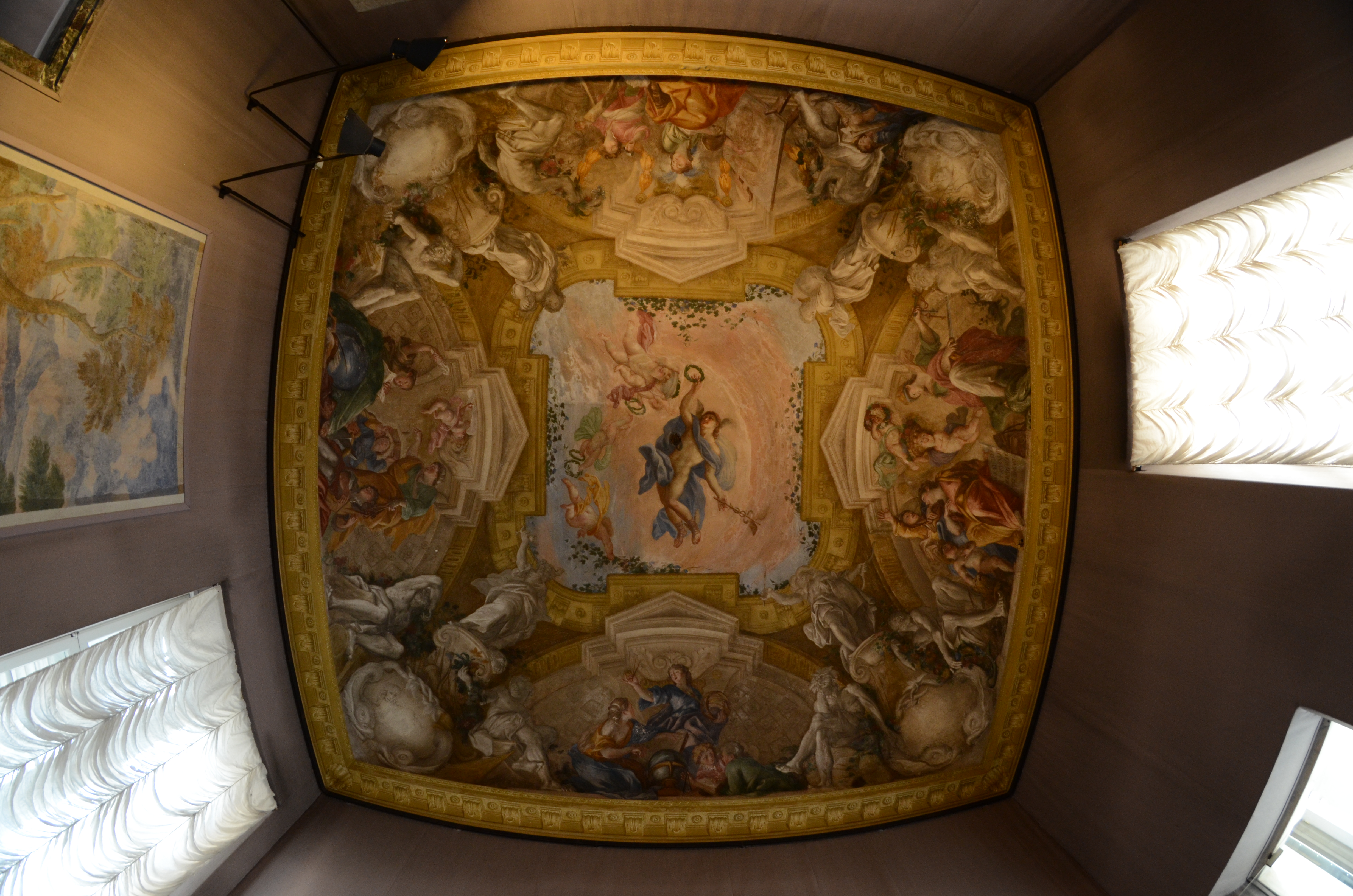
Загальний вигляд фрески на стелі залу Вільних мистецтв, палаццо Россо, Генуя
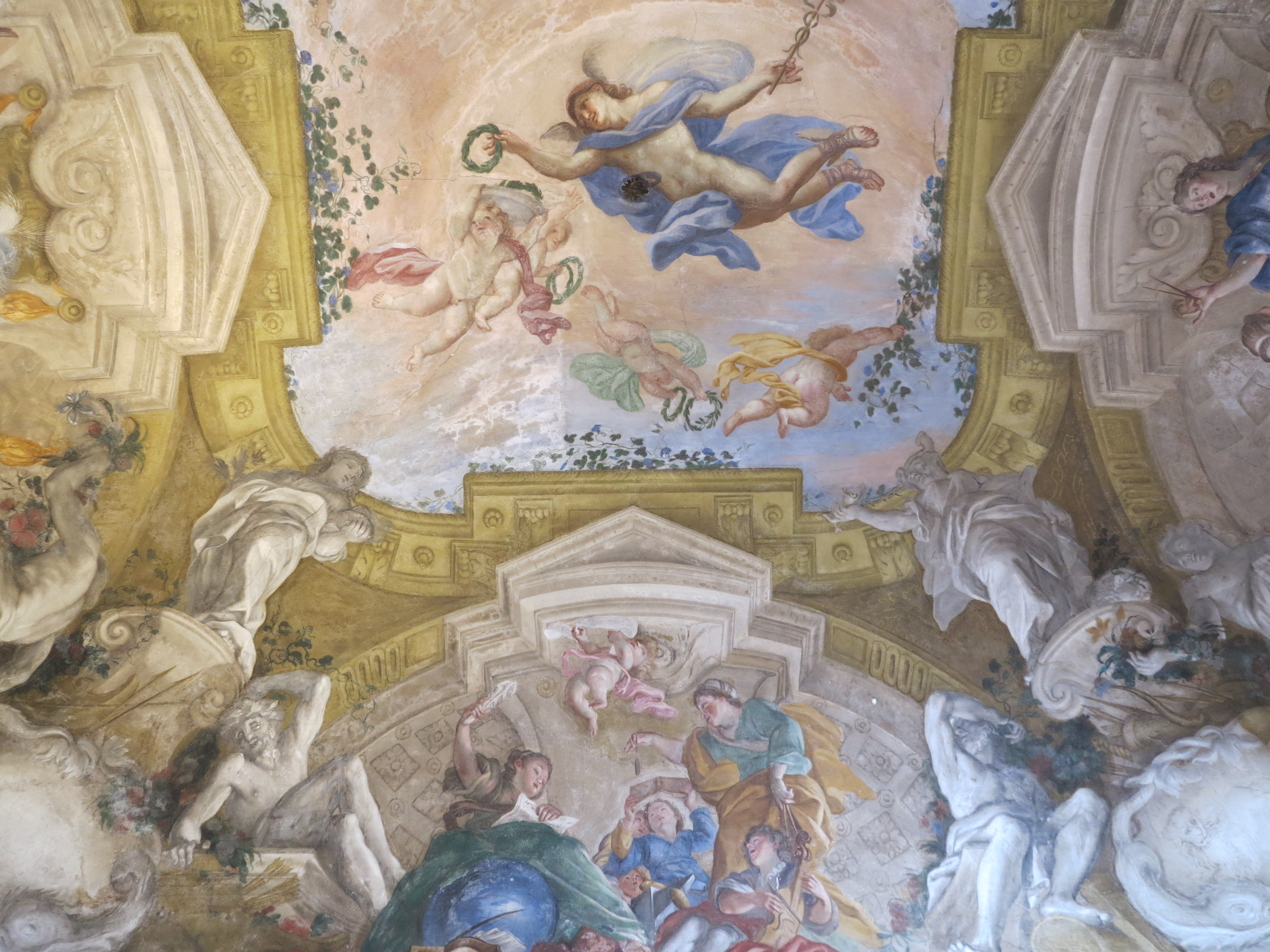
Фреска в залі Вільних мистецтв з Меркурієм, палаццо Россо. Генуя
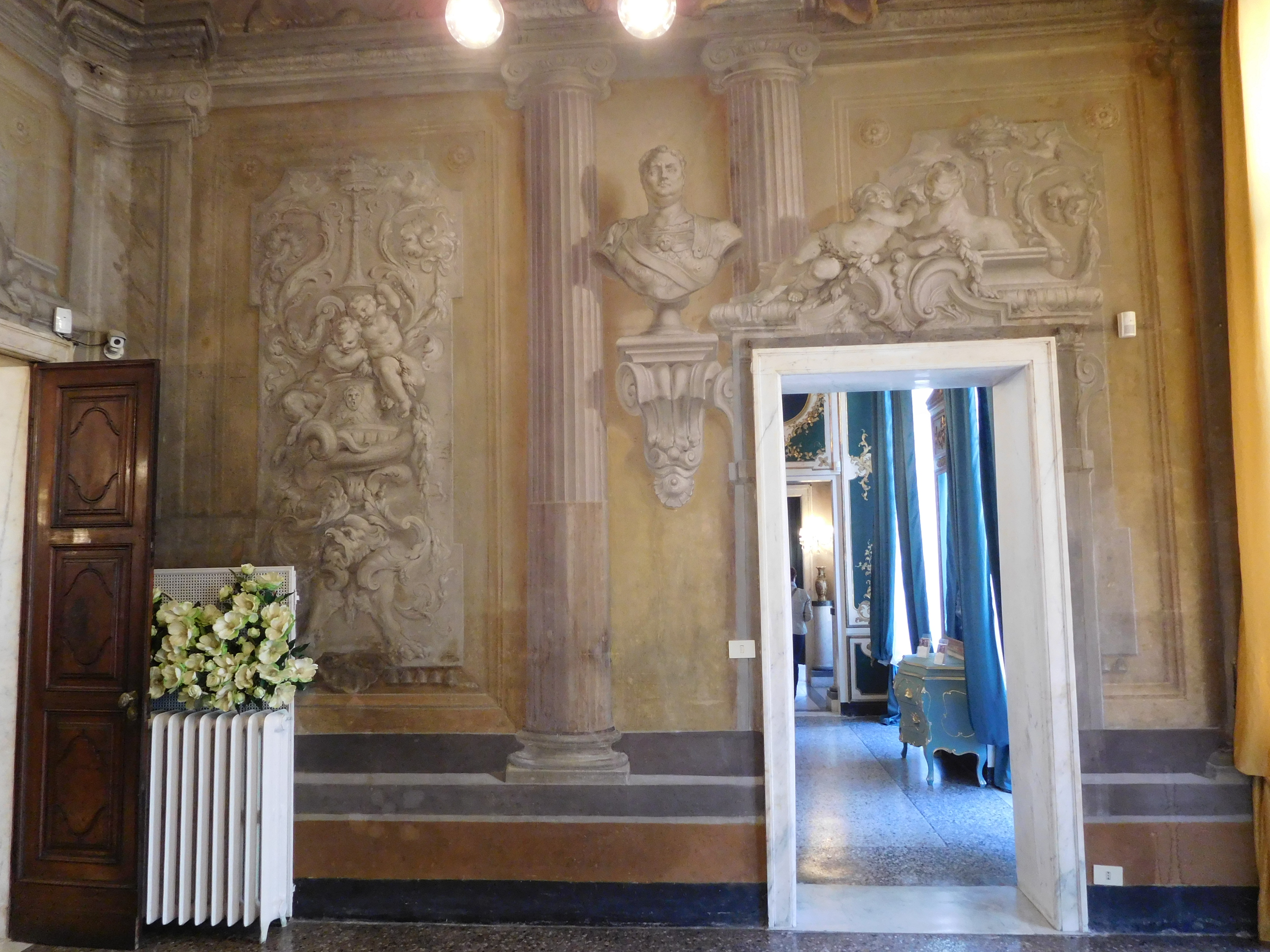
Фреска грізайль, палаццо Джио Карло Бріньйоле. фото 2017 р.
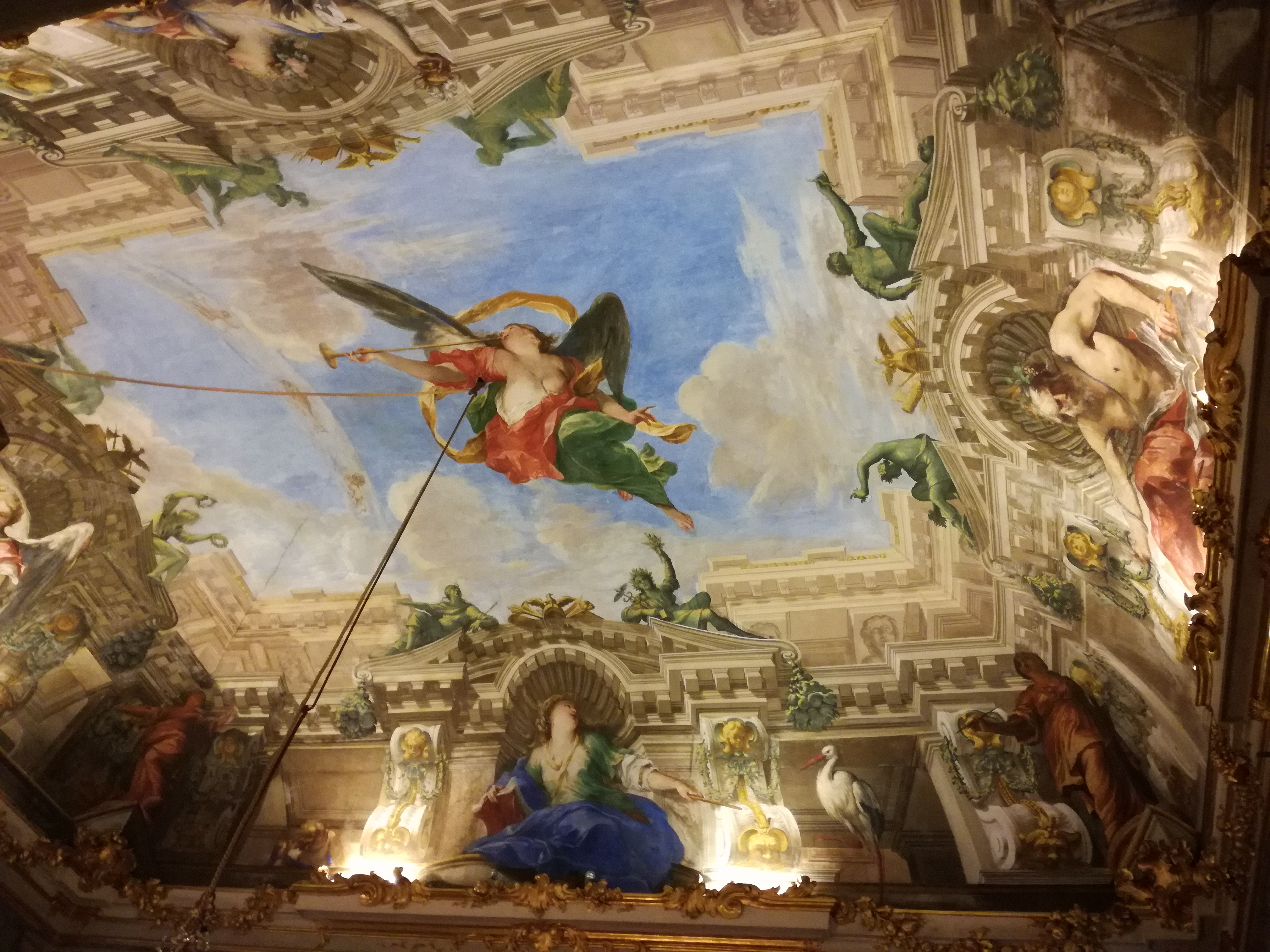
Валеріо Кастелло. Фреска «Слава роду Бальбі», палаццо Россо. Генуя, фото 2018 р.
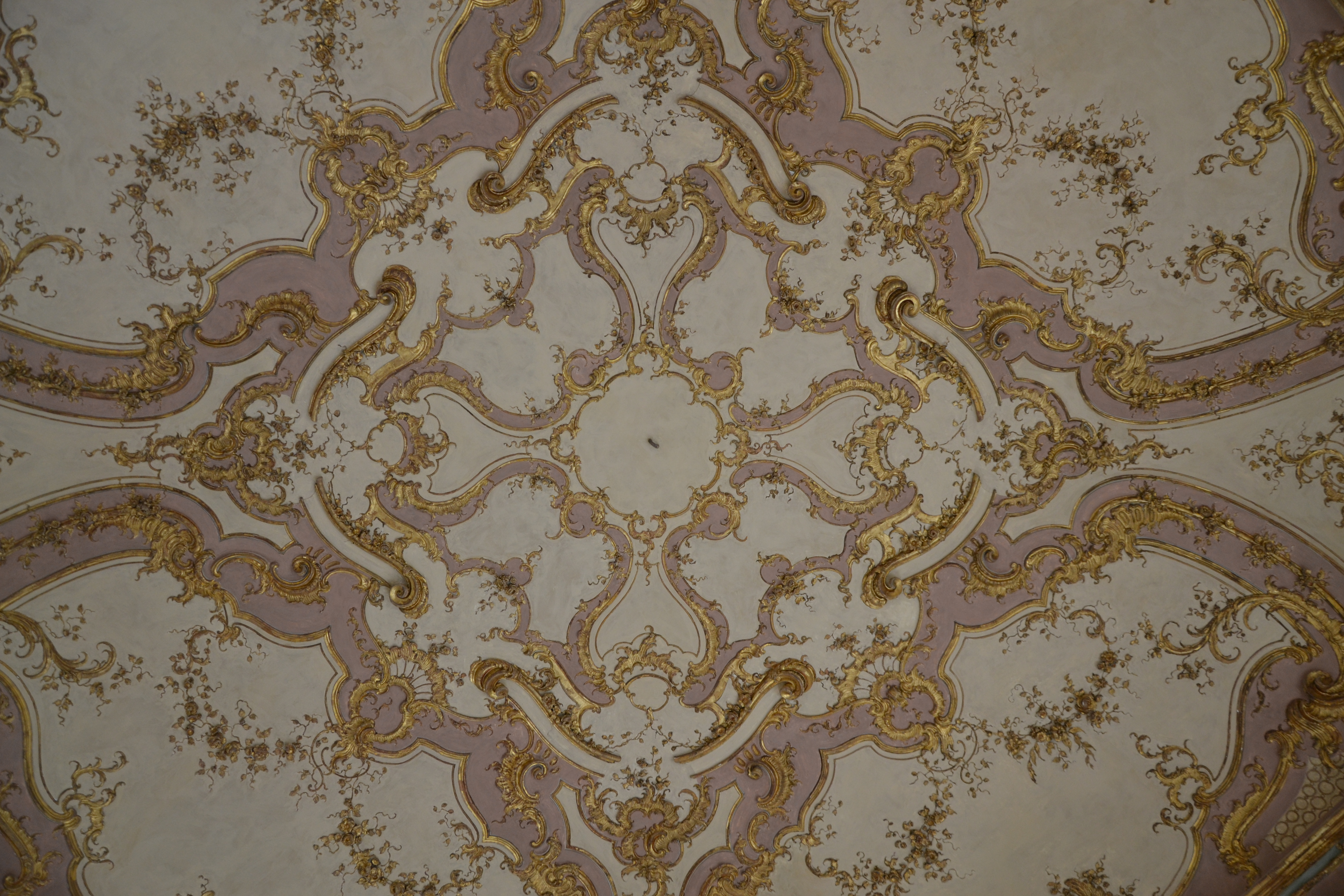
Суто декоративний плафон, передвісник приходу рококо, палаццо Косма Центуріоне, Генуя, фото 2016 р.
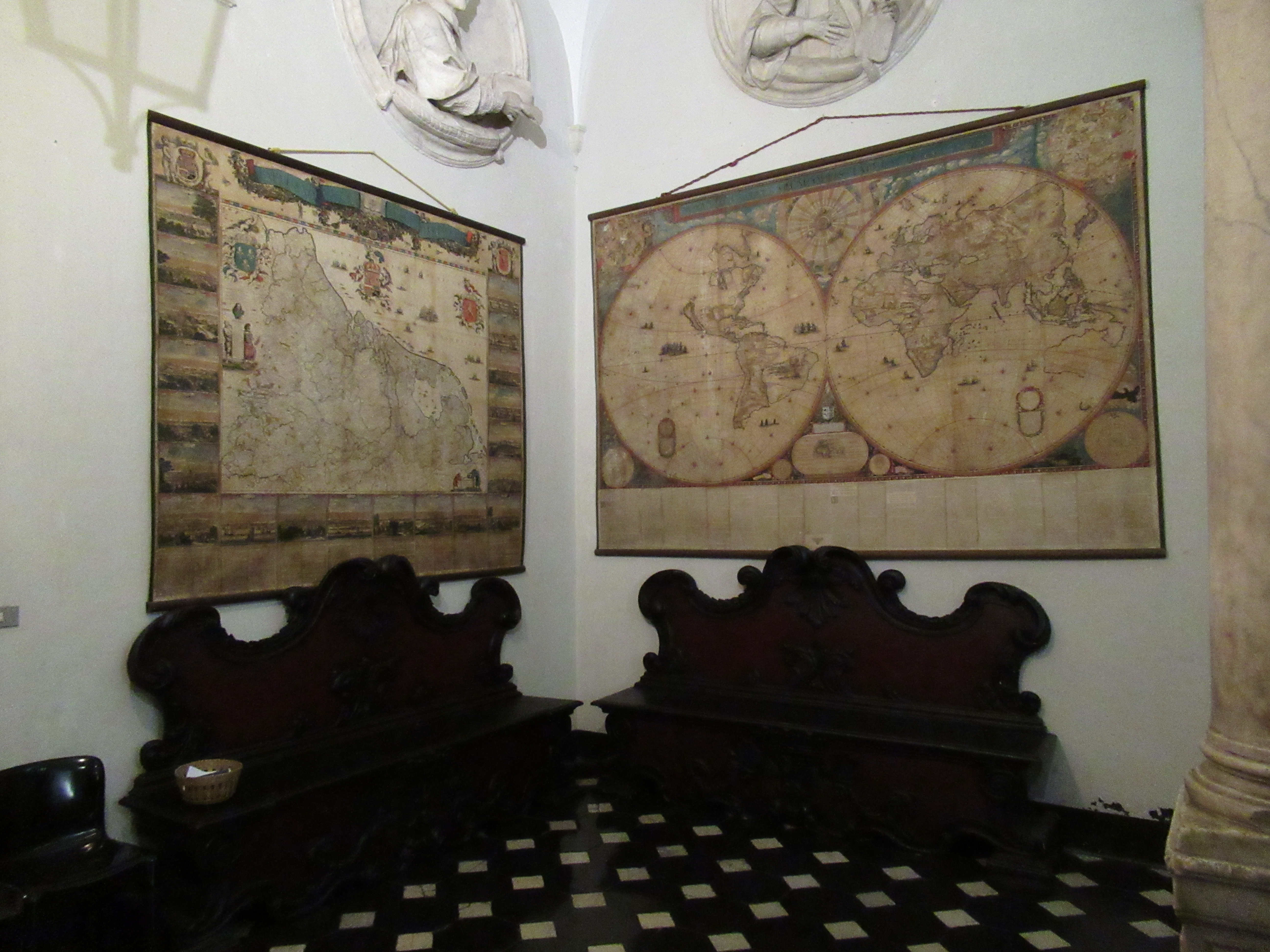
Зала зі старовинними мапами світу, палаццо Спінола, фото 2019 р.
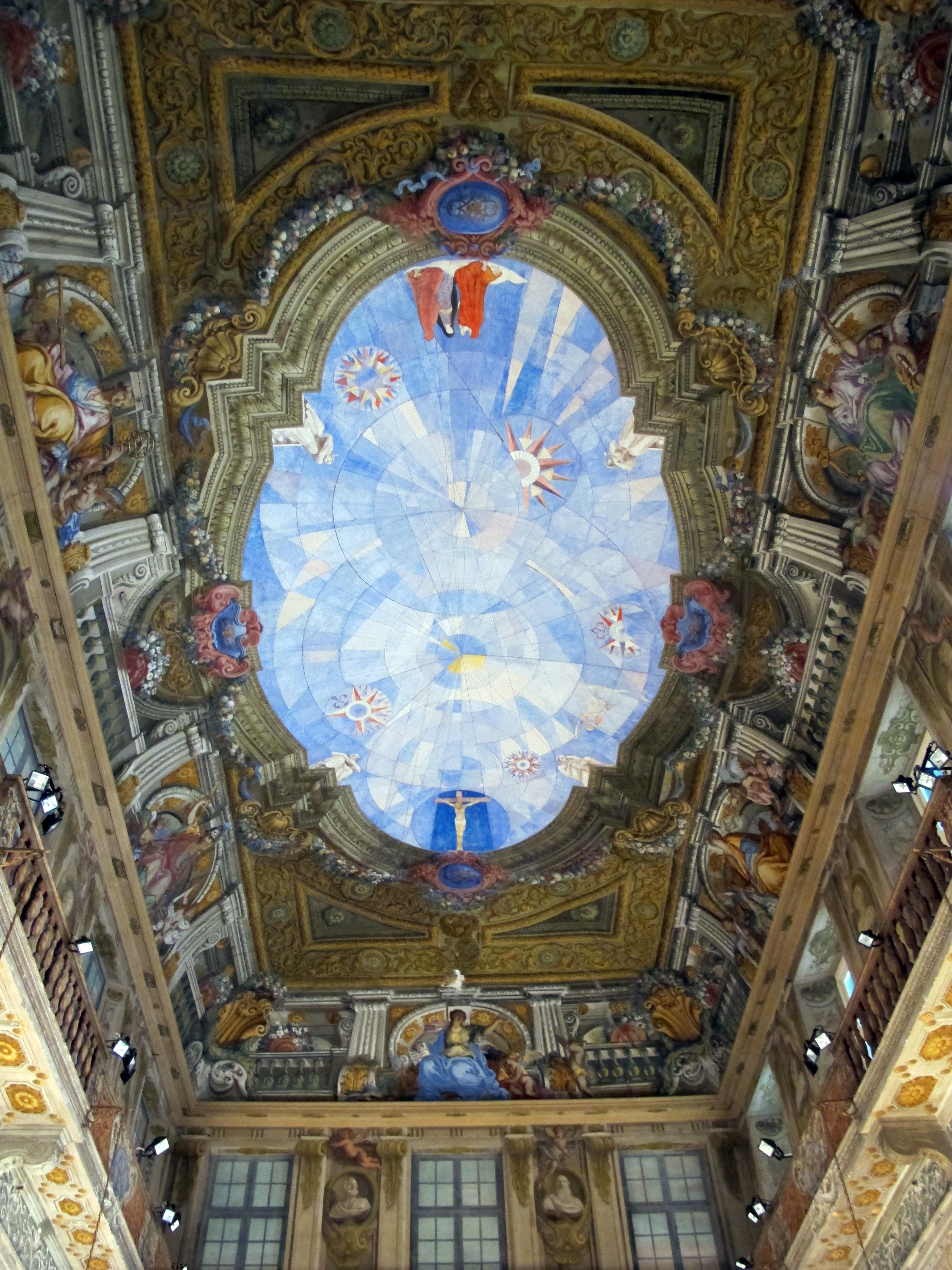
Генуя, університет, старовинне і сучасне на стелі, фото

## Парадний портрет в Генуї

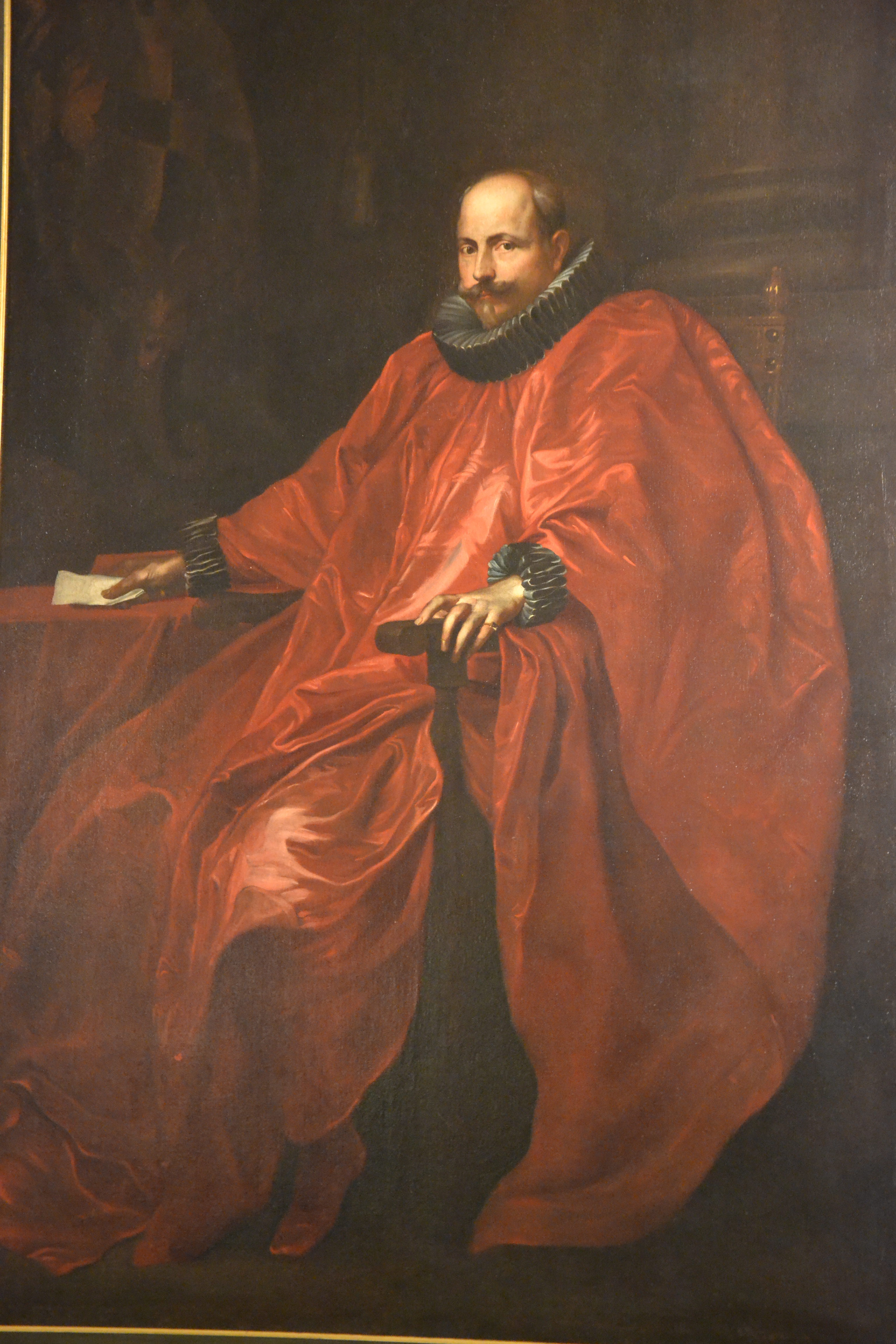
Антоніс ван Дейк. Портрет Агостіно Паллавічіні, Національна галерея в палаццо Спінола, Генуя, фото 2019

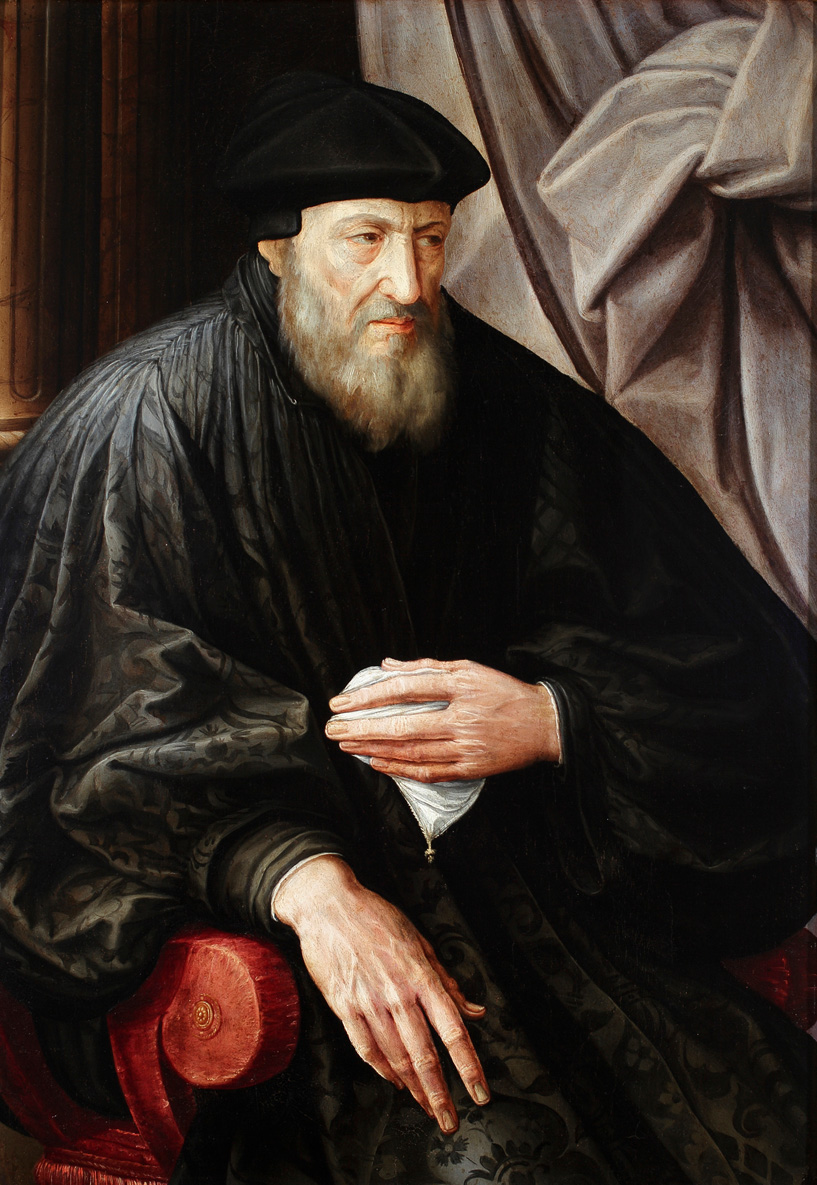
Доменіко Альфані або Ян Массейс. Портрет Андреа Дорія в похилому віці?
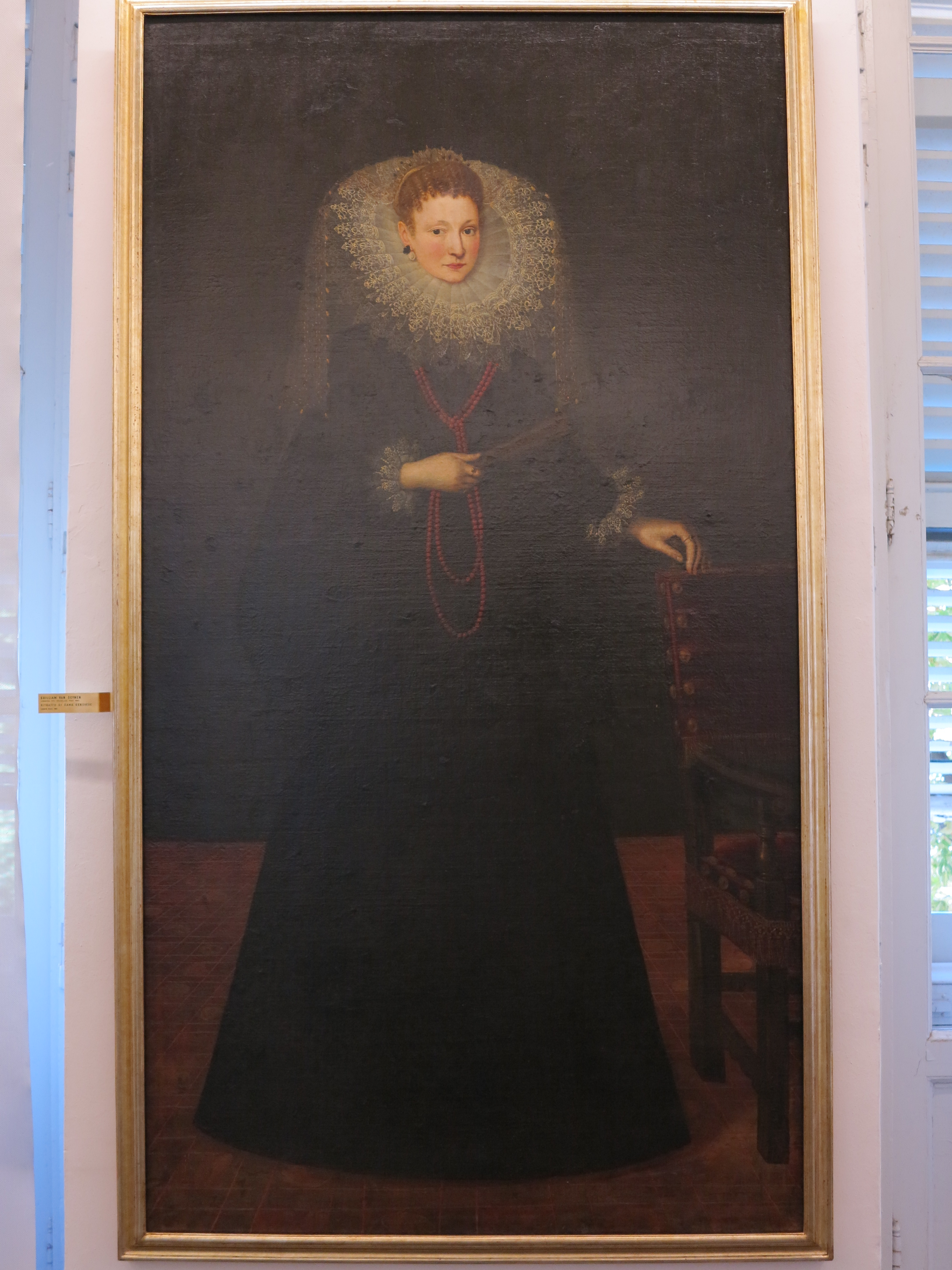
Гійом ван Дейнен. Шляхетна пані з Генуї, галерея палаццо Бьянко.
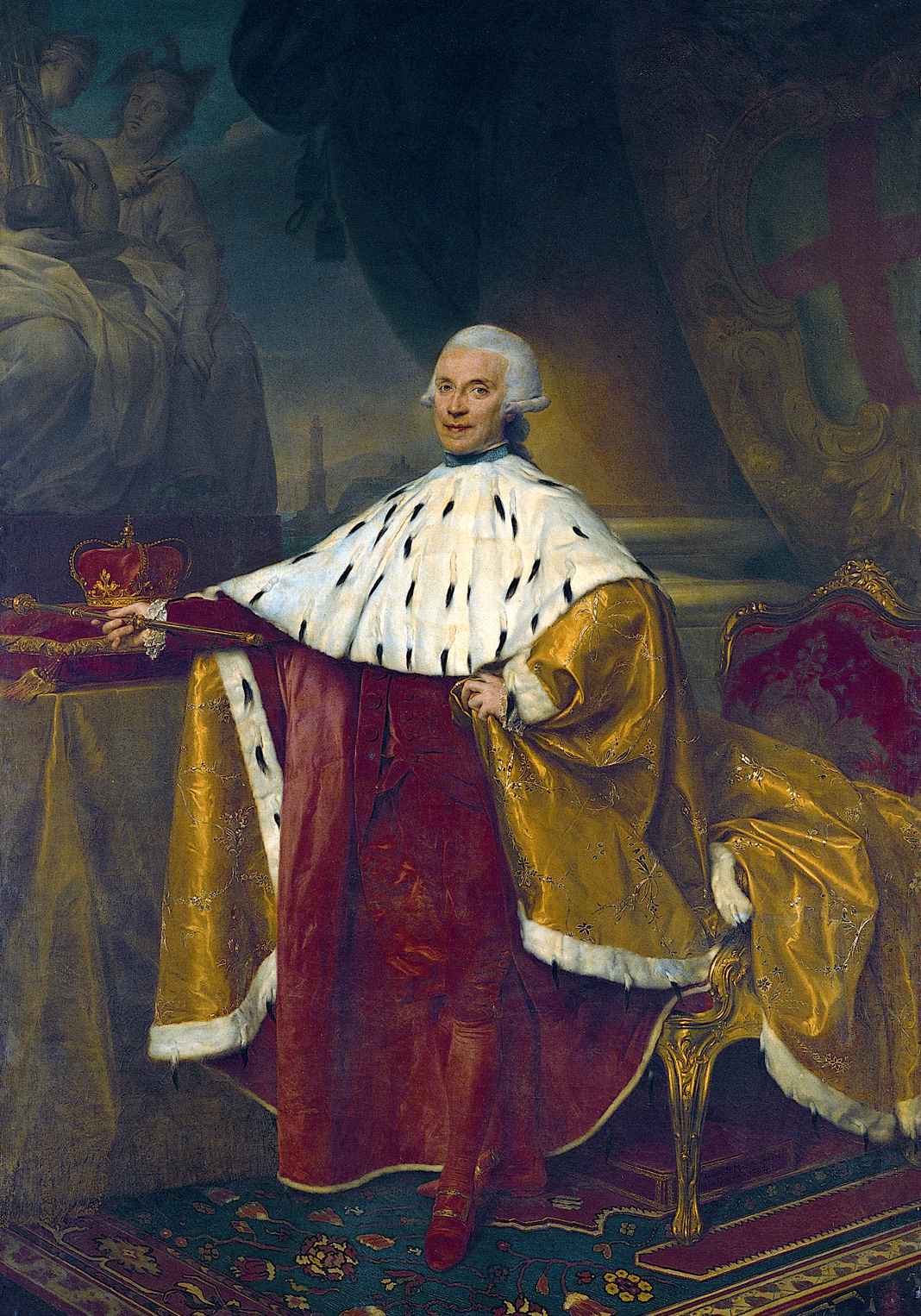
Мікеланджело Камбьязо. Парадний портрет дожа Генуї, 1792 р.
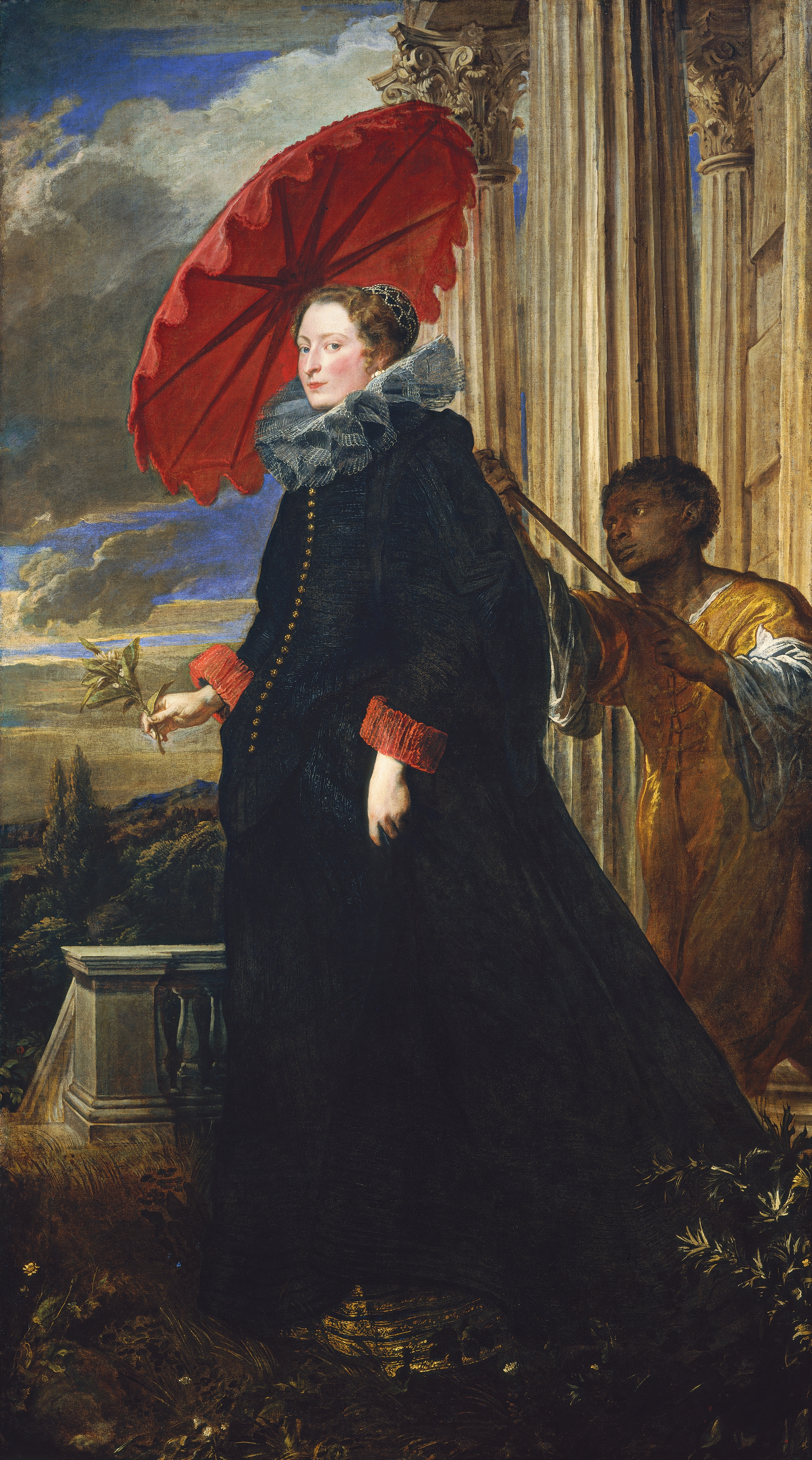
Антоніс ван Дейк. Портрет Елени Грімальді з арапчатком, бл. 1623 р. Національна галерея мистецтва, Вашингтон, США
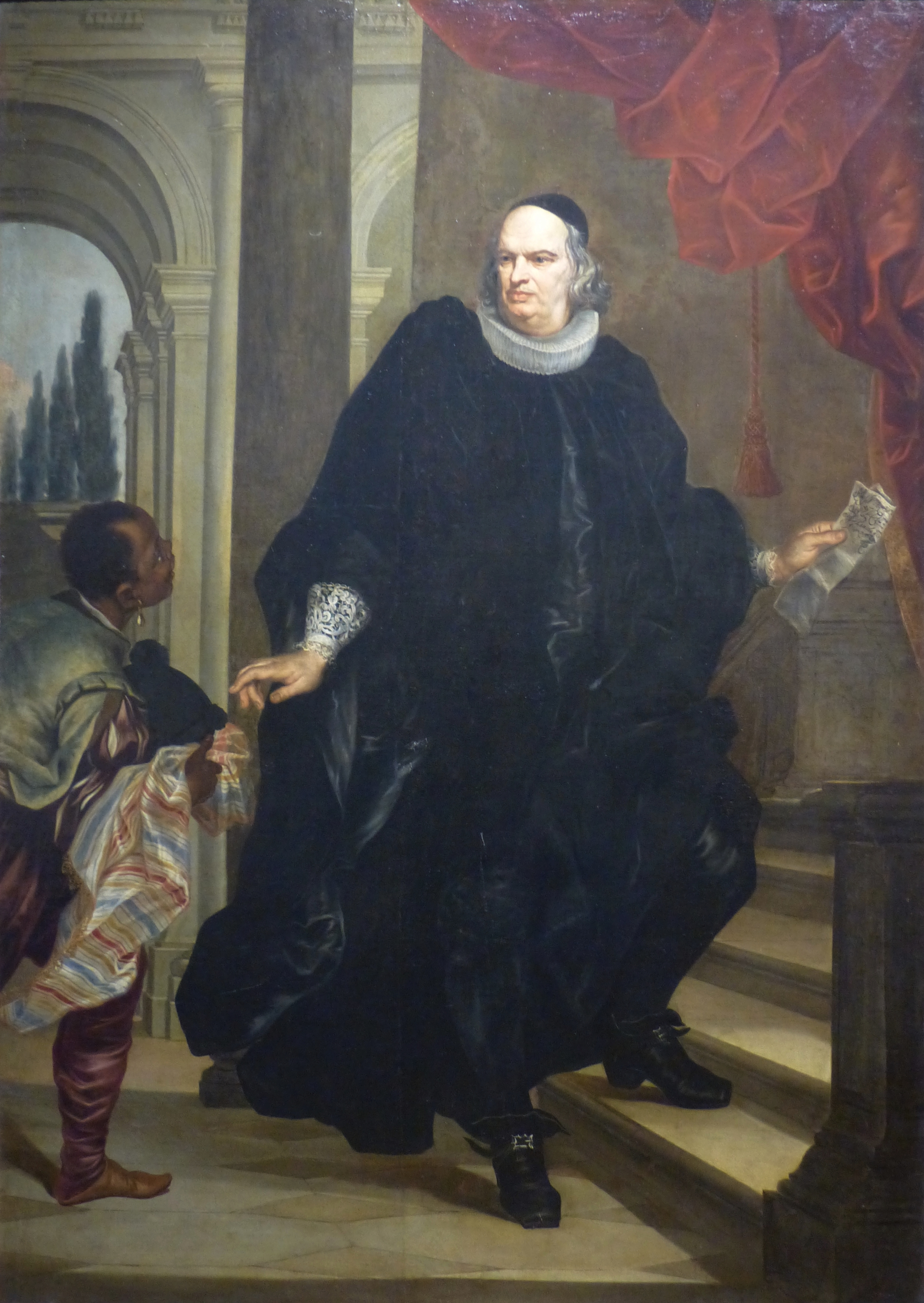
Джио Енріко Ваймер. Портрет Паоло Джироламо Францоне, Нім, Музей красних мистецтв, Франція.
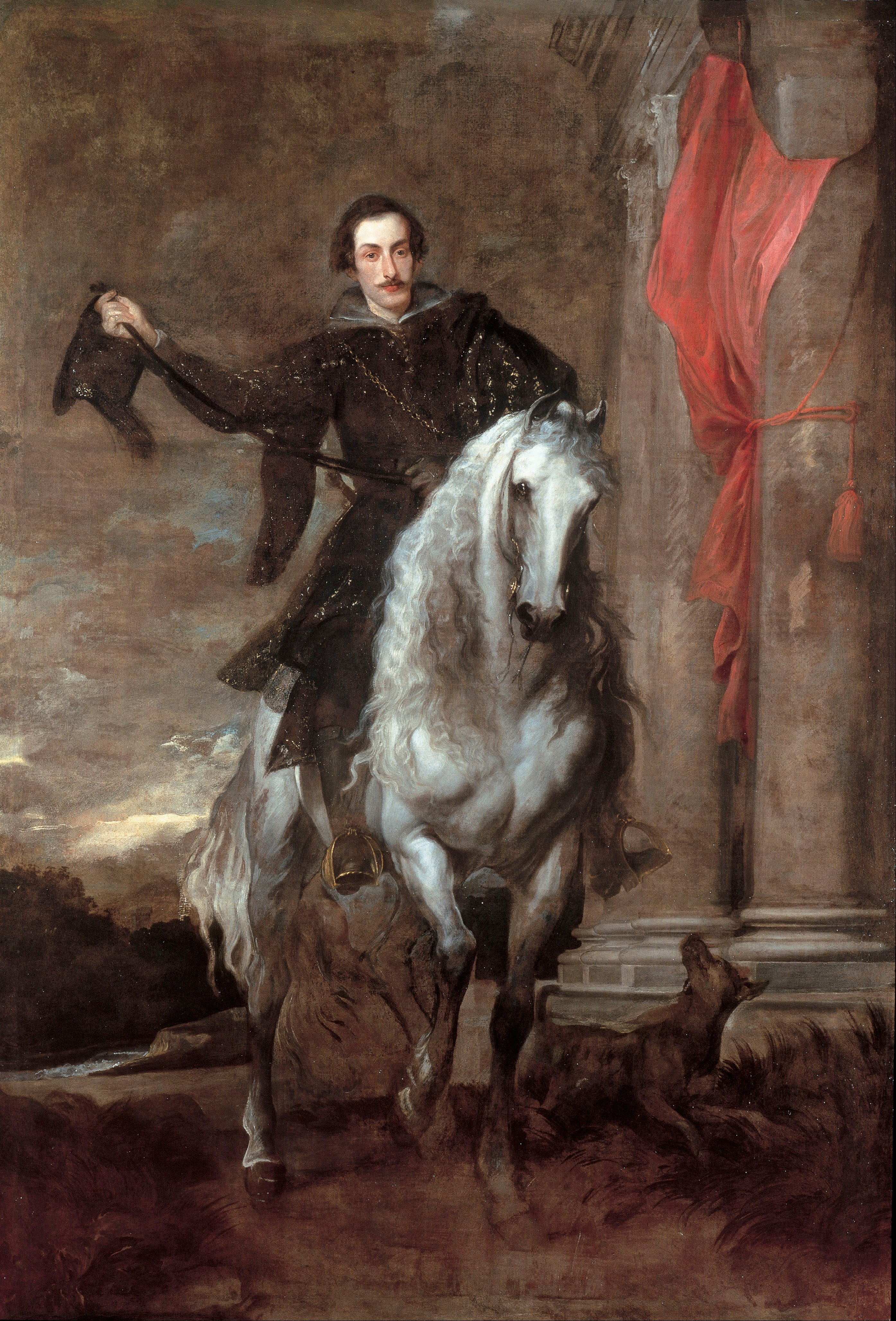
Антоніс ван Дейк. Кінний портрет Джуліо Бріньйоле-Салє, палаццо Россо, Генуя, фото 2013 р.
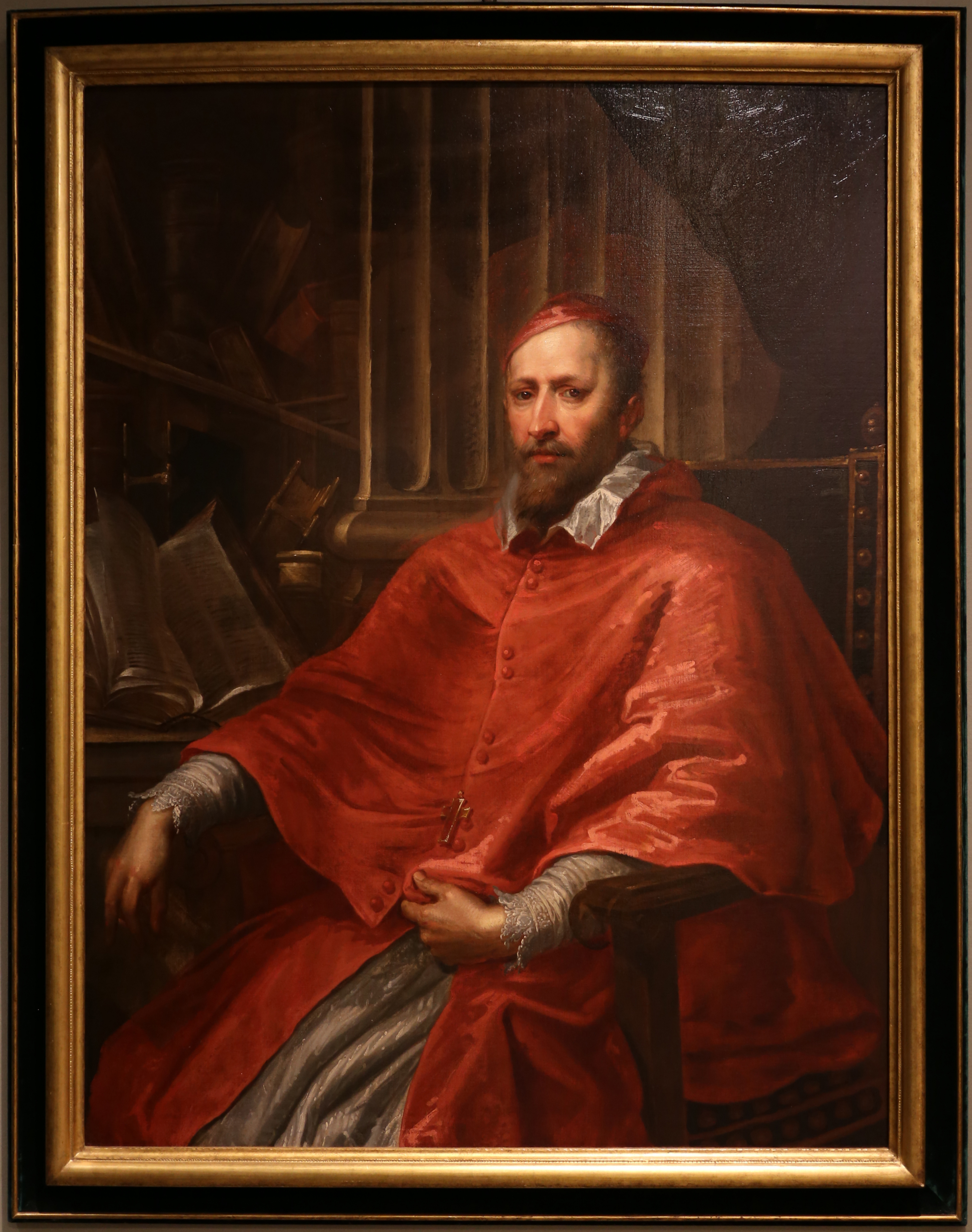
Джованні Бенедетто кастільоне. Кардинал Оттавіано Раджі, до 1643 р., фото 2017 р.

## Генуя, зразки барокових інтер'єрів

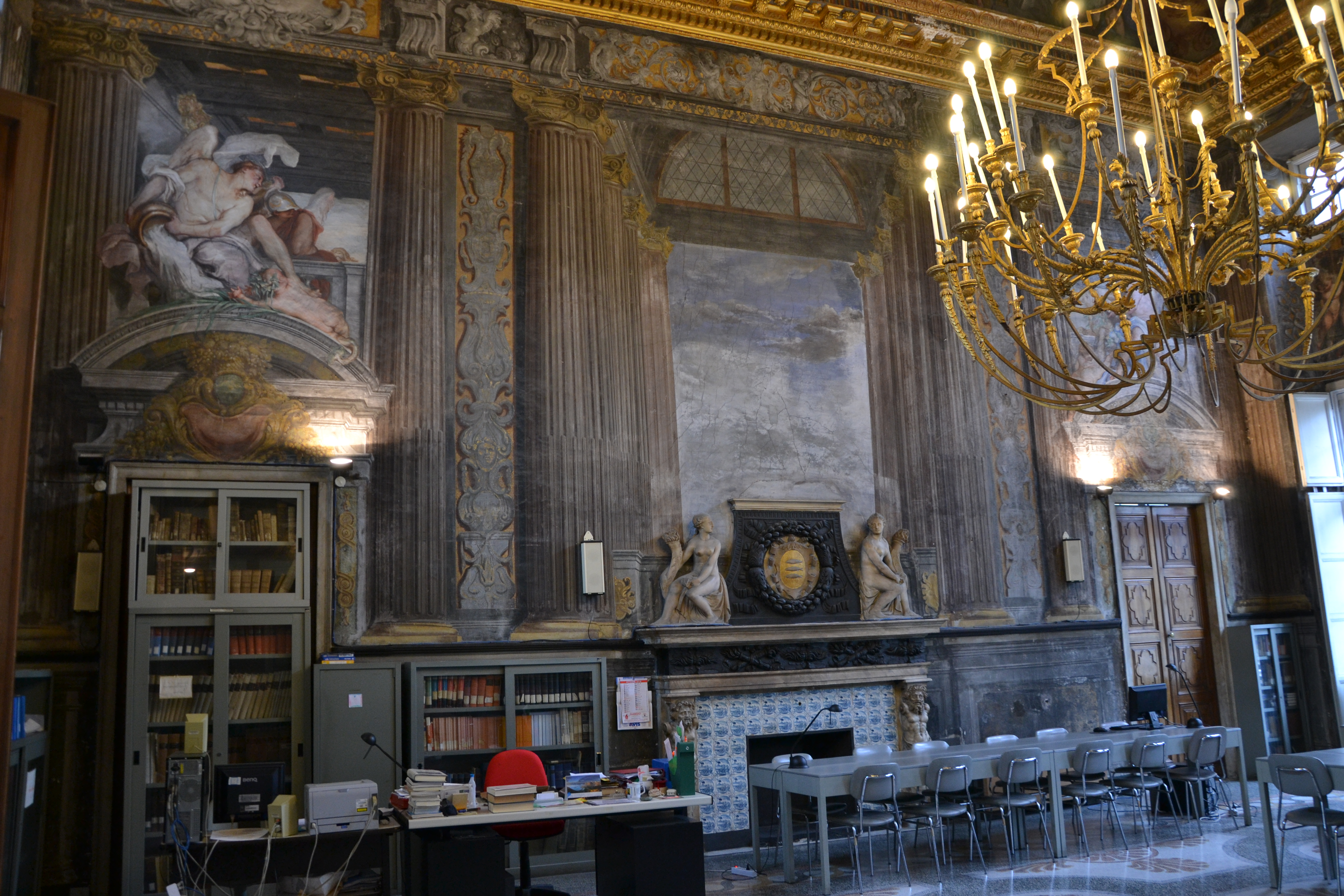
Фрески роботи Валеріо Кастелло. Палаццо Бальбі-Сенарега, нині одна зі споруд Генуезького університету, фото 2016 р.

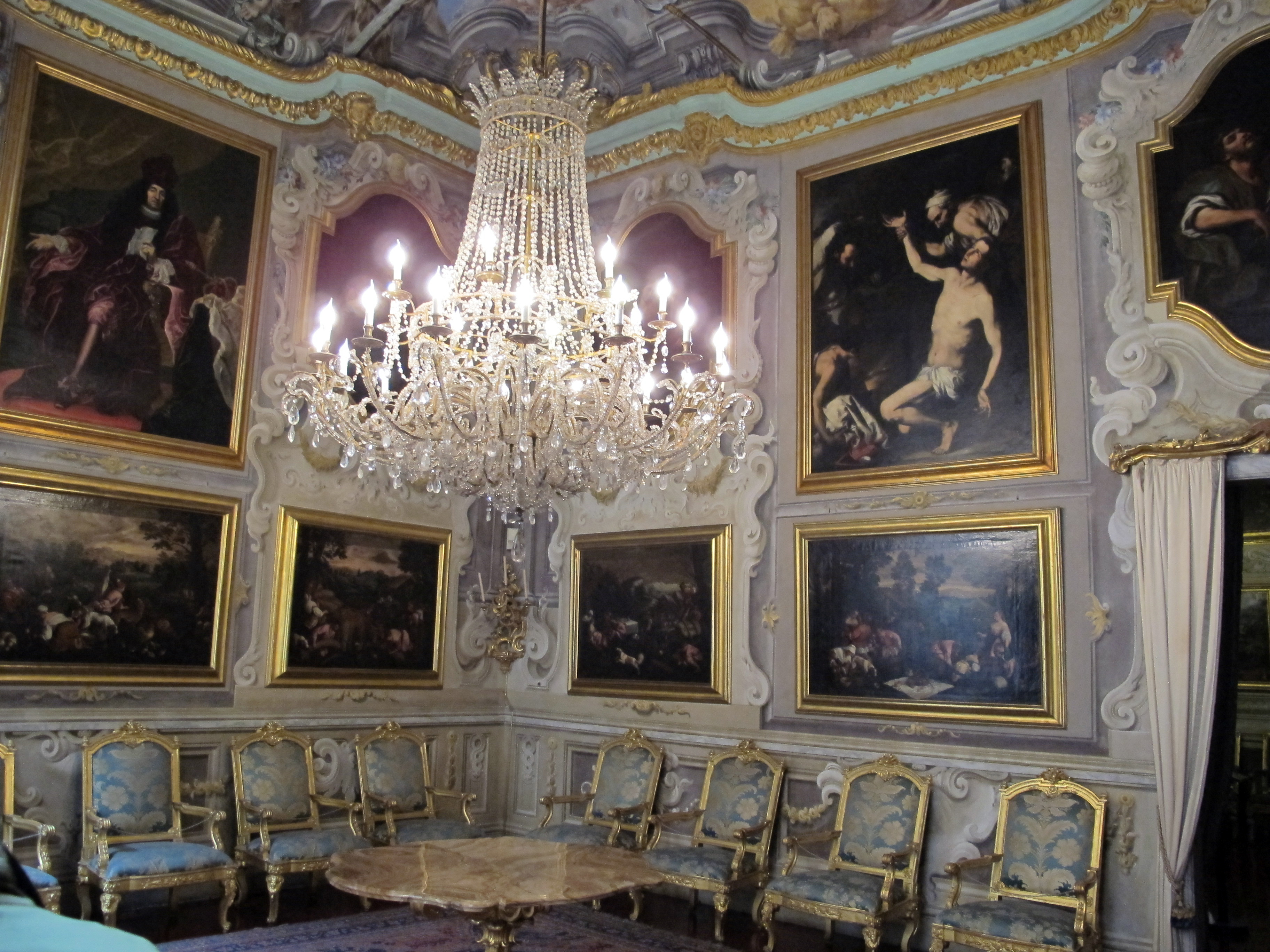
Генуя, палаццо Спінола, другий салон з живописом, фото 2014 р.
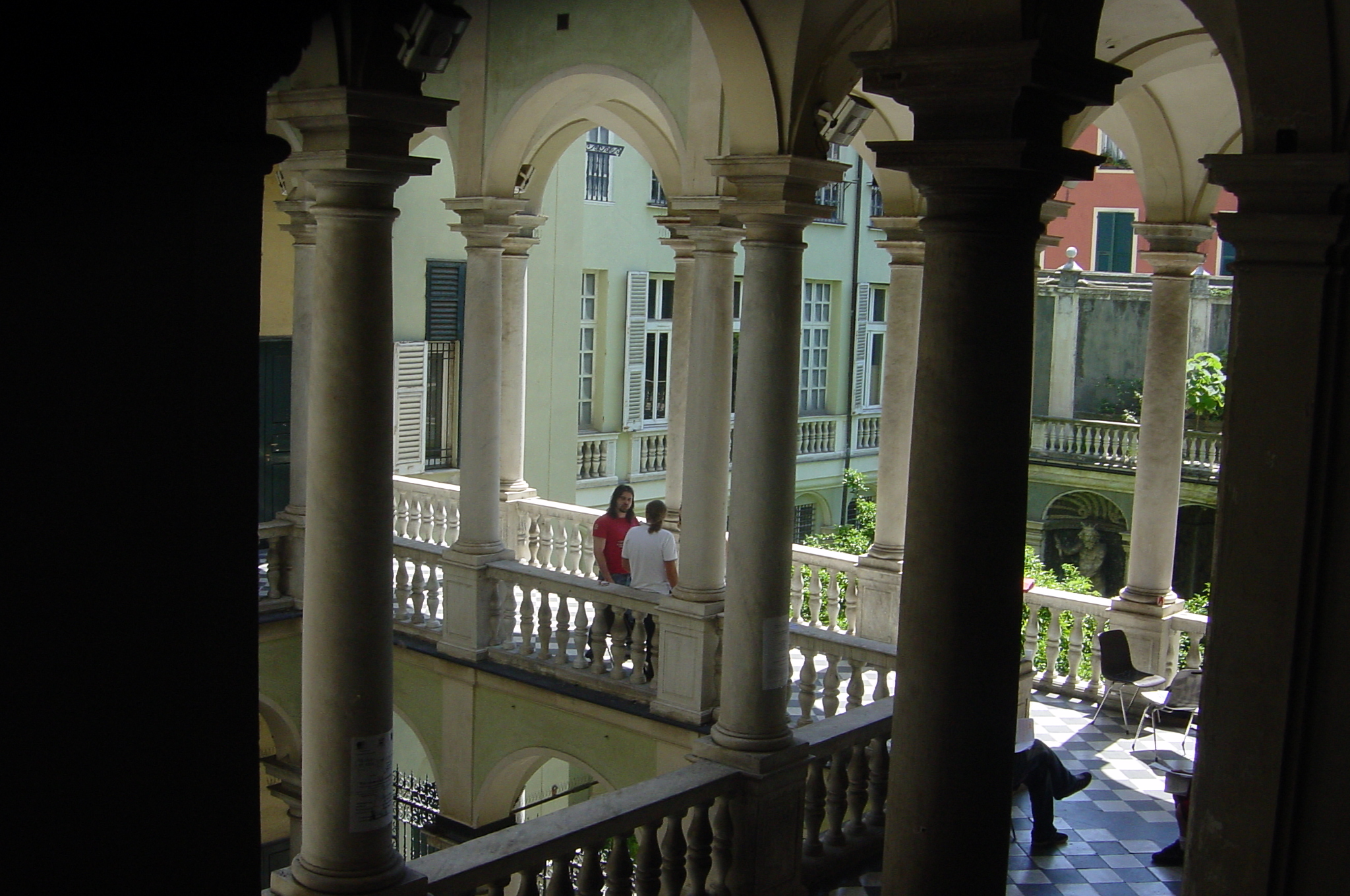
Генуя, палаццо Бальбі-Сенарега, Галереї другого поверха
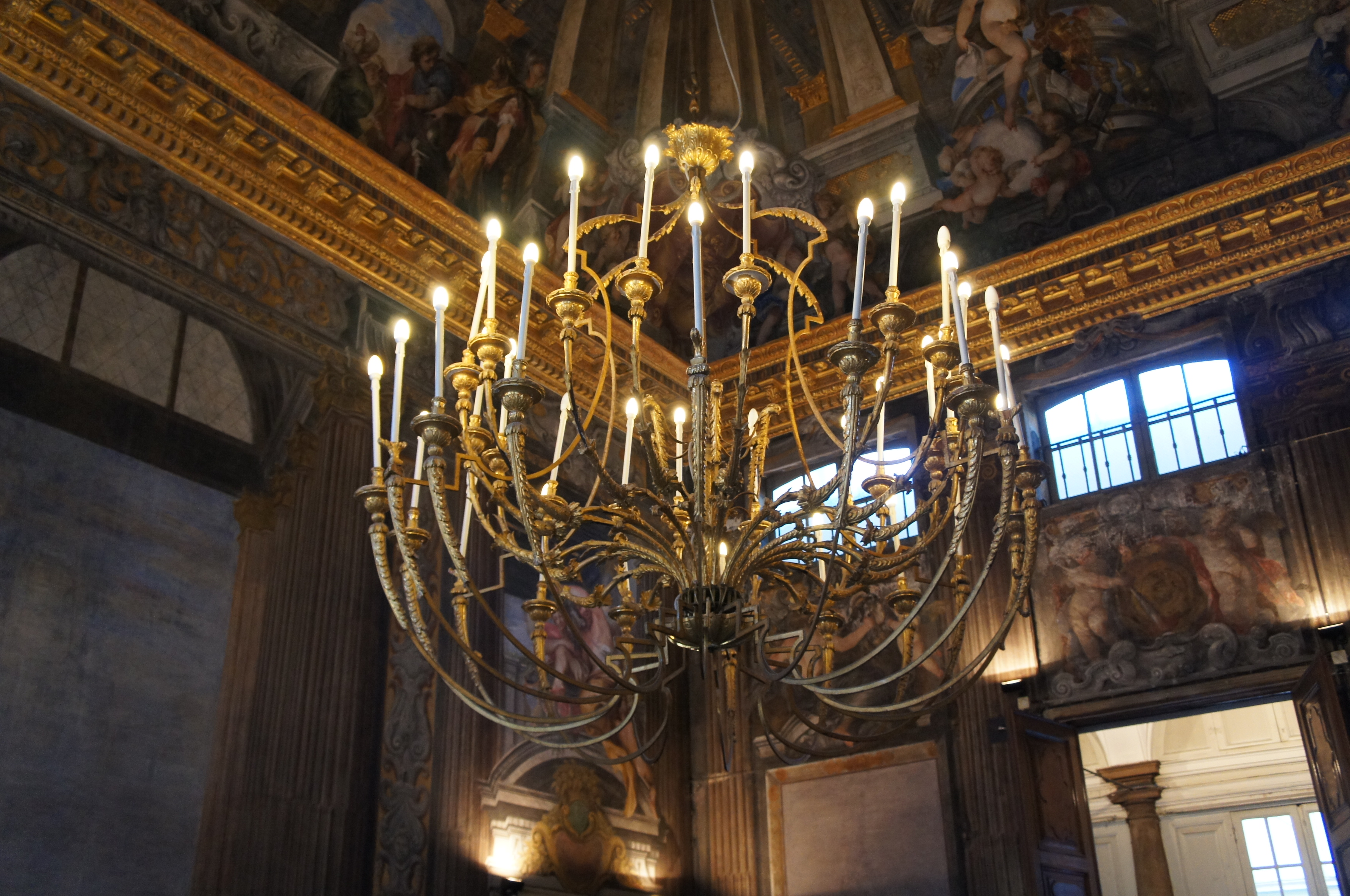
Генуя, палаццо Бальбі-Сенарега, люстра, фото 2015 р.

## Барокові скульптори Генуї
- Томмазо Орсоліно (1587—1675)[5]
- П'єр Поль Пюже (1620—1694), працював в Римі, в Генуї і у Франції в Марселі
- Філіппо Пароді (1630—1702)
- Бернардо Скьяффіно (1678—1725)
- Фанческо Марія Скьяффіно 1689—1765)
- Джакомо Антоніо Понсонеллі (1654—1735)
- Паскуале Боччардо (1719—1790)
- Антоніо Марія Маральяно (1664—1739), працював з деревиною

Потреба в скульптурному декорі задовальнялась в Генуї давно. В 16 ст. це робили майстри місцевого грубуватого маньєризму. Виучеником їх був і місцевий скульптор Томмазо Орсоліно, що працював для релігійних громад.
Суттєво підняти художній рівень генуезької скульптури вдалося французу П'єру Пюже (1620—1694), що працював у Генуї десяток років і набрав тут місцевих учнів і помічників. Пюже був послідовником римських митців Лоренцо Берніні та П'єтро да Кортона, тому його стилістика була чимось новим для генуезців. Його учні тут Оноре Пелле та Даніелло Соларо. Пюже створив проект скульптурного декору для базиліки Санта-Марія Ассунта у Каріньяно — табернакль на колонах, котрий завершувала скульптурна група «Успіння Богородиці» за зразком табернакля в римському соборі Св. Петра. Проект за замовою багатія Франческо Саулі повністю реалізувати не вдалося, але базиліку прикрасили дві скульптури роботи Пюже «Св. Себастьян» та «Блаженний Алесандро Саулі». Вони роками надихатимуть місцевих скульпторів.
Пюже також виконав скульптурний декор вівтарів в церквах Сан Сіро, в церкві Прихистку для бідноти, в ораторії Св. Філіппо Нері. Ці роботи стануть школою для генуезького скульптора Філіппо Пароді. Його біографія — типовий зразок зростання майстерності скульпторів Генуї, що починали з дерев'яної скульптури та її золочення, а перейшли до висікання скульптур з каменю та мармуру.
Пароді-початківець виготовляв меблі і різав по деревині. Прагення стати скульптором підтримав у Пароді художник Доменіко Піола (1627—1703). Суттєвою допомогою брату стала грошова підтримка його сестри, що надала гроші для перебування у Римі. Грошима підтримував Філіппо Пароді і дож Генуї Франческо Марія Саулі, розглядаючи це як державну підтримку місцевого таланта в папській державі. Пароді повернеться з великої майстерні Лоренцо Берніні і плідно працюватиме над замовами багатіїв Генуї до 1702 року, року власної смерті. Генуезьким скульптором і художником став і його син Доменіко Пароді (1672—1742).

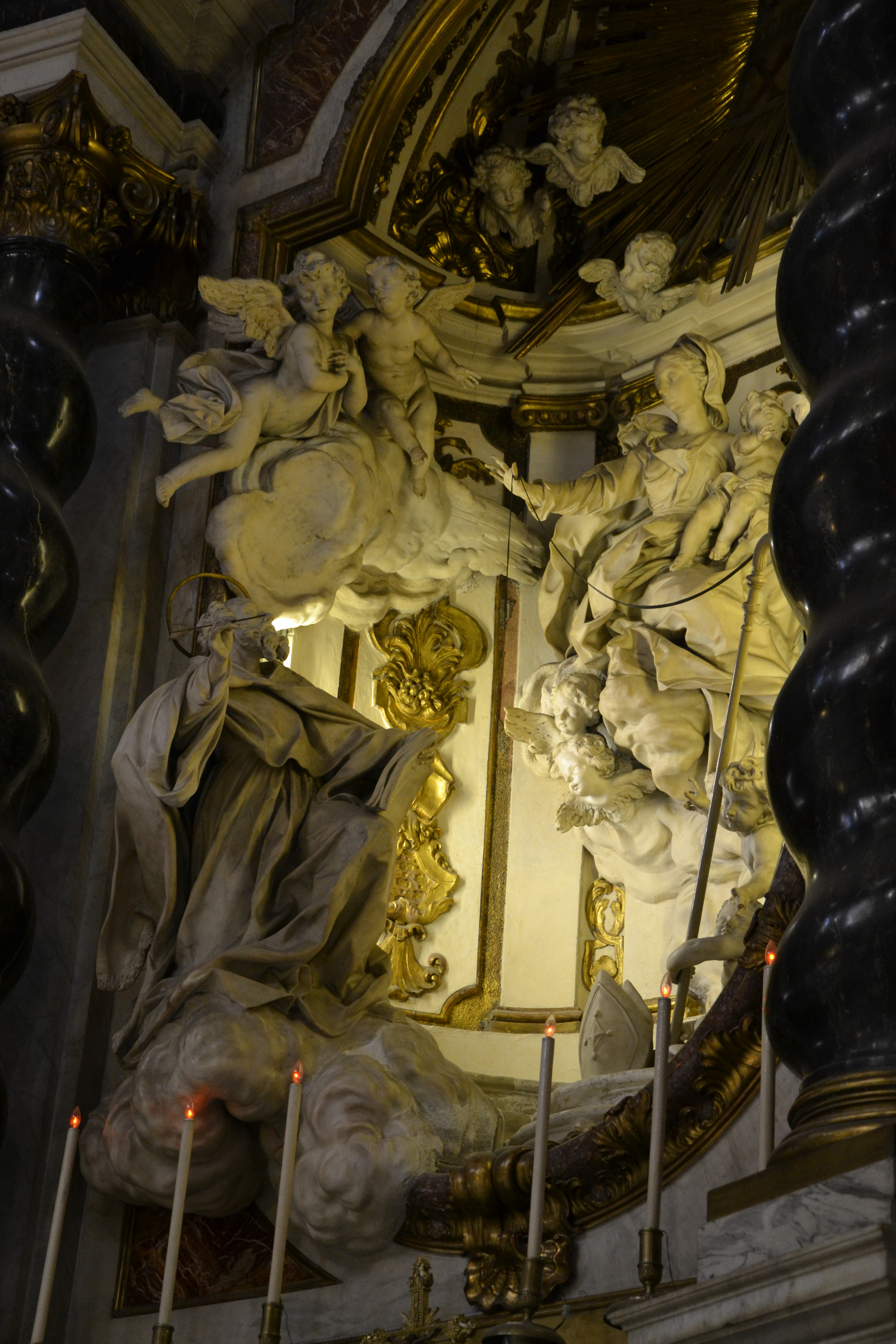
Скульптор Бернардо Скьяффіно, мармуровий вівтар з Мадонною та св. Августином та Монікою.

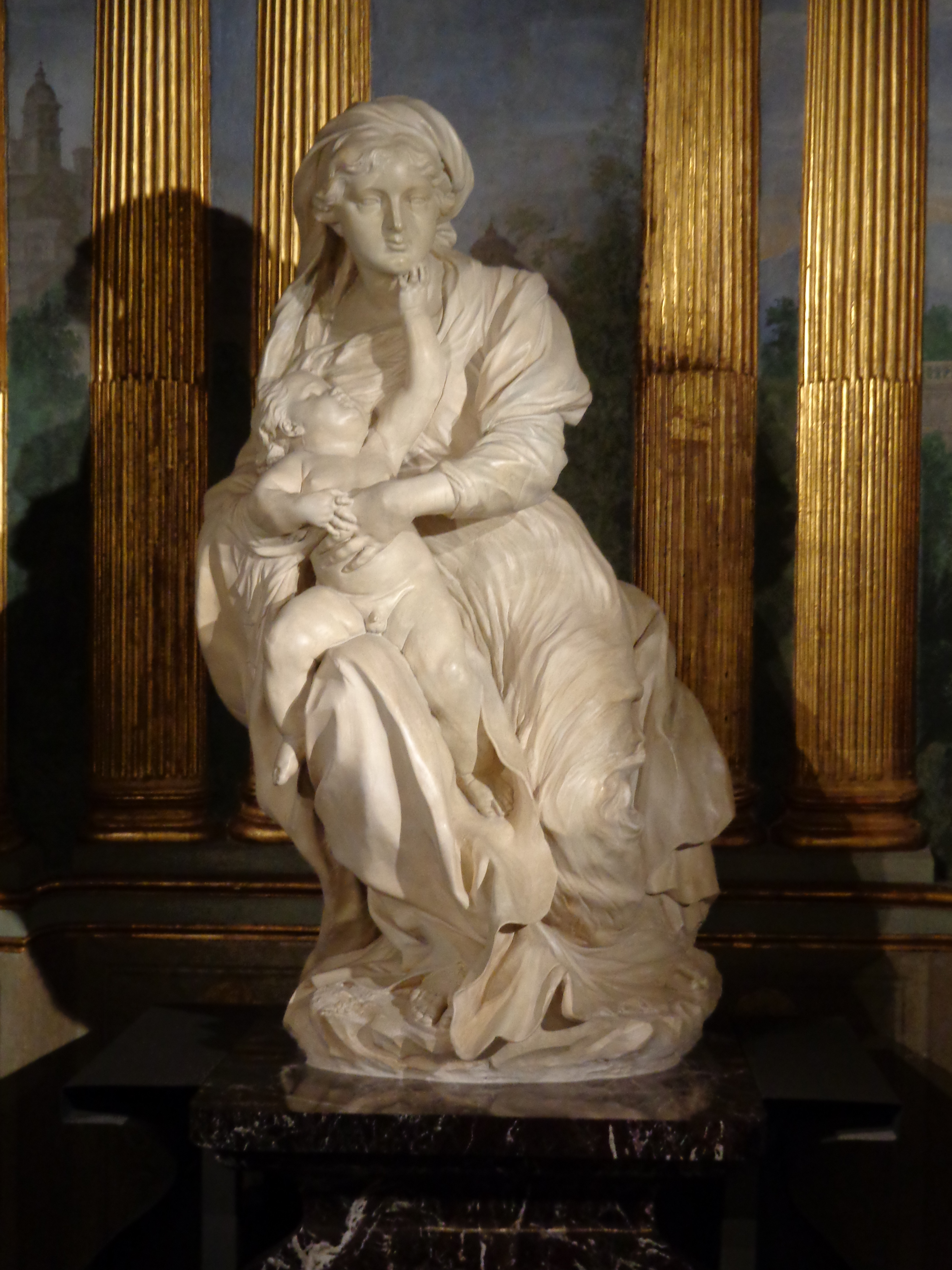
Мадонна з немовлям, мармур. Каплиця в палаці Каррега-Катальді. Генуя.
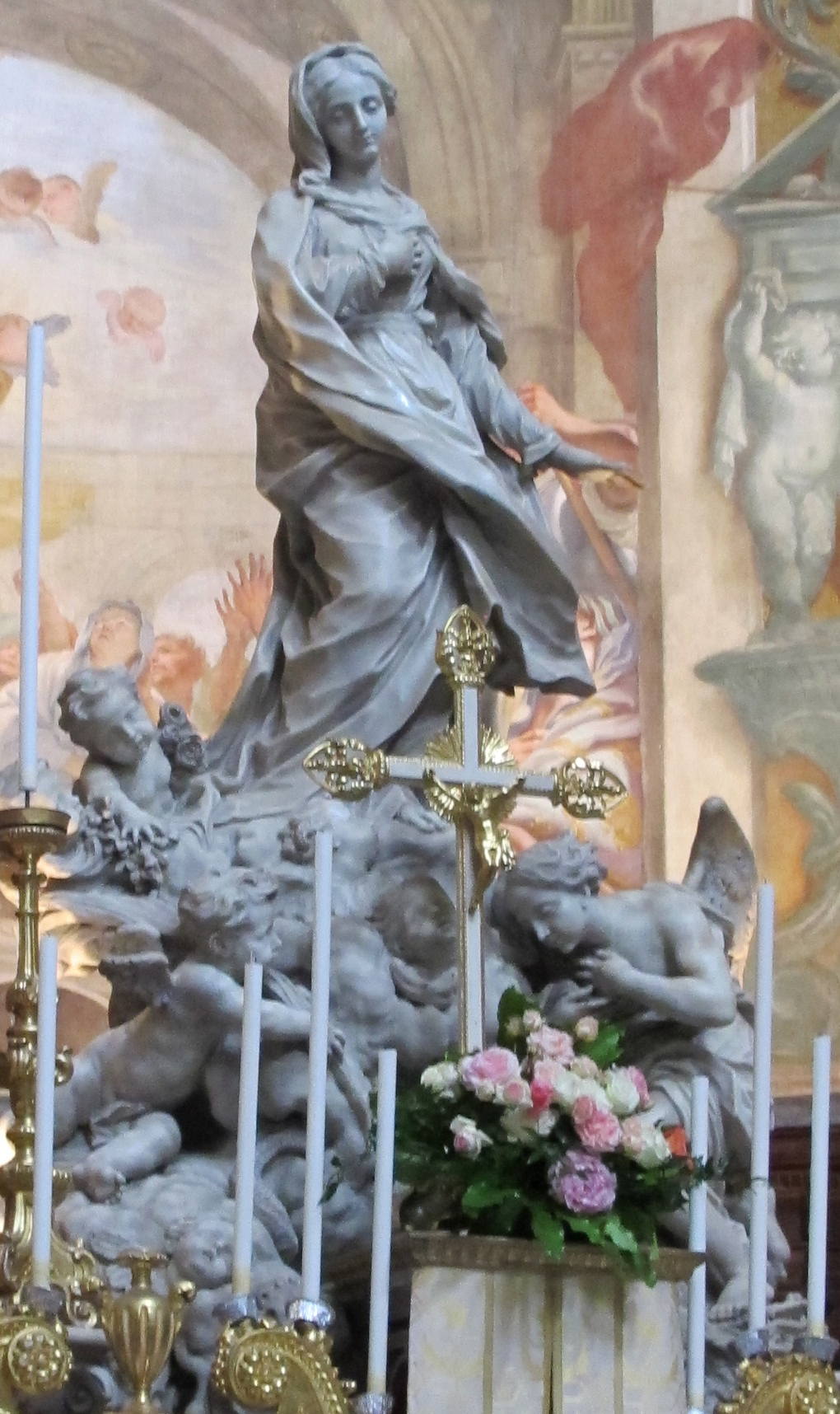
Філіппо Пароді. Нанебовзяття Марії.
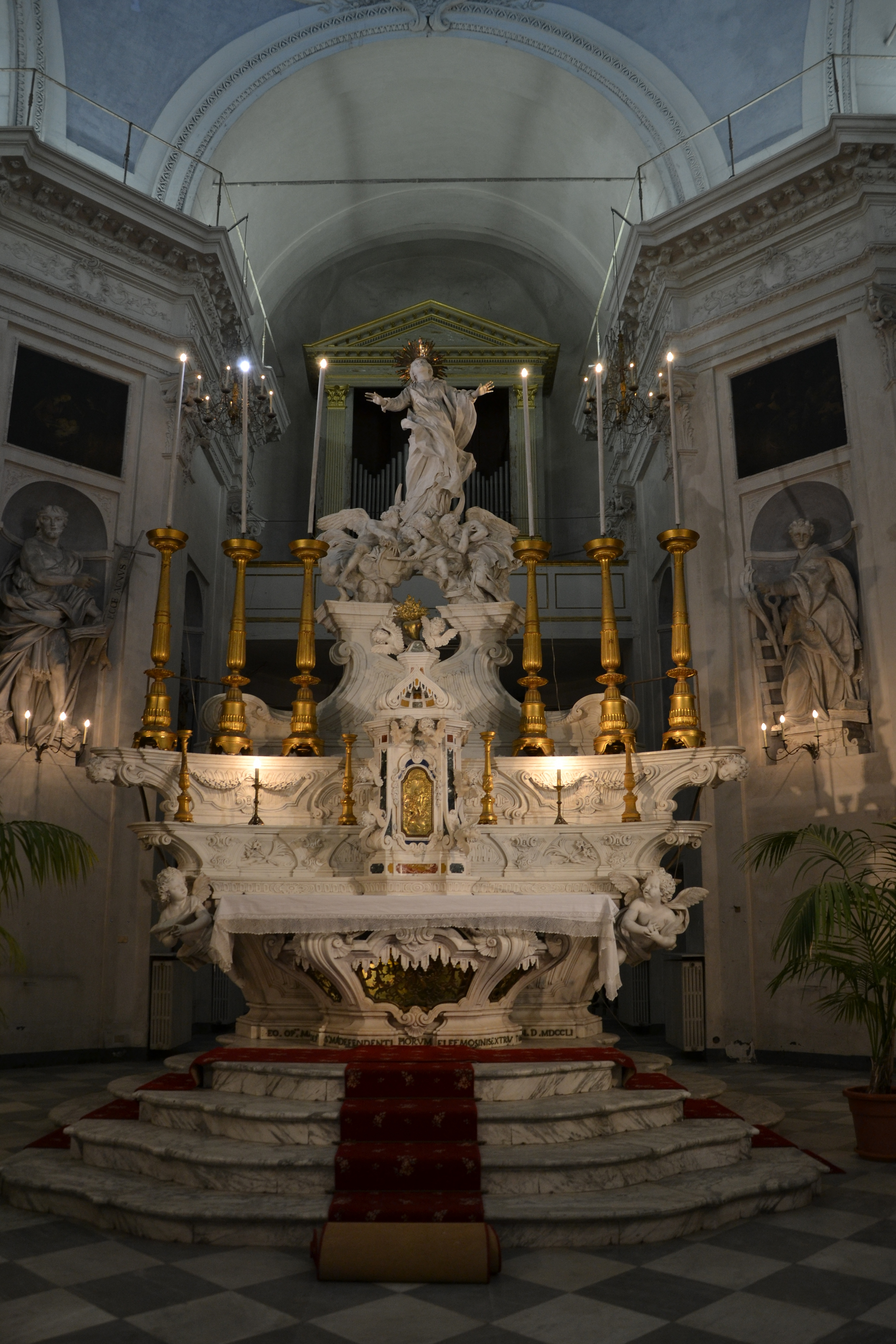
Французький скульптор П'єр Пюже. Вівтар в церкві Прихистку для бідних (Albergo dei Poveri (Genova).
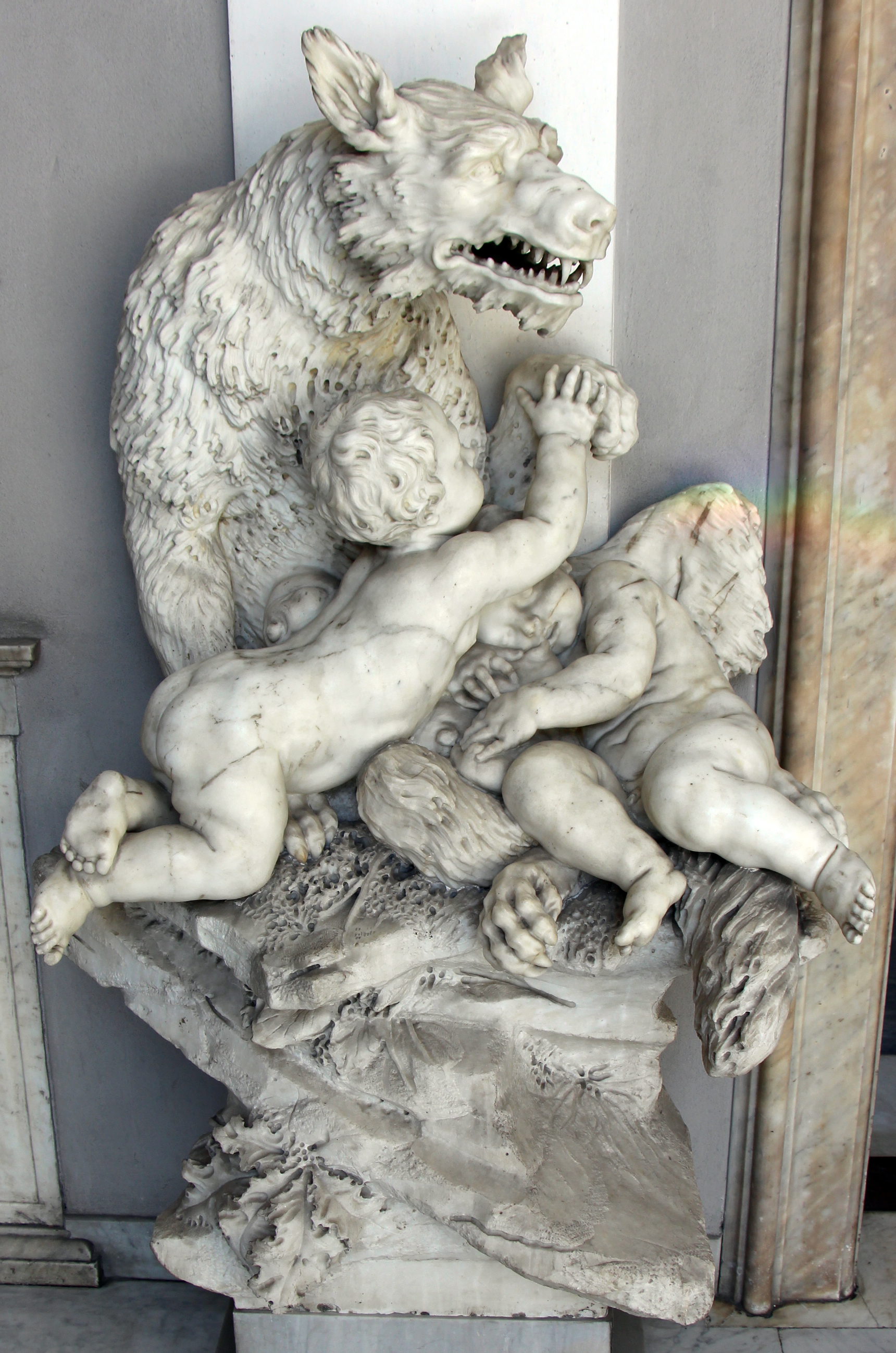
Доменіко Пароді та Франческо Біджі. Вівчиця та Ромул та Рем
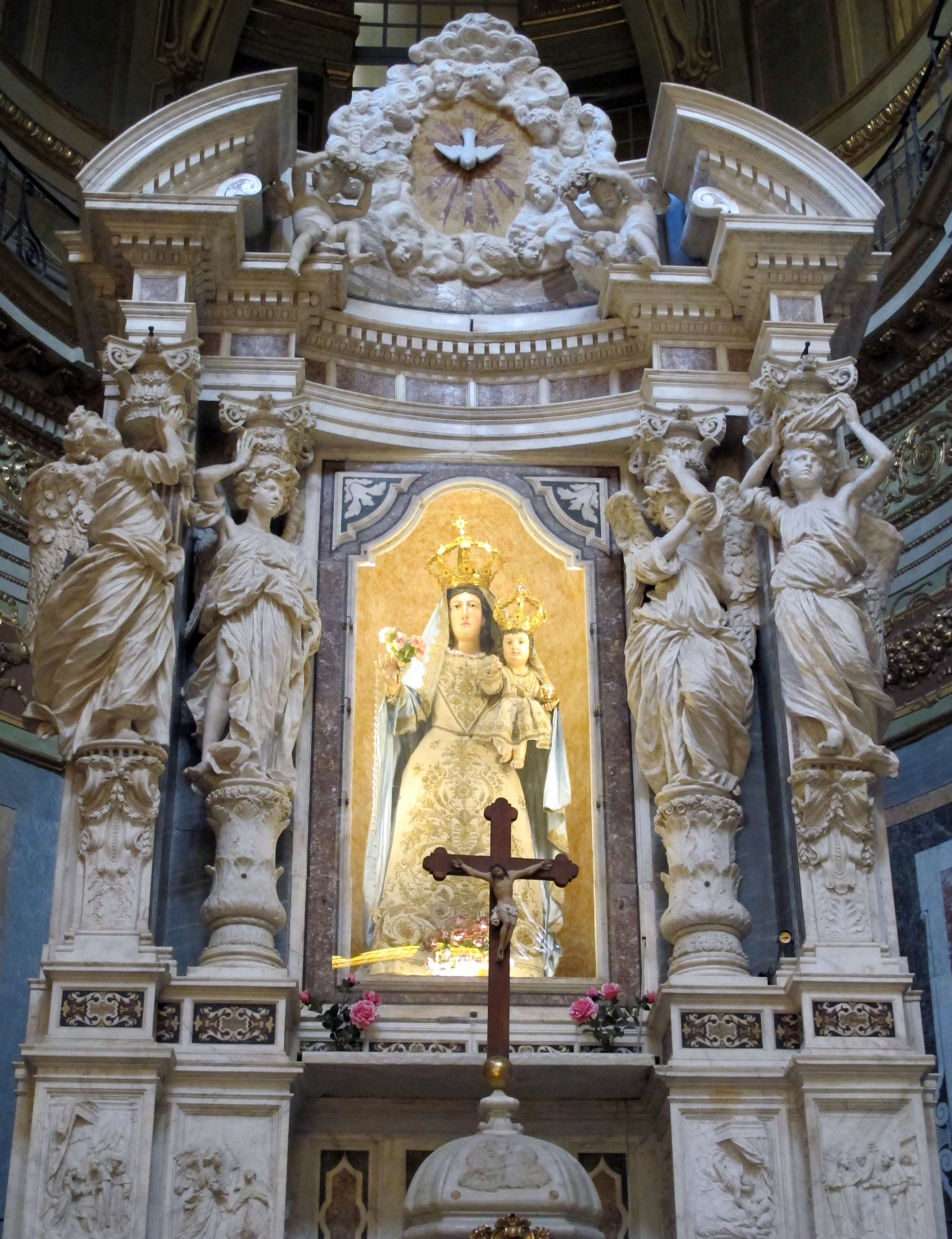
Вівтар, церква Сан Вітторіо та Карло.
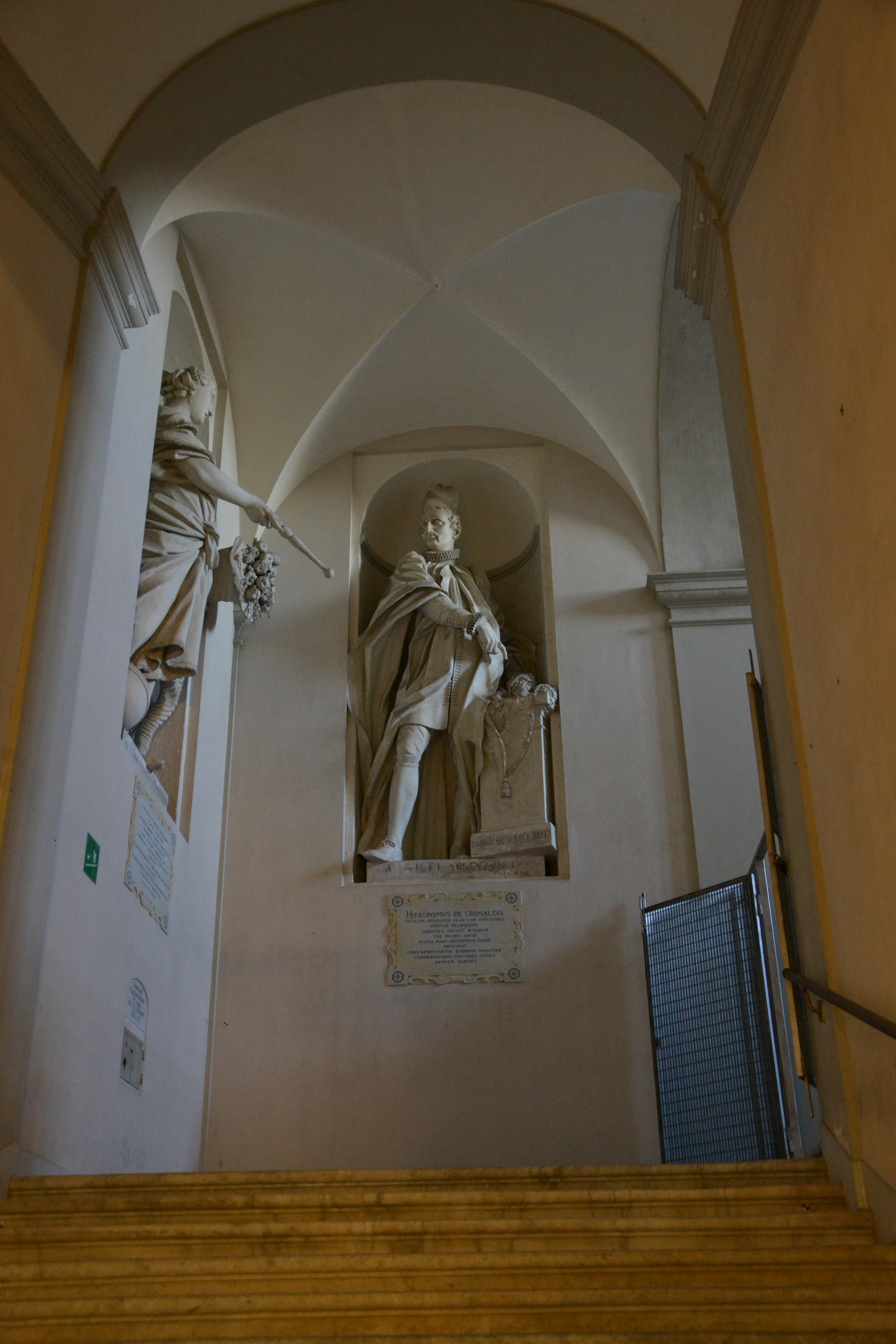
Скульптури в залі зі сходами, Альберго деі Повері (Прихисток для бідноти), Генуя
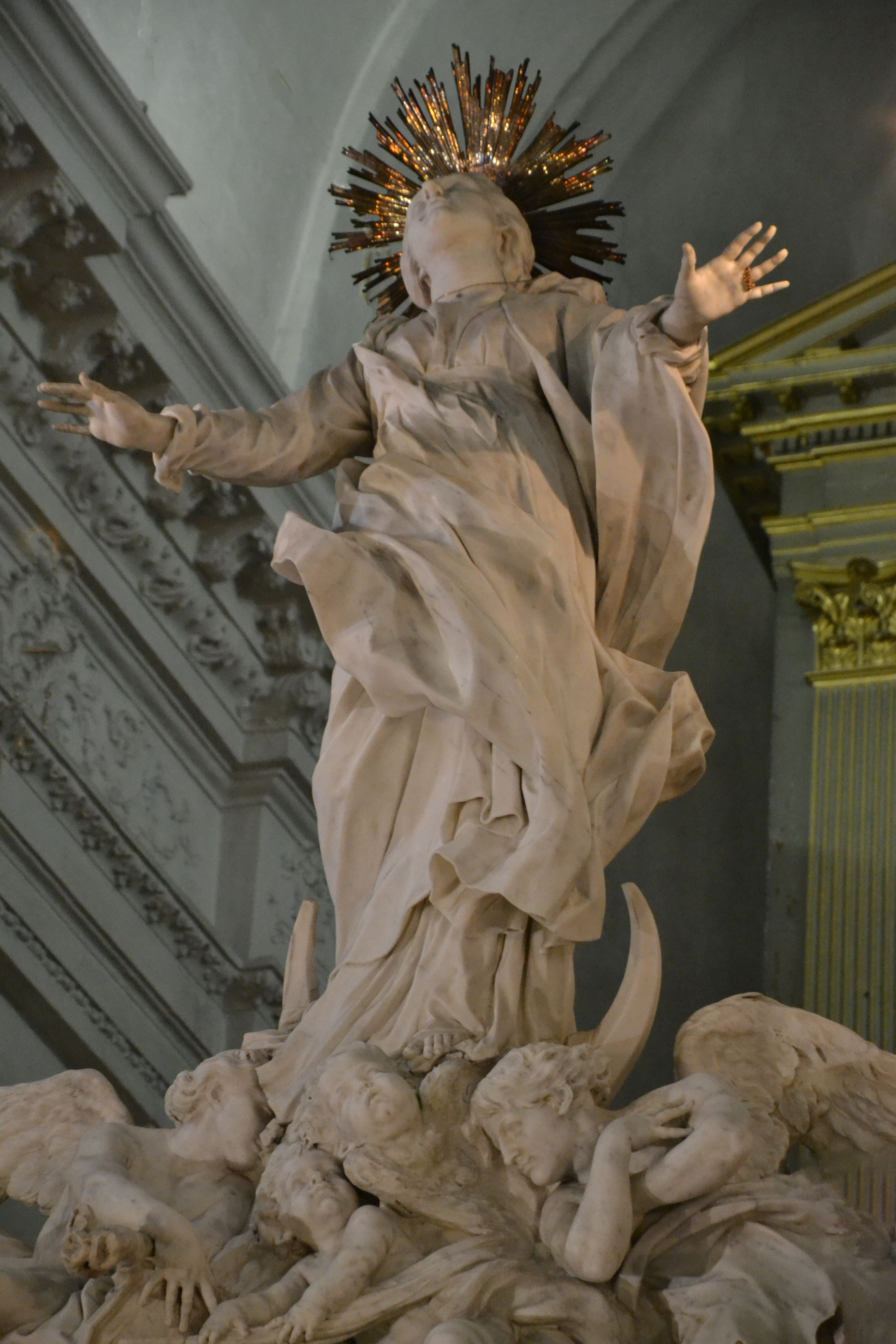
Нанебовзяття Богородиці, церква в Прихистку для бідноти, Генуя
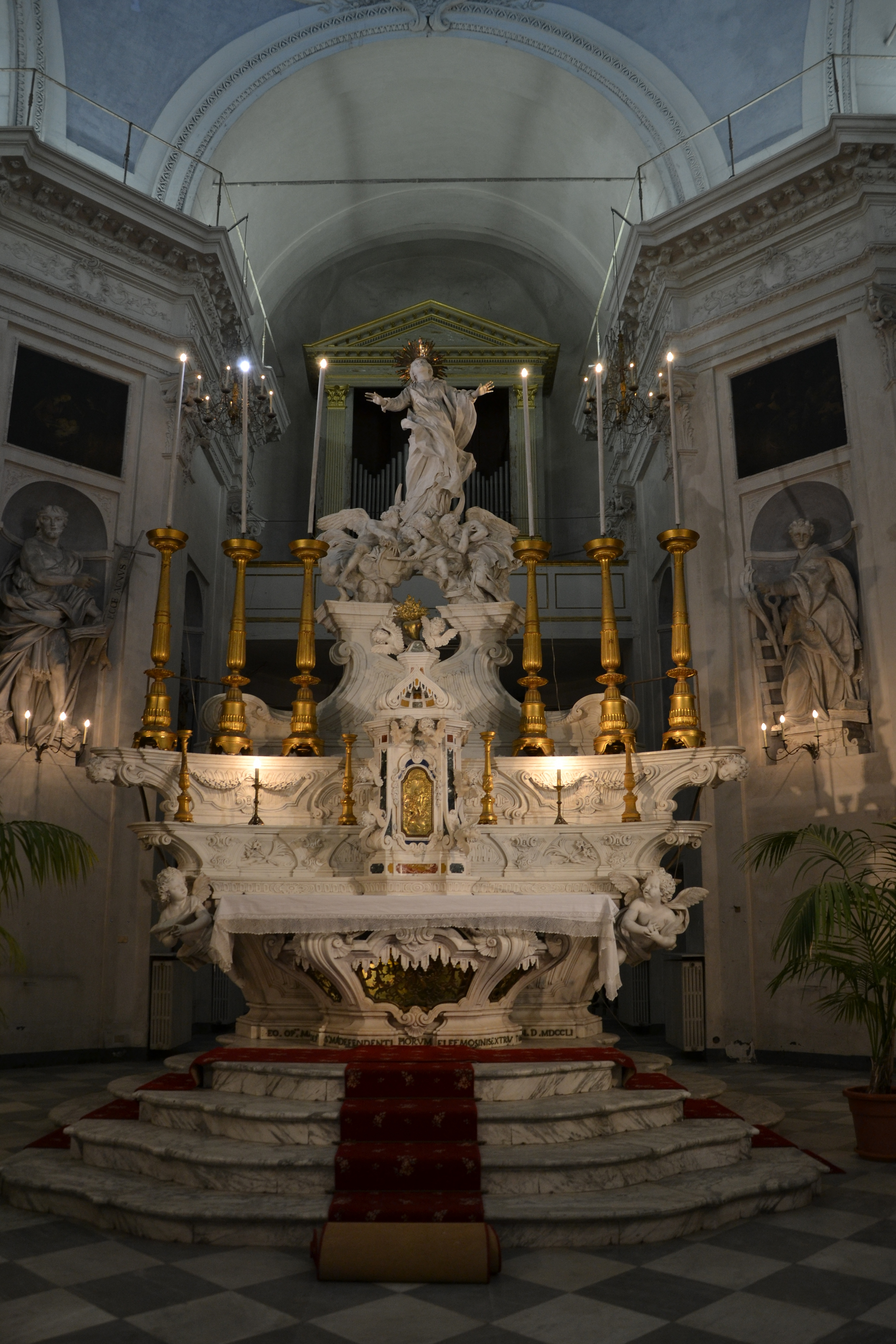
Нанебовзяття Богородиці, церква в Прихистку для бідноти, Генуя
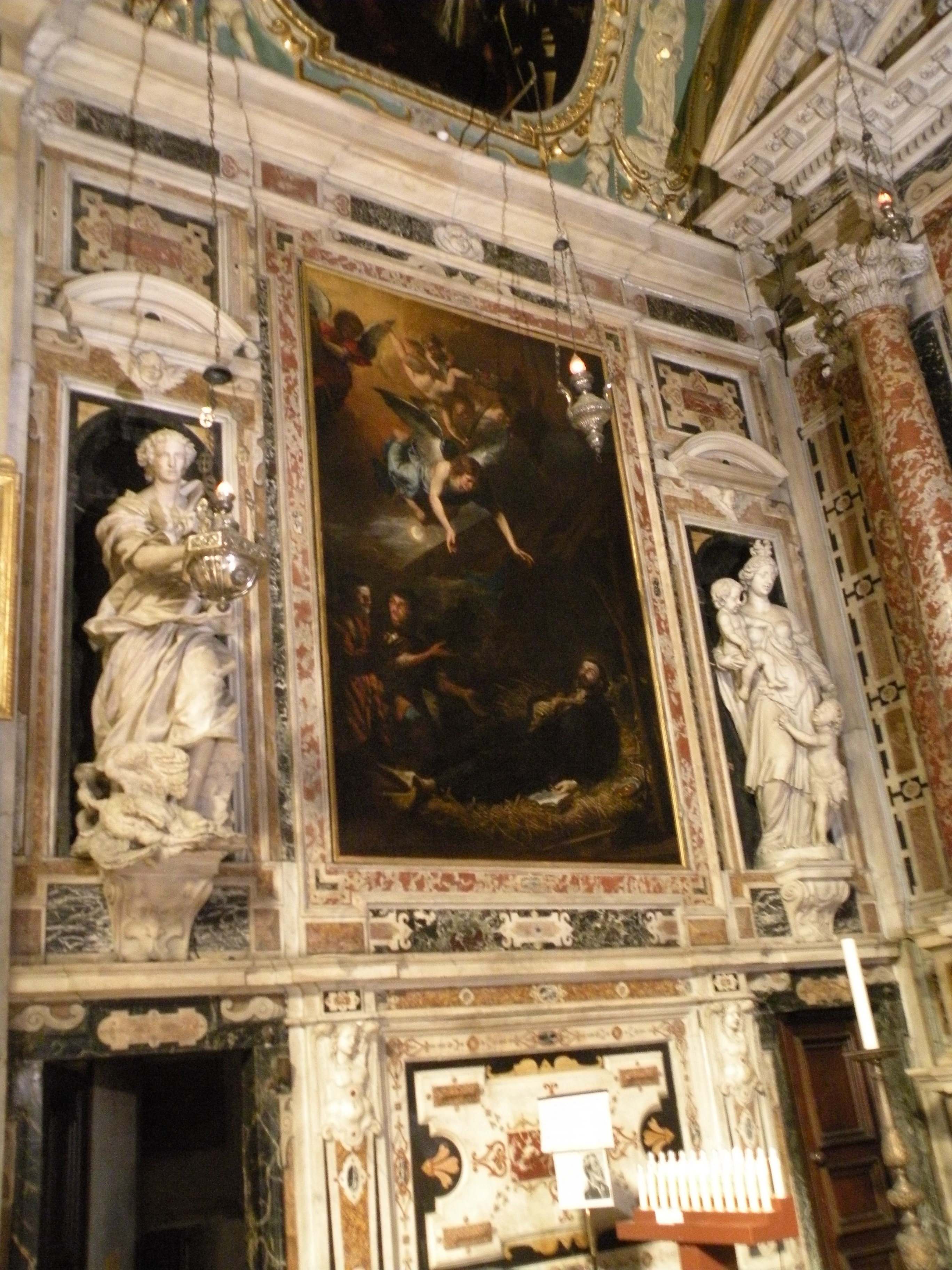
Вівтар, художник Доменіко Фйязелла в скульптурному декорі, церква Іль Джезу, Генуя

## Барокові сади Генуї

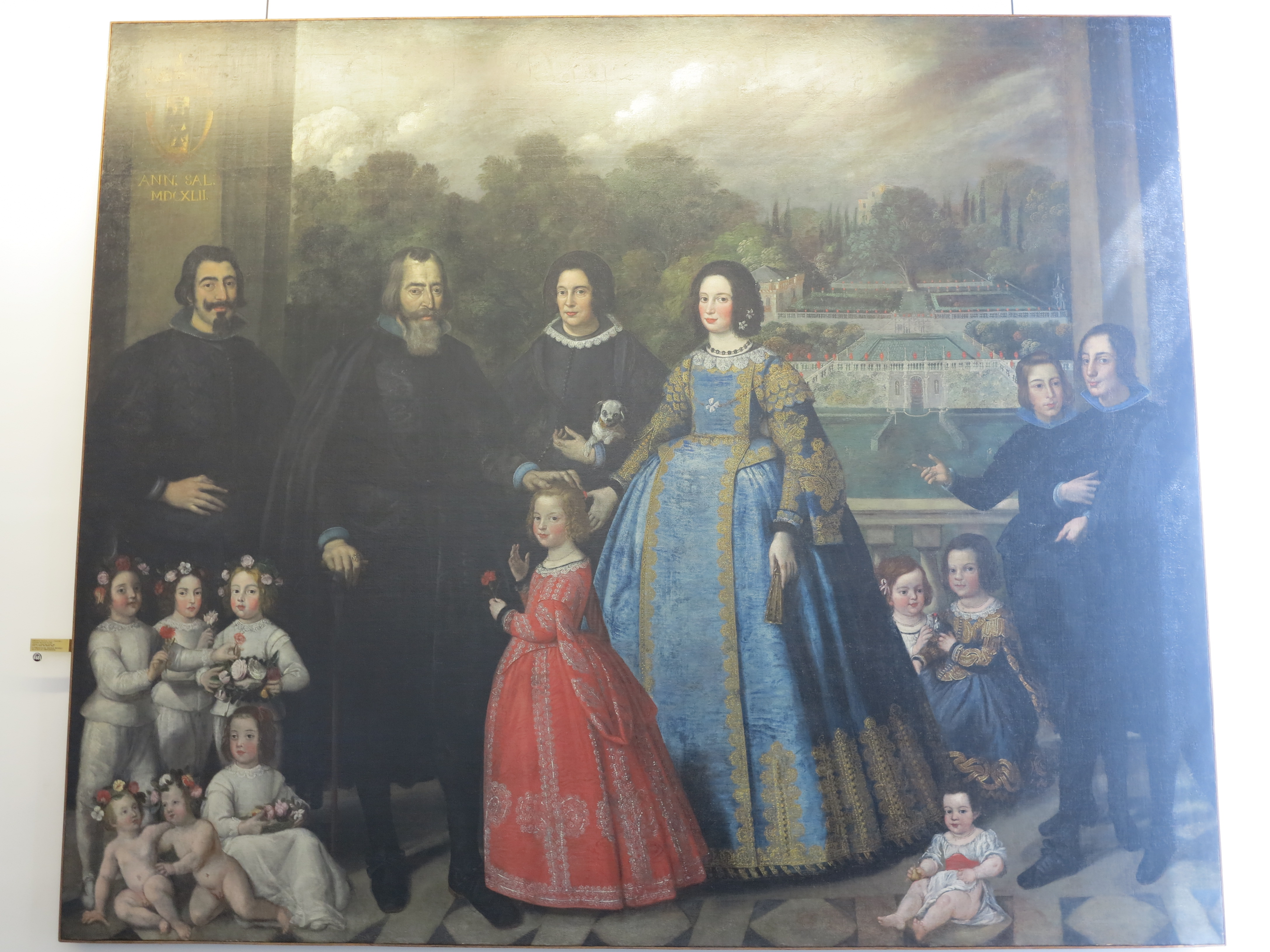
Худ. Доменіко Фйязелла. Родина Вінченцо Імперіале на тлі саду бароко вілли в Самп'єрдарені. Фото 2014 р., галерея палаццо Бьянко

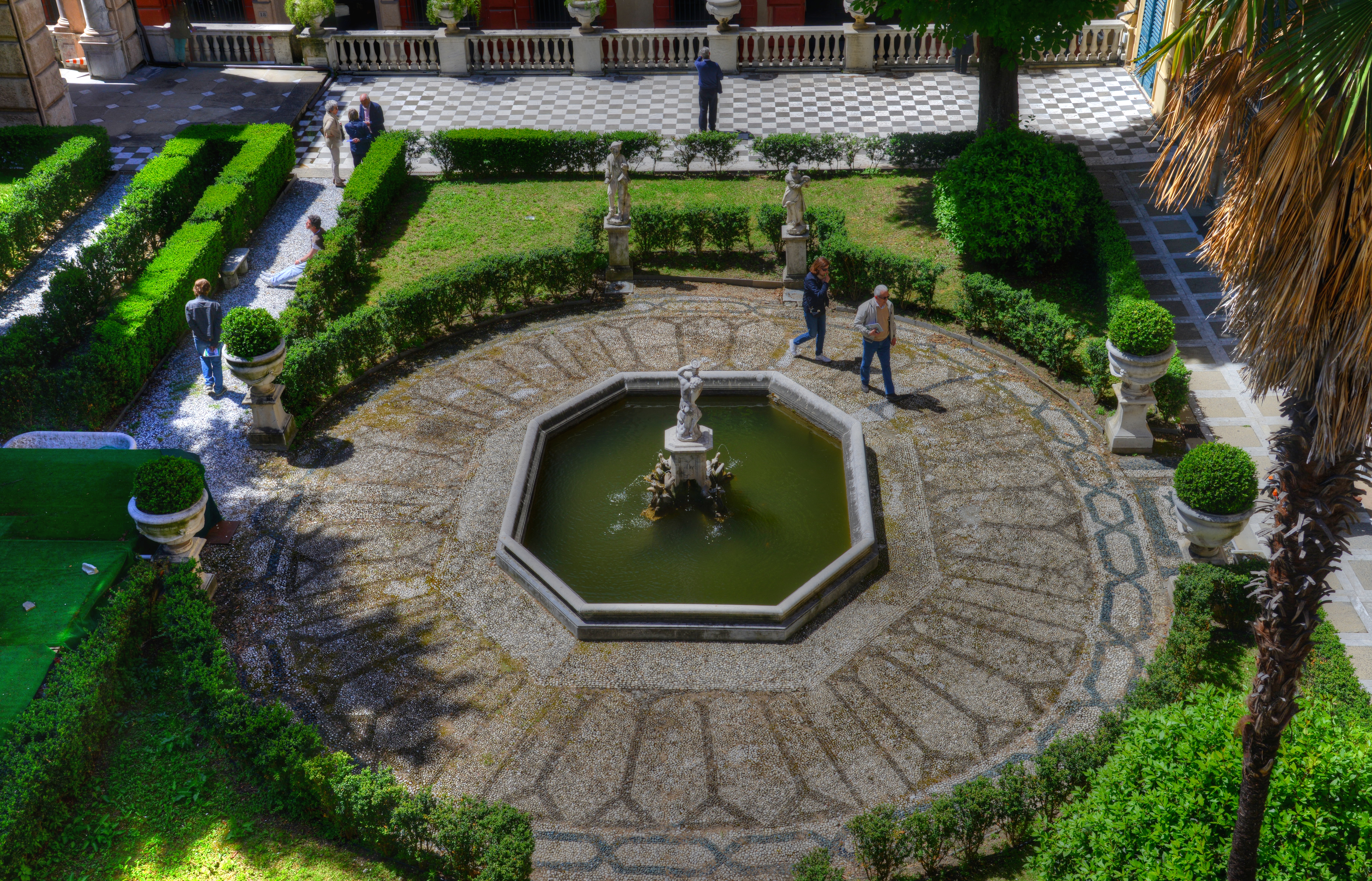
Сад бароко біля палацу Бьянко, фото 2013 р.
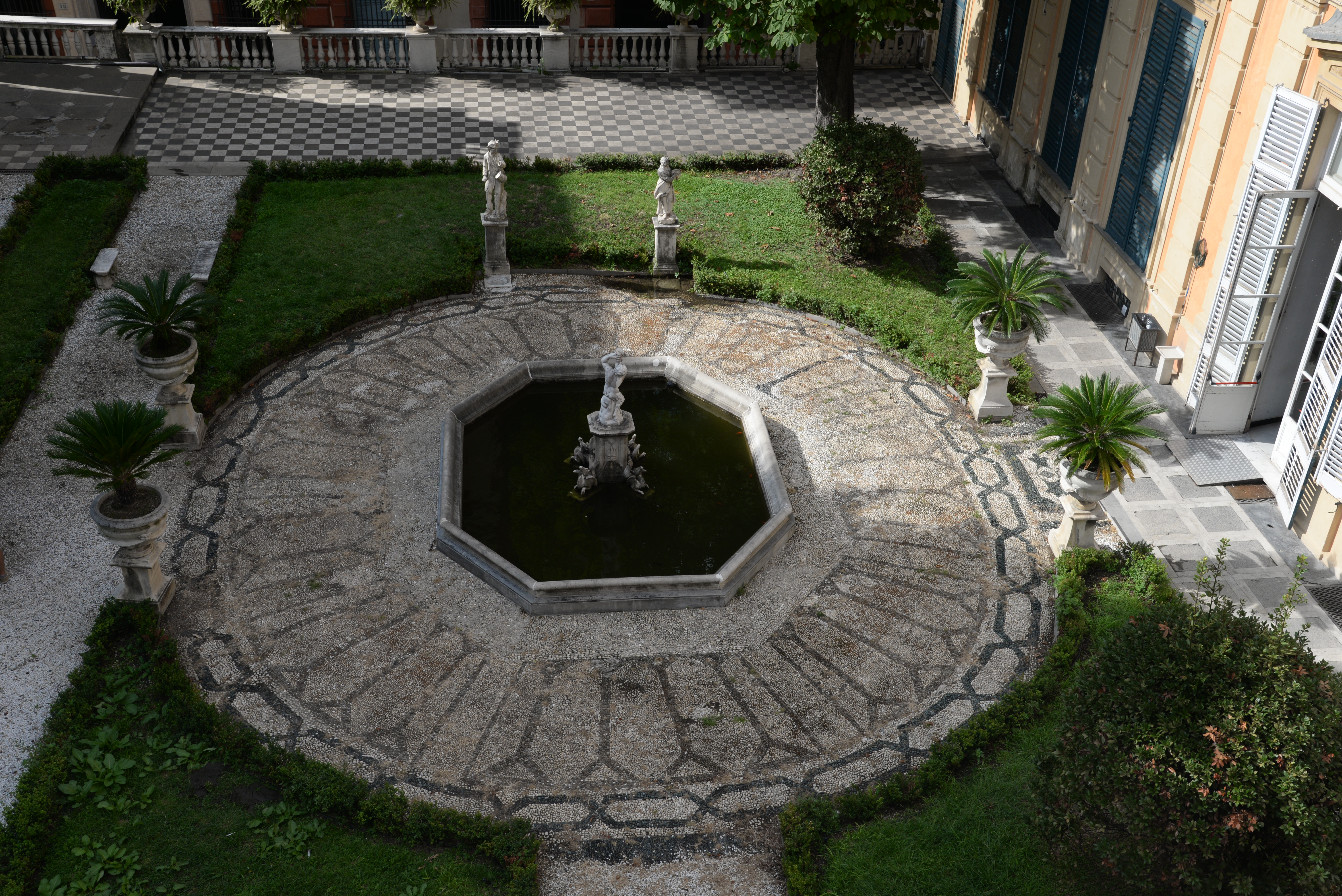
Фонтан в саду палацо Бьянко, фото 2020 р.
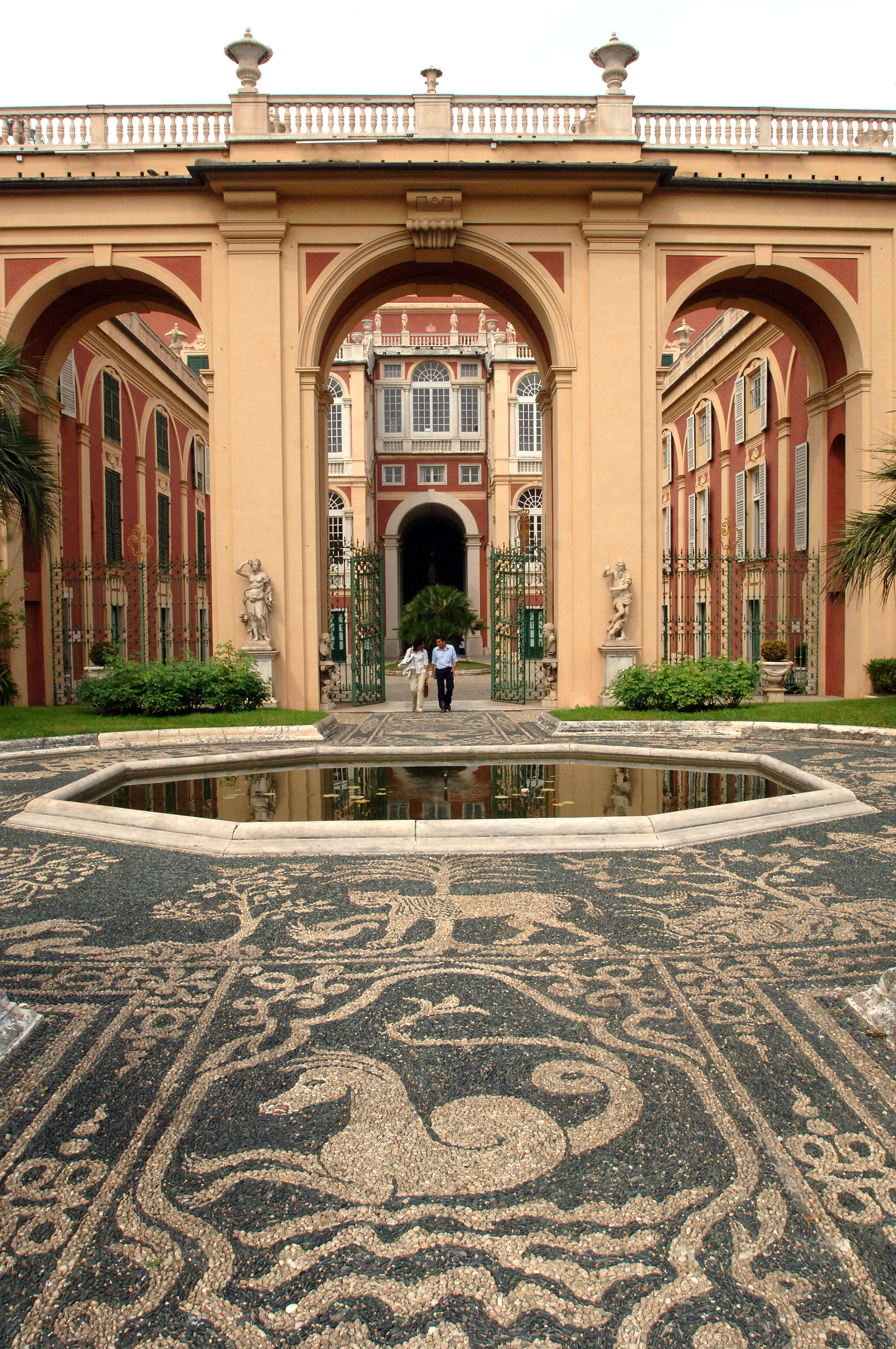
Палаццо Реале, мозаїка біля фонтана, фото 2006 р.
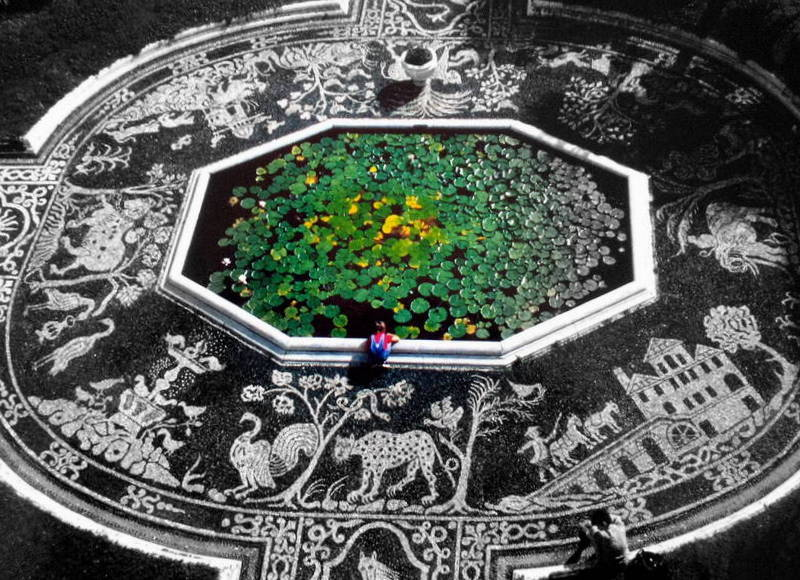
Палаццо Реале, Генуя, мозаїка біля фонтана, фото 2010 р.
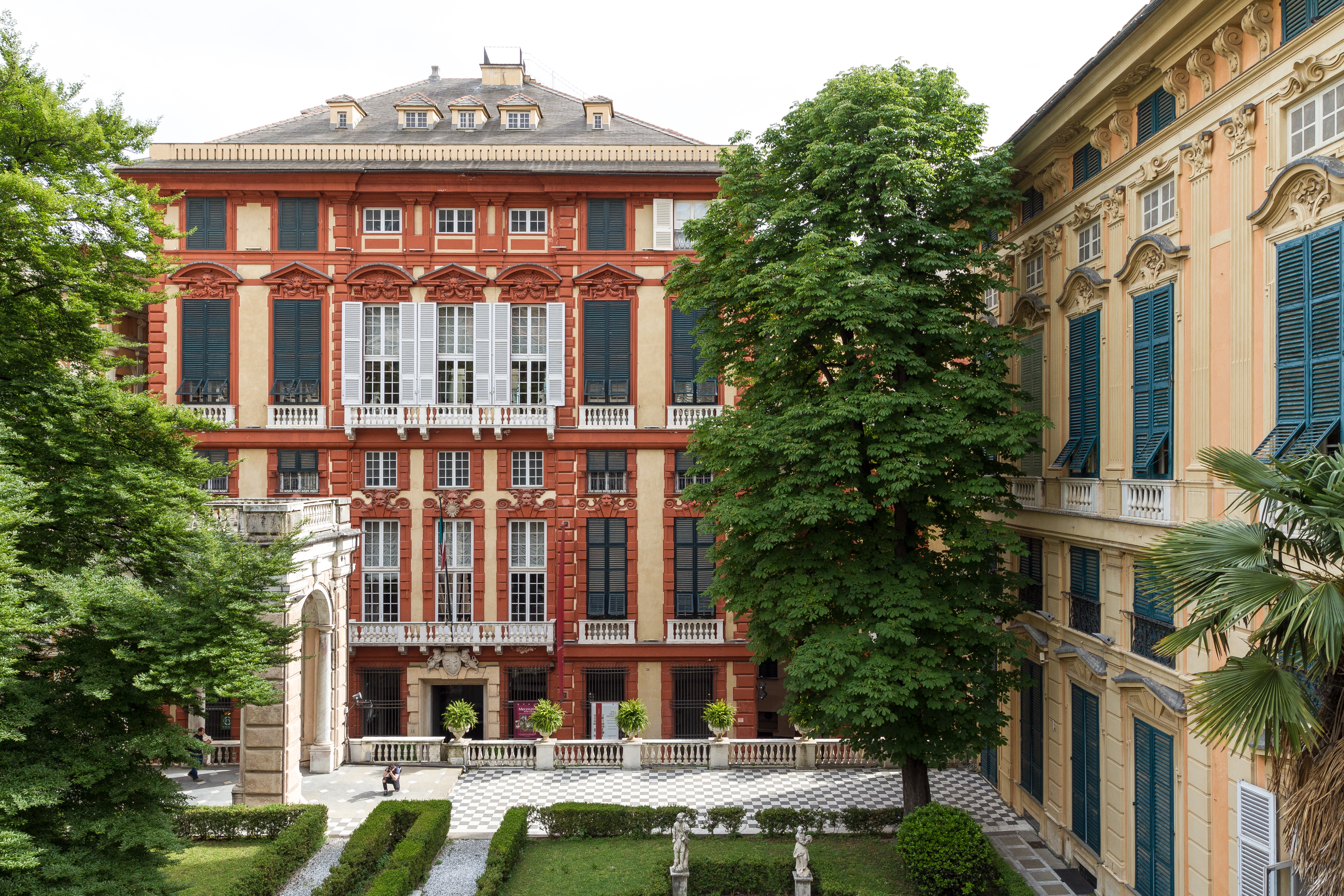
Сад в палаццо деї Роллі, фото 2016 р.
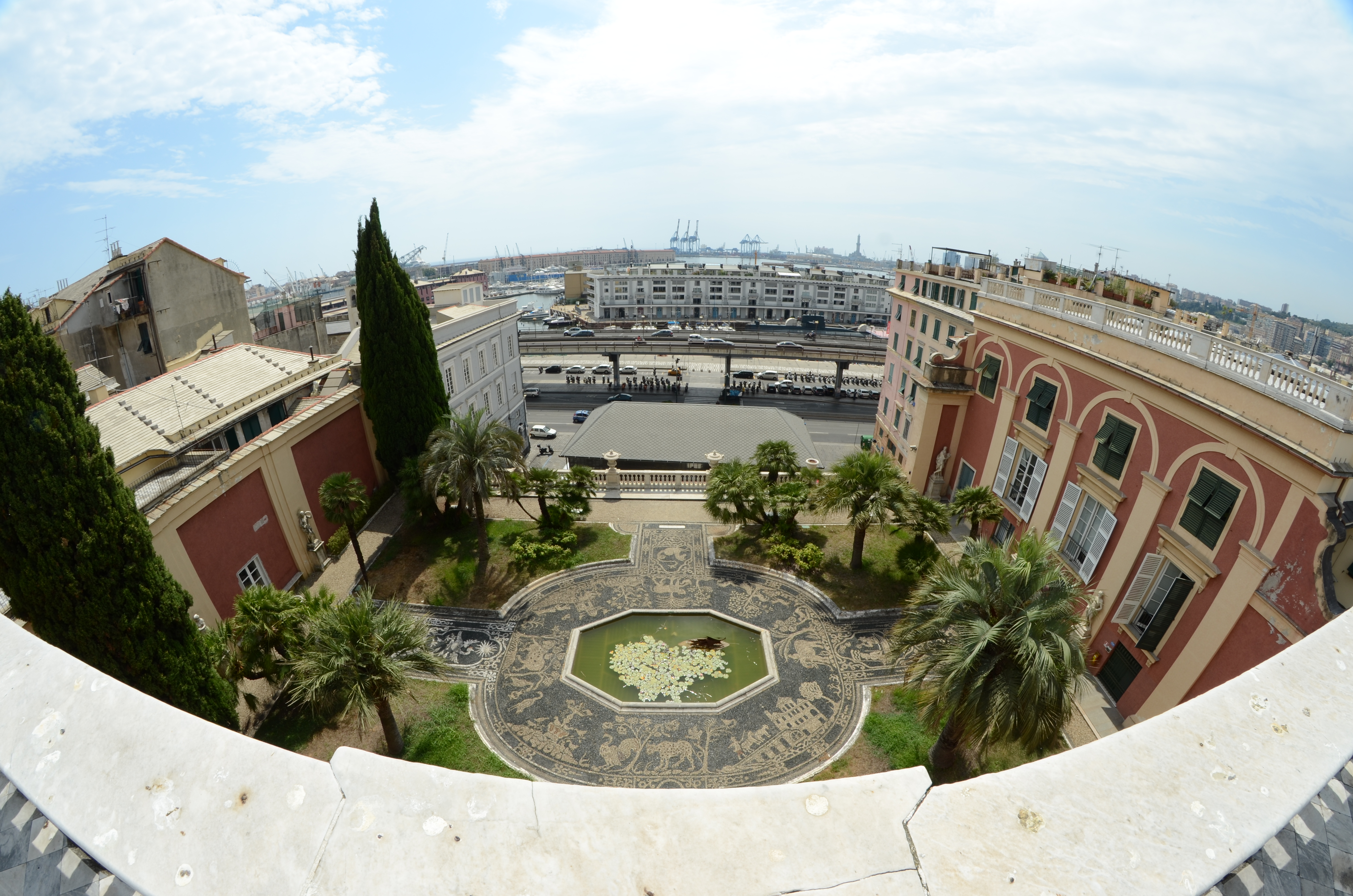
Палаццо Реале, Генуя, перспектива саду з виглядом сучасного порту міста, фото 2015 р.

## Декоративно-ужиткове мистецтво в Генуї

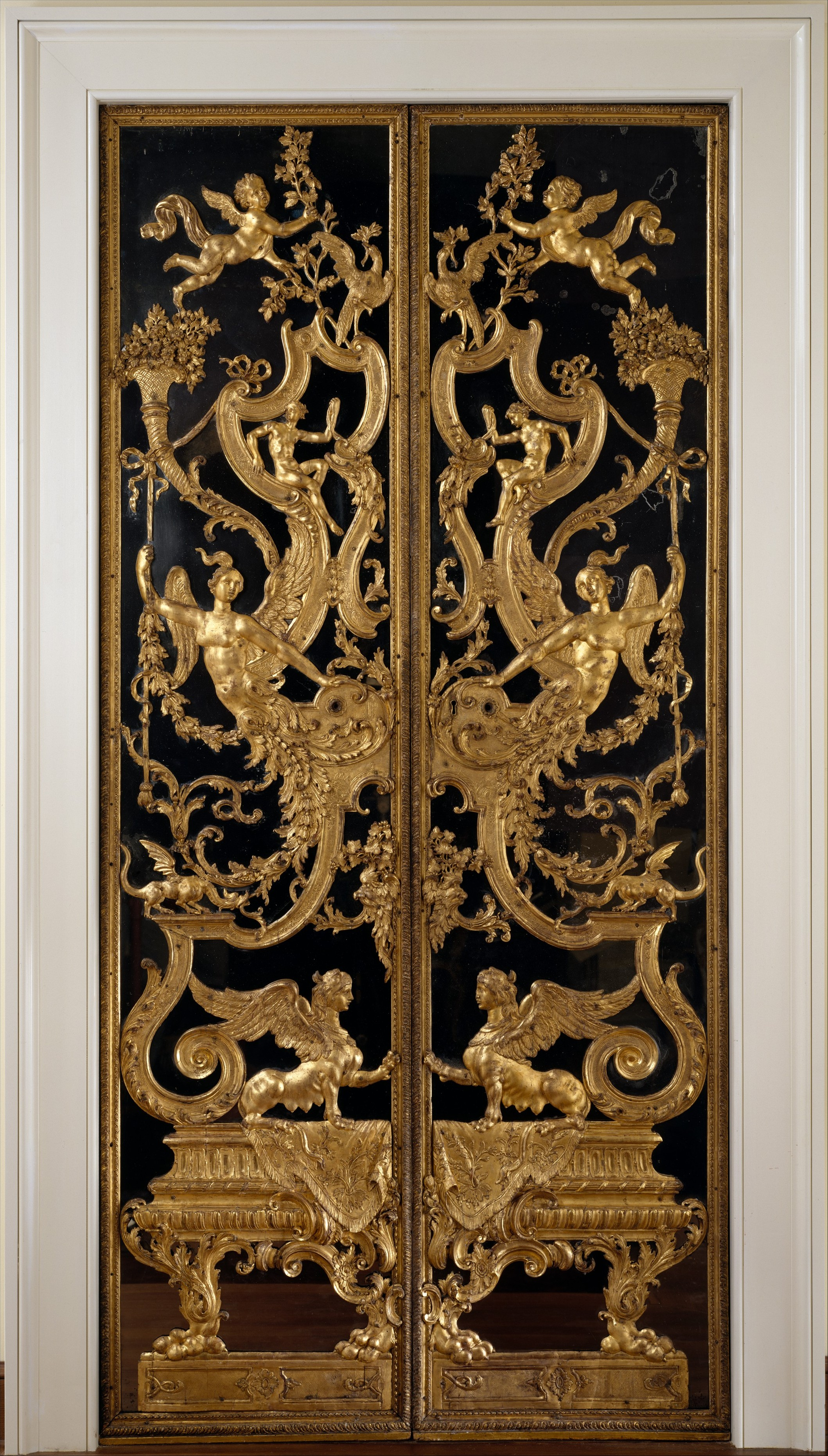
Дизайн Лоренцо ді Феррарі. Золочений декор двері, з палаццо Каррега-Катальді, Генуя, 1744 р. (вивезено в Музей мистецтва Метрополітен, фото 2017 р.

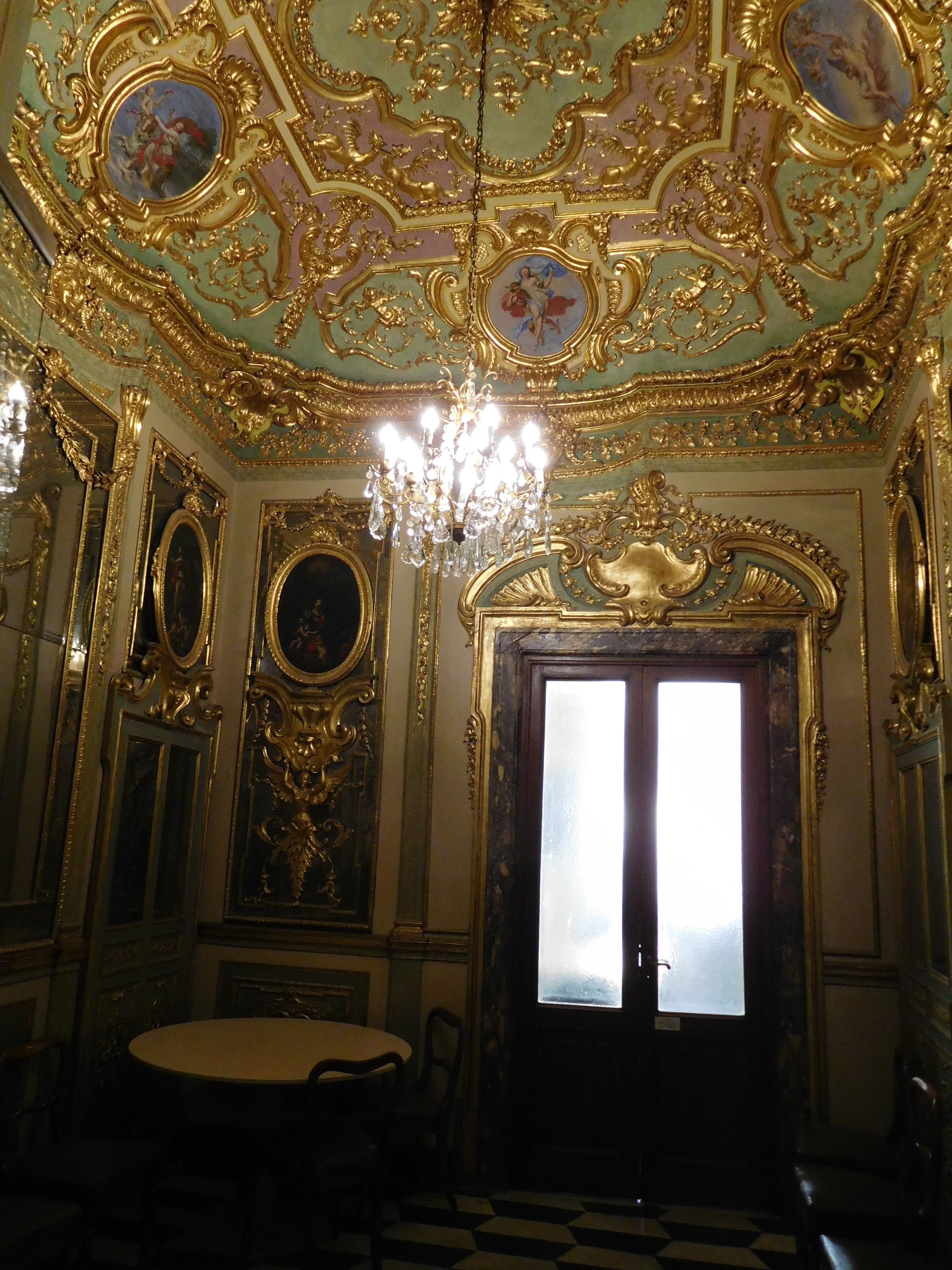
Ліплений декор на стелі з золоченням, палаццо Агостіно Спінола, Генуя
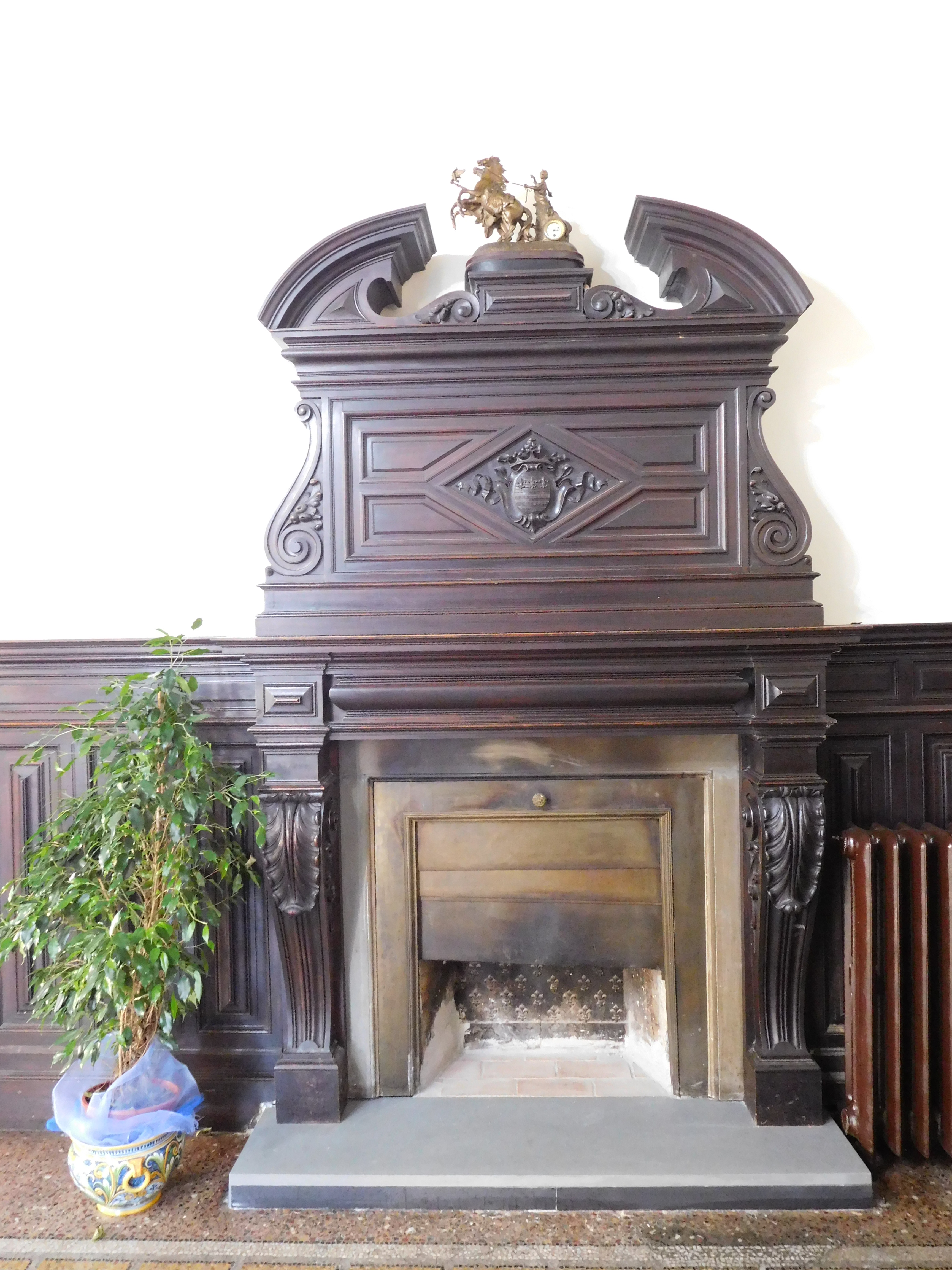
Декор каміна, палаццо Джио Карло Бріньйоне. Генуя
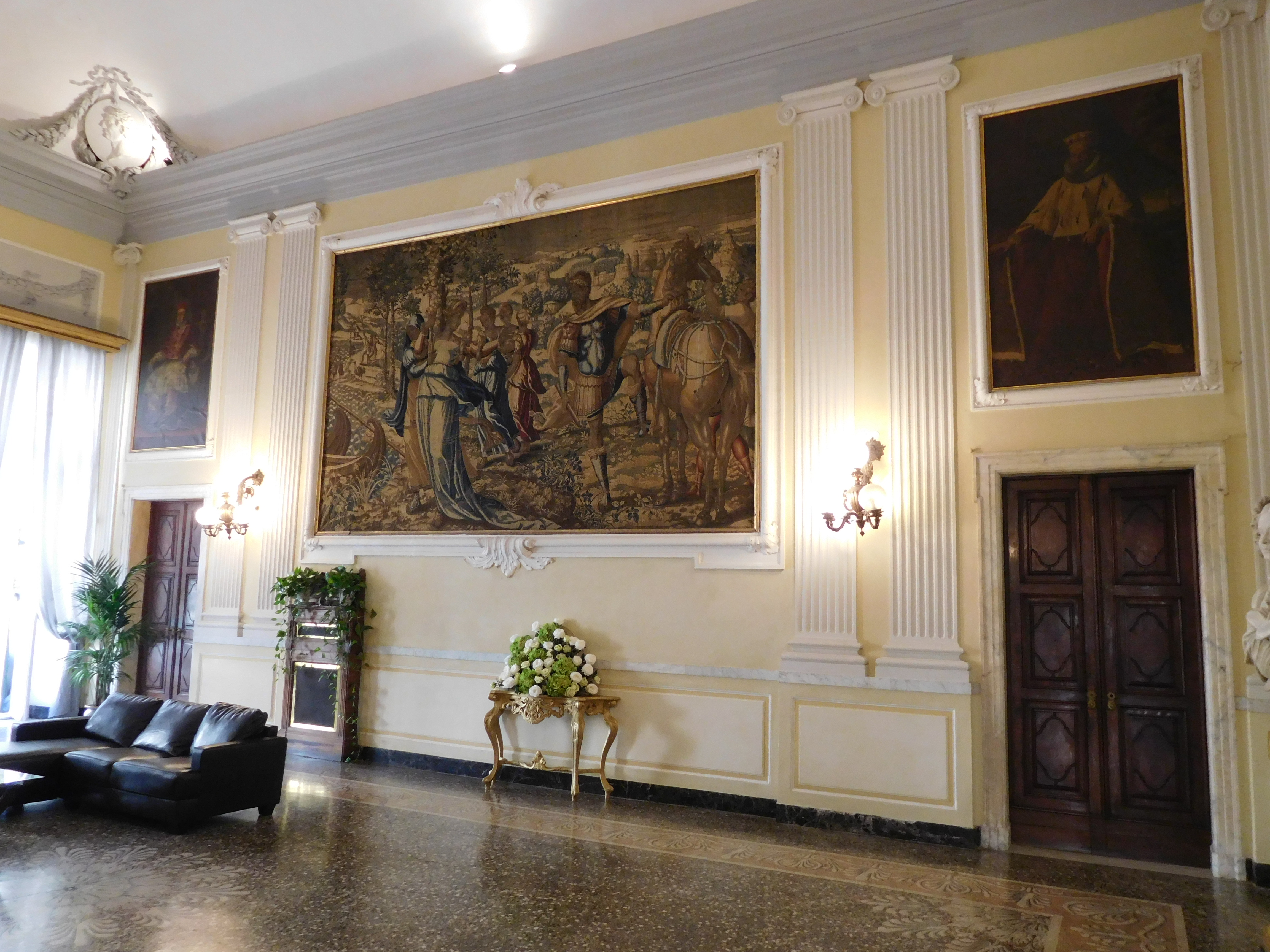
Аррас в палаццо Джио Карло Бріньйоне. Генуя
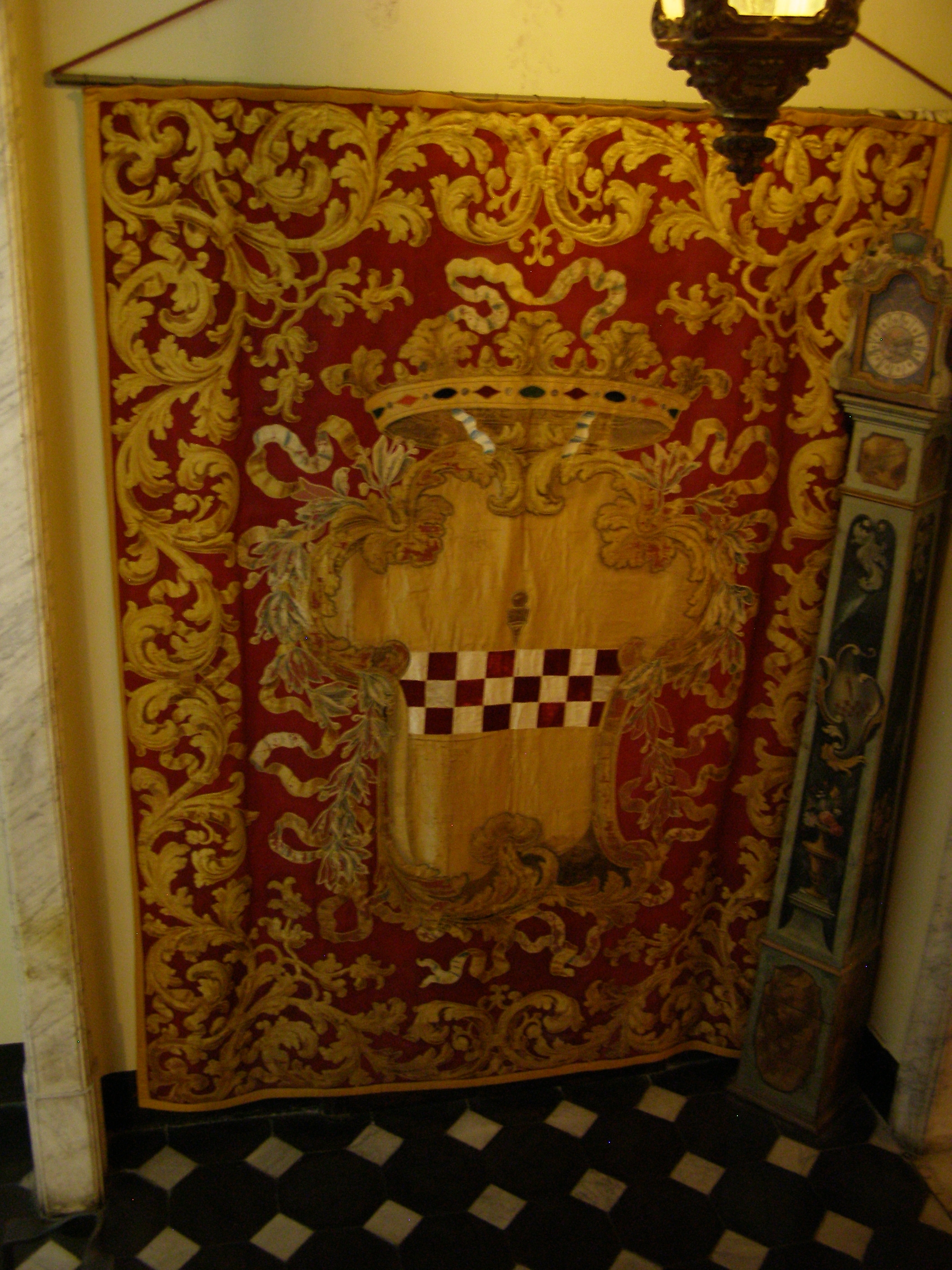
Килим з гербом, Національна галерея в палаццо Спінола, фото 2012 р.
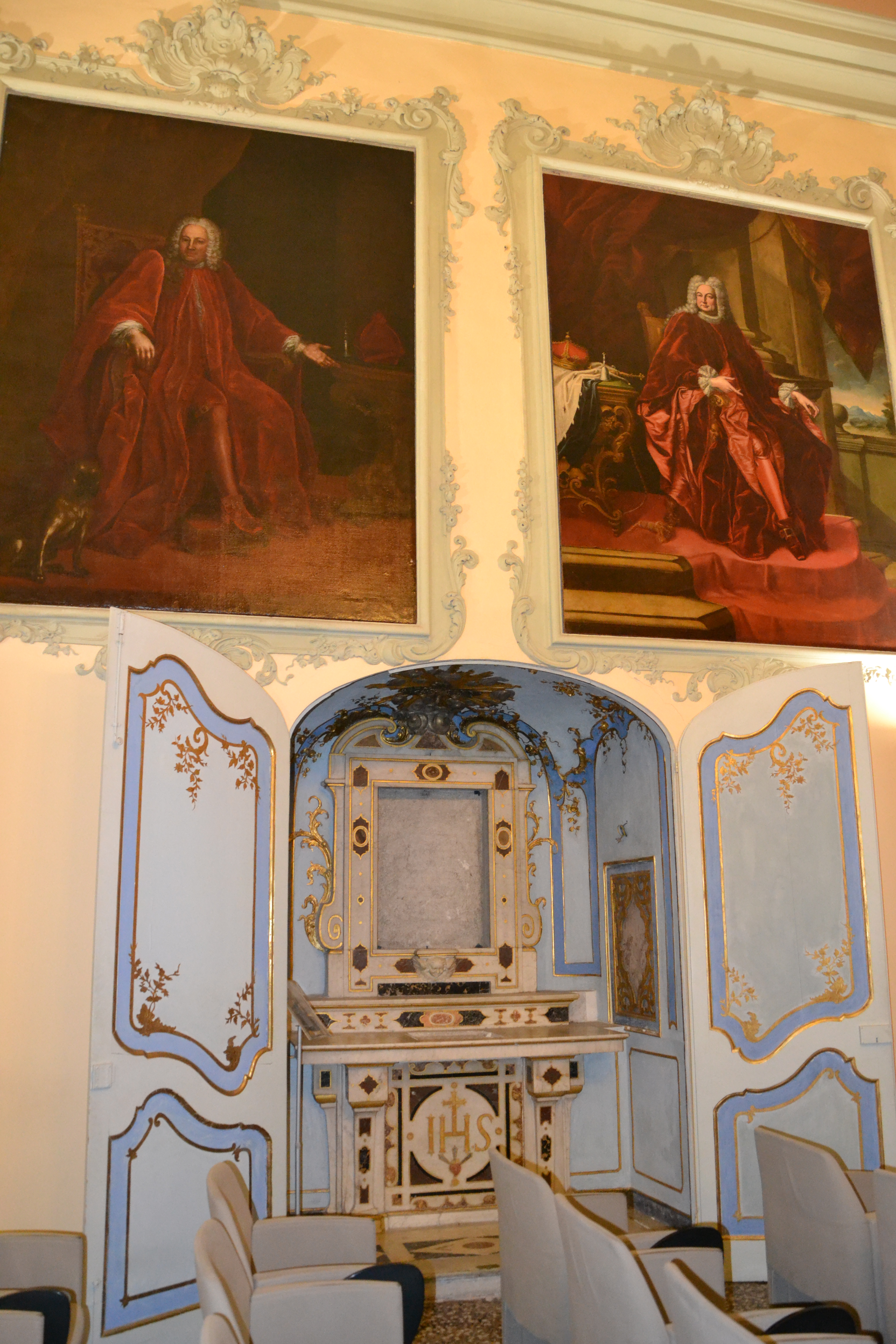
Декор молитовні, палаццо Джио Франческо Бальбі. Генуя, фото 2017 р.
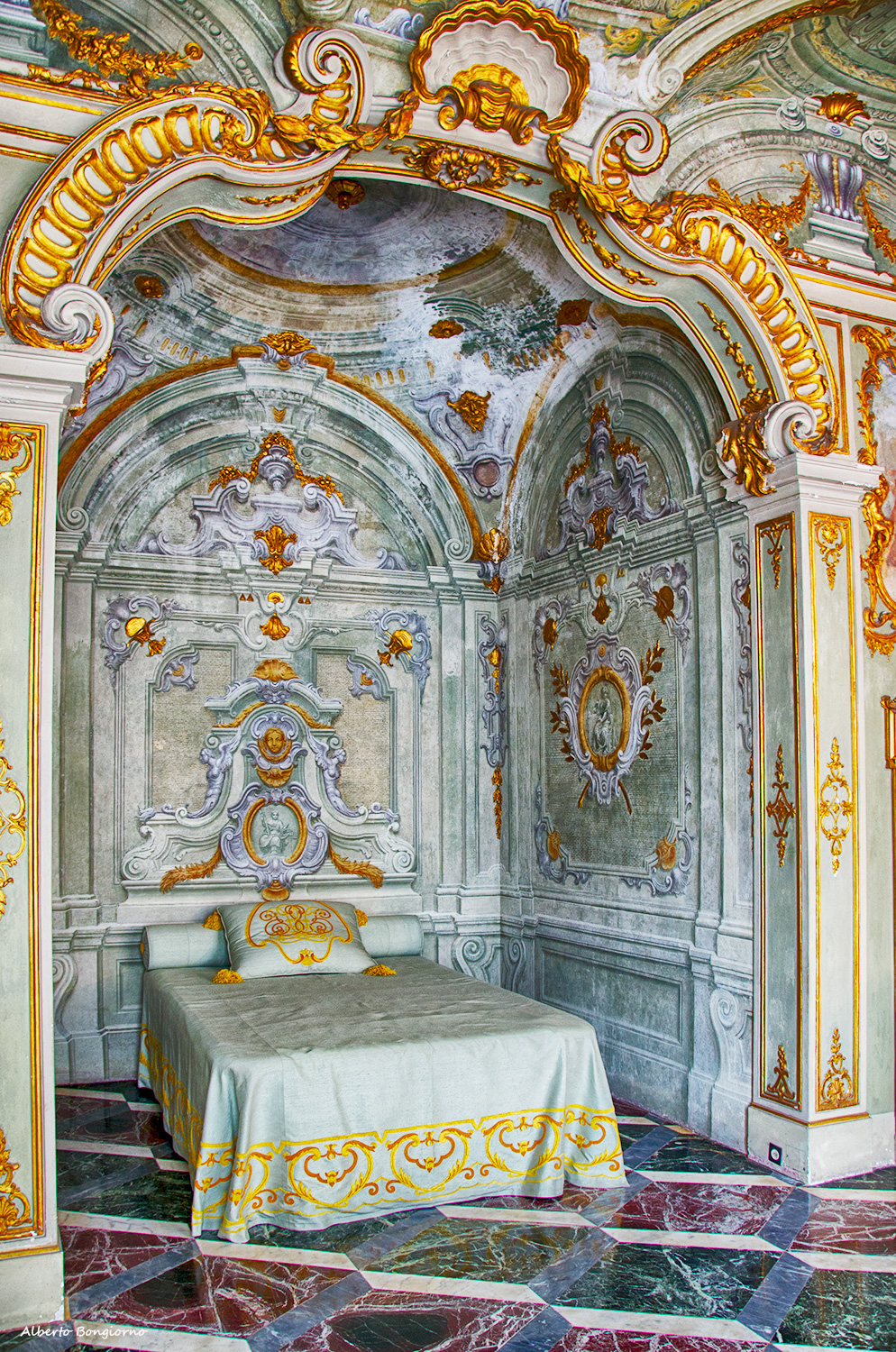
Зала з альковом (парадна спальня), палаццо Россо, Генуя, фото 2014 р.
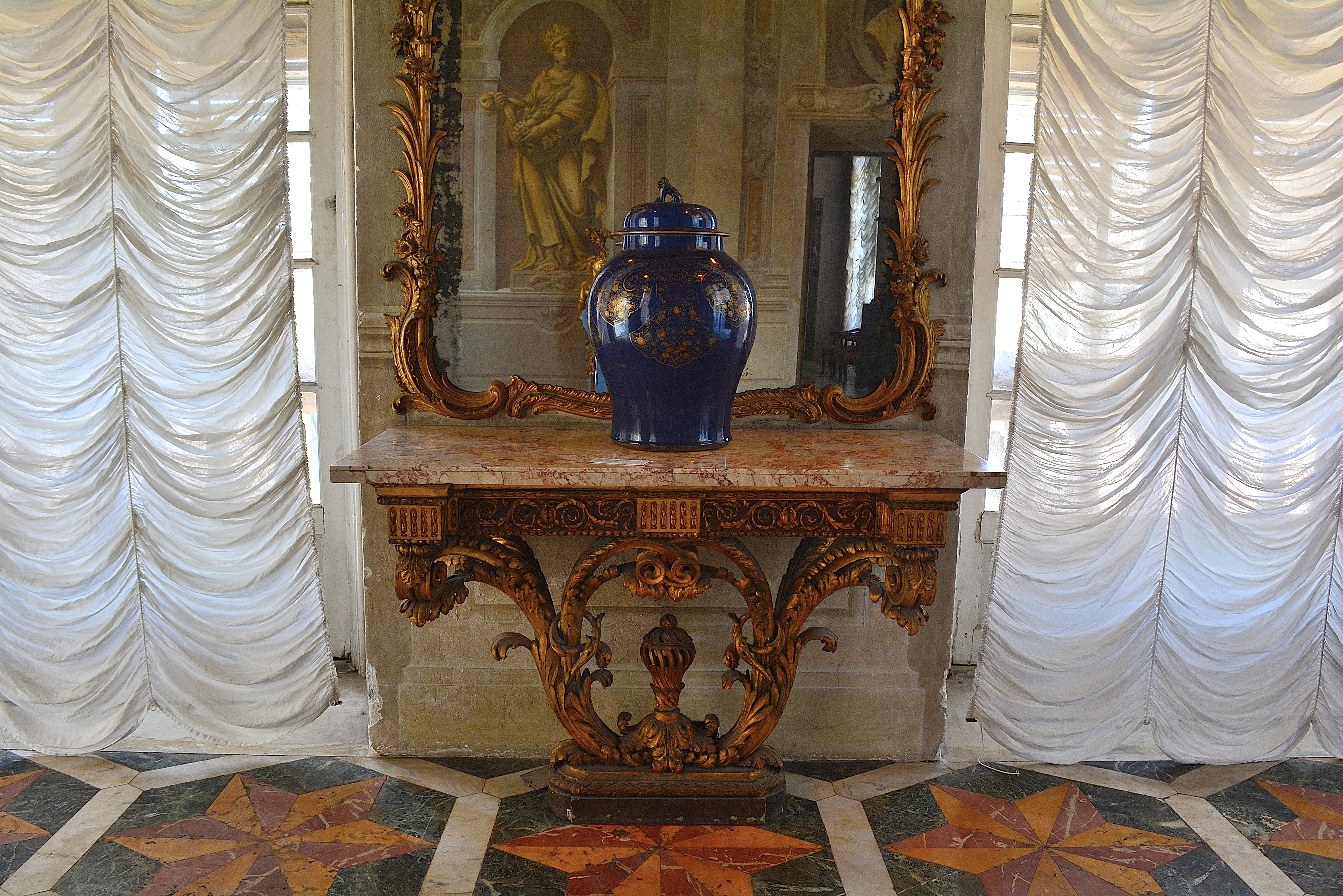
Золочена консоль з китайською порцеляною, зала Життя людини, палаццо Россо, фото 2015 р.
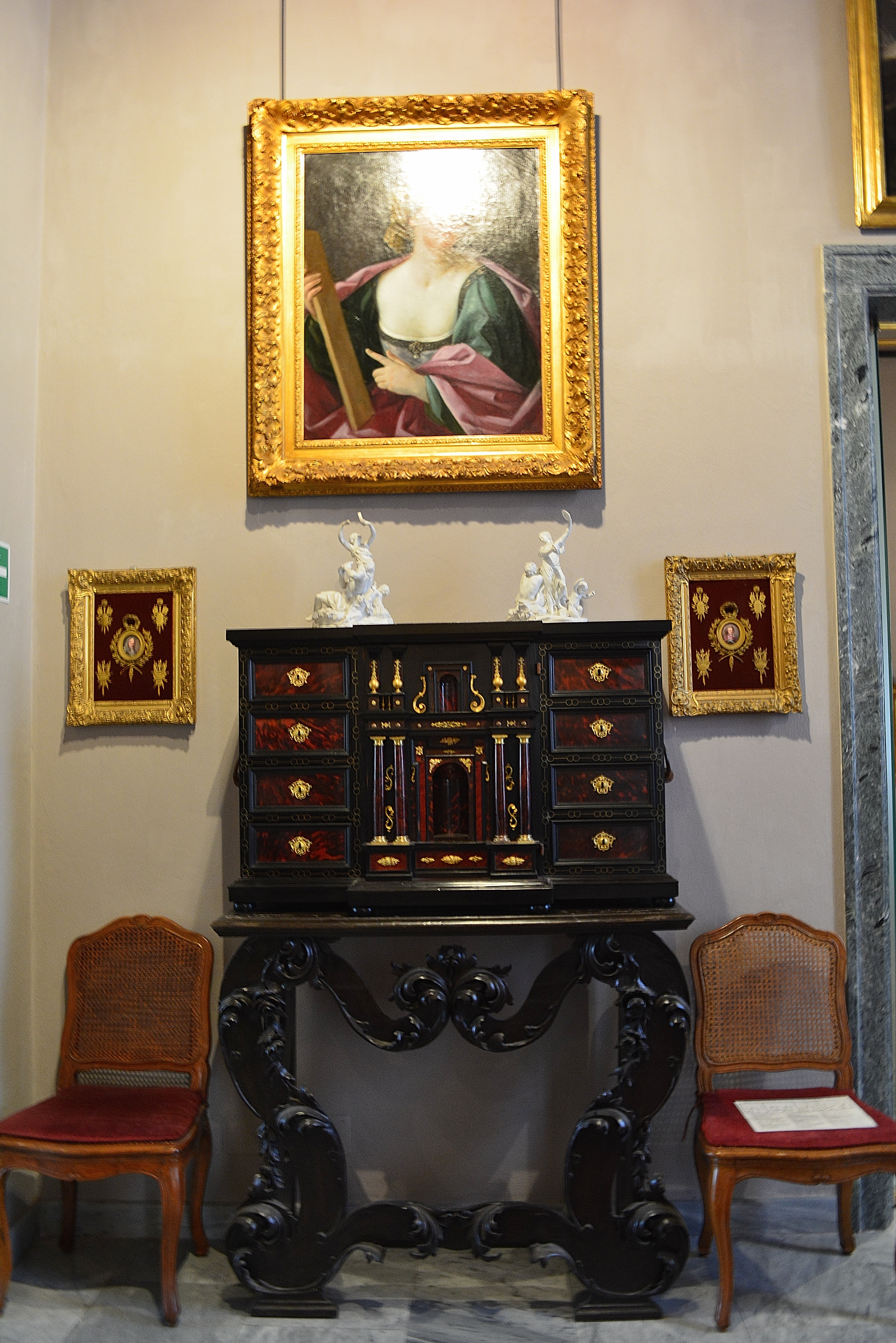
Кабінет 17 ст., галерея Палаццо Россо, Генуя